# Liste der Biografien/Tre
Liste der Biografien |
Portal Biografien |
Personensuche
# |
A |
B |
C |
D |
E |
F |
G |
H |
I |
J |
K |
L |
M |
N |
O |
P |
Q |
R |
S |
T |
U |
V |
W |
X |
Y |
Z |
?
 
Ta |
Tc |
Te |
Tf |
Tg |
Th |
Ti |
Tj |
Tk |
Tl |
Tm |
To |
Tq |
Tr |
Ts |
Tu |
Tv |
Tw |
Tx |
Ty |
Tz
 
Tra |
Trb |
Trc |
Trd |
Tre |
Trg |
Trh |
Tri |
Trj |
Trk |
Trm |
Trn |
Tro |
Trp |
Trs |
Trt |
Tru |
Try |
Trz
Die Liste der Biografien führt alle Personen auf, die in der deutschsprachigen Wikipedia einen Artikel haben. Dieses ist eine Teilliste mit 1067 Einträgen von Personen, deren Namen mit den Buchstaben „Tre“ beginnt.

## Tre
- Tré Cool (* 1972), US-amerikanischer RockmusikerTré Cool (* 1972)

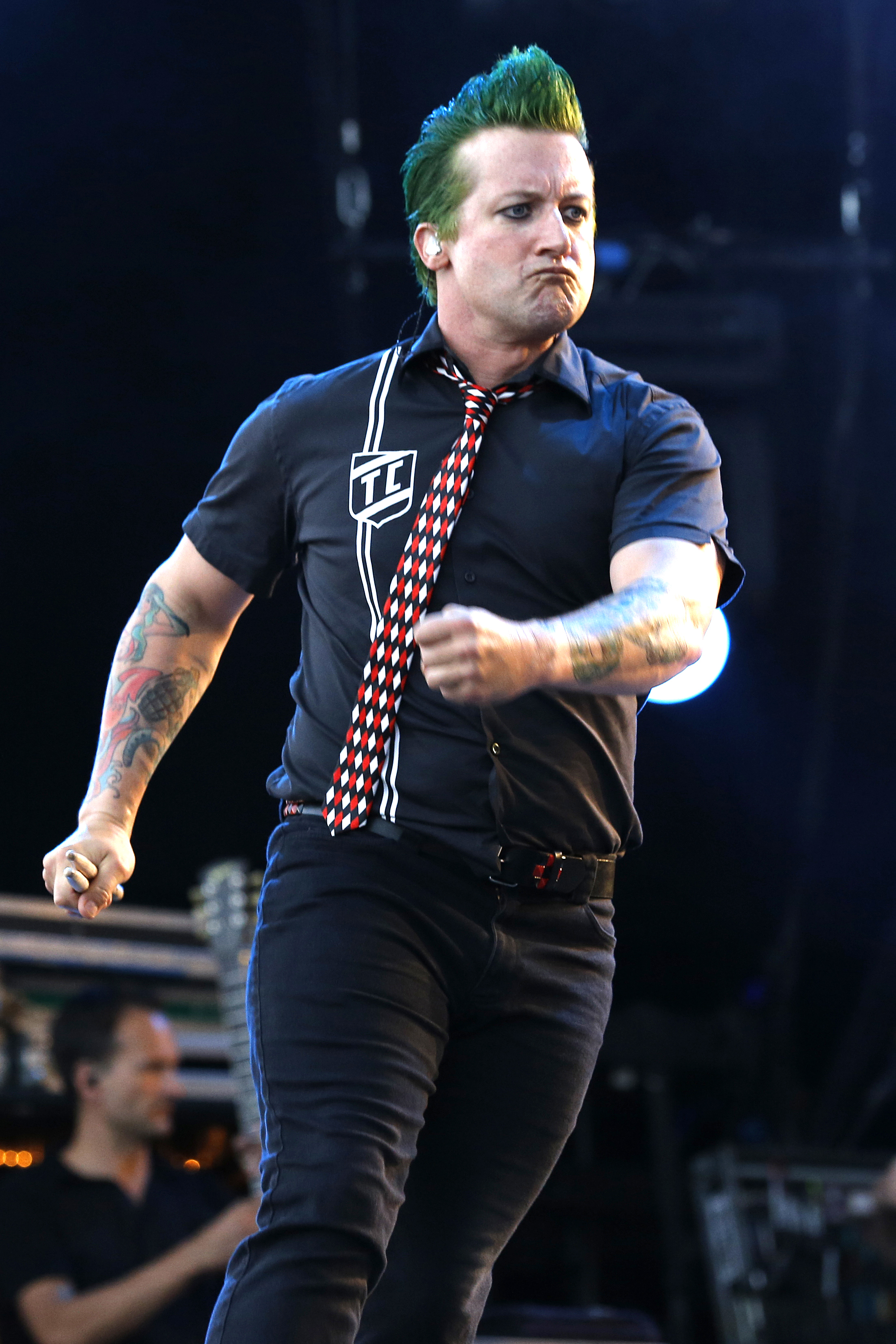
Tré Cool (* 1972)

- Tre The Boy Wonder (* 1982), deutscher DJ und Musikproduzent
- Tre, Il (* 1997), italienischer Rapper

### Trea
- Treacher, Arthur (1894–1975), US-amerikanisch-britischer Schauspieler
- Treacher, William Hood (1849–1919), britischer Kolonialgouverneur von Nord-Borneo
- Treacy Bramante, Carolyn (* 1982), US-amerikanische Biathletin
- Treacy, Eric (1907–1978), britischer Bischof und Eisenbahnfotograf
- Treacy, John (* 1957), irischer Langstreckenläufer und Olympiazweiter
- Treacy, John Patrick (1890–1964), US-amerikanischer Geistlicher, römisch-katholischer Bischof von La Crosse
- Treacy, Keith (* 1988), irischer Fußballspieler
- Treacy, Noel (1951–2022), irischer Politiker, Teachta Dála
- Treacy, Philip (* 1967), irischer Haute Couture-Modist
- Treacy, Sara Louise (* 1989), irische Hindernisläuferin
- Treacy, Seán (1895–1920), irischer Freiheitskämpfer
- Treacy, Seán (1923–2018), irischer Politiker (Irish Labour Party), MdEP

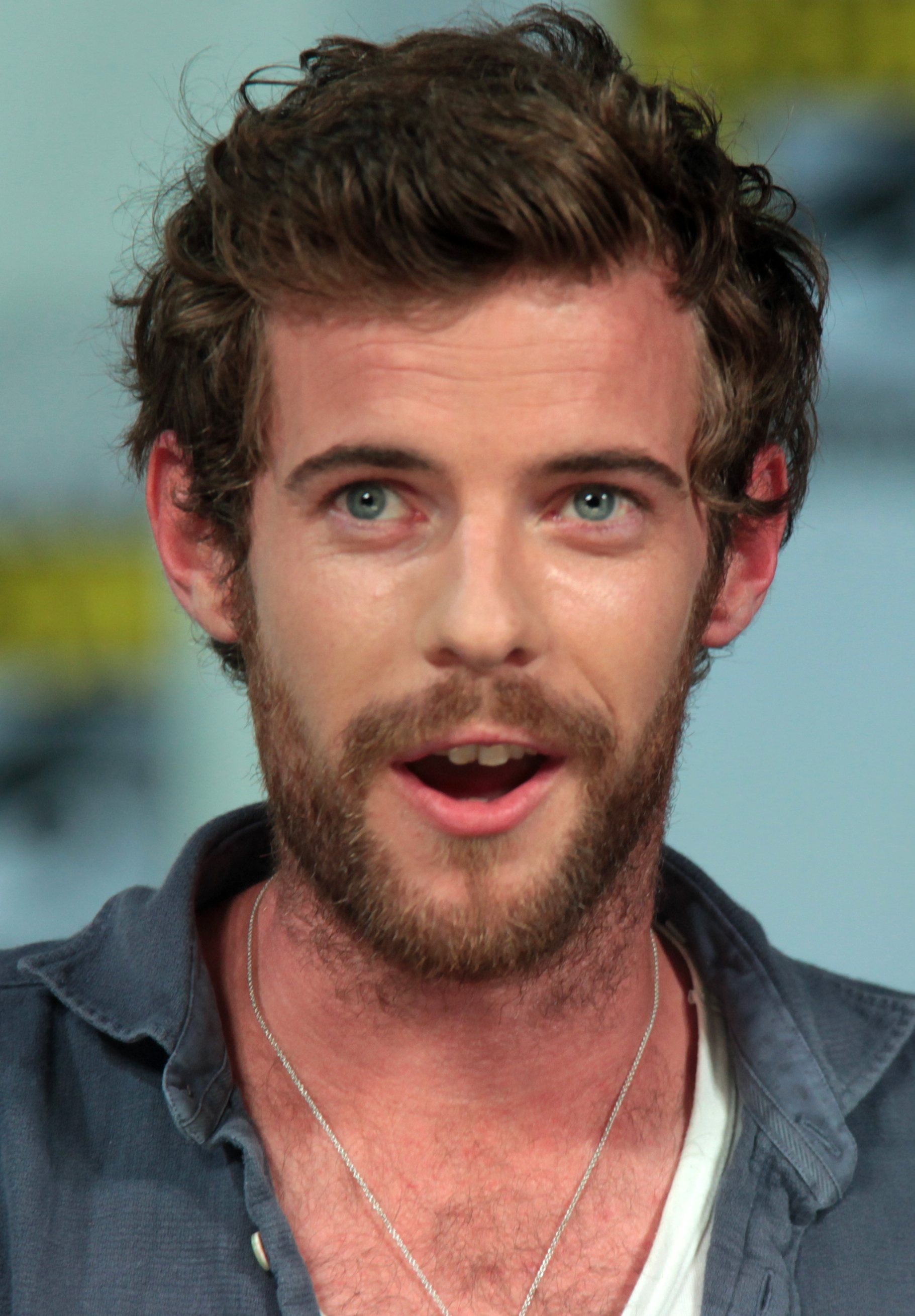
Harry Treadaway (* 1984)

- Treadaway, Harry (* 1984), britischer Theater- und FilmschauspielerHarry Treadaway (* 1984)
- Treadaway, Luke (* 1984), britischer Theater- und Filmschauspieler
- Treadgold, Warren (* 1949), US-amerikanischer Byzantinist
- Treadway, Allen T. (1867–1947), US-amerikanischer Politiker
- Treadway, Francis W. (1869–1925), US-amerikanischer Politiker
- Treadwell, Alexander (* 1946), US-amerikanischer Politiker (Republikanische Partei)
- Treadwell, Daniel (1791–1872), US-amerikanischer Erfinder, Geschäftsmann und Hochschullehrer
- Treadwell, Frederick Pearson (1857–1918), amerikanisch-schweizerischer Chemiker
- Treadwell, George (1919–1967), US-amerikanischer Jazz-Trompeter, Komponist und Musikmanager
- Treadwell, John (1745–1823), US-amerikanischer Politiker
- Treadwell, Laquon (* 1995), US-amerikanischer American-Football-Spieler
- Treadwell, Louise (1896–1983), US-amerikanische Bühnenschauspielerin, Gründerin einer Hilfsorganisation
- Treadwell, Mead (* 1956), US-amerikanischer Politiker
- Treadwell, Moray (* 1967), britischer Schauspieler und Synchronsprecher
- Treadwell, Oscar (1926–2006), US-amerikanischer Jazz-Autor und Radiomoderator
- Treadwell, Timothy (1957–2003), US-amerikanischer Umweltschützer
- Treadwell, William Dupré (1885–1959), Schweizer Chemiker (Analytische Chemie, Anorganische Chemie, Physikalische Chemie)
- Tream (* 1998), deutscher Rapper und PartyschlagersängerTream (* 1998)

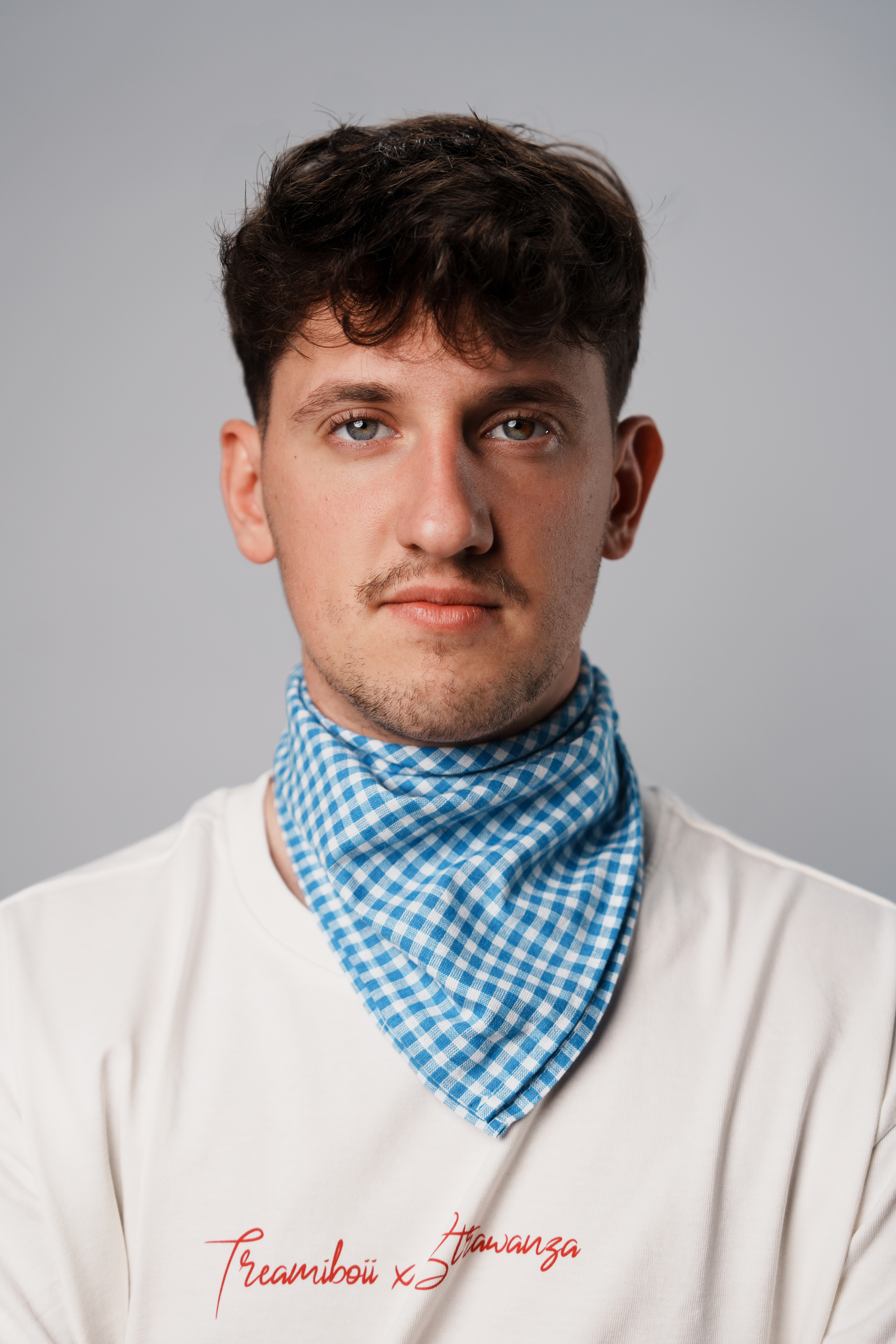
Tream (* 1998)

- Tréand, Emma (* 2003), französische Nordische Kombiniererin
- Tréand, Geoffrey (* 1986), französischer Fußballspieler
- Treanor, Keeva (* 1985), Luft-Akrobatin, Tänzerin und Coach
- Treanor, Noel (1950–2024), irischer römisch-katholischer Erzbischof und Diplomat des Heiligen Stuhls
- Treas, Terri (* 1957), US-amerikanische Schauspielerin
- Trease, Geoffrey (1909–1998), englischer Schriftsteller
- Treasure, Alyxandria (* 1992), kanadische Leichtathletin
- Treat, Charles H. (1842–1910), US-amerikanischer Regierungsbeamter
- Treat, Lawrence (1903–1998), US-amerikanischer Schriftsteller
- Treat, Mary (1830–1923), US-amerikanische Botanikerin und Entomologin
- Treat, Robert (1622–1710), amerikanischer Kolonialgouverneur

### Treb
- Trebaitė, Aušrinė (* 1988), litauische Radrennfahrerin
- Trebatius Testa, Gaius, römischer Jurist
- Trebbe, Joachim (* 1965), deutscher Kommunikations- und Medienwissenschaftler
- Trebbin, Hermann (1881–1954), Heimatforscher und Lehrer in Müllrose
- Trebchen, Alfred (1915–2011), deutscher Politiker (SPD), MdL
- Trebe, Ella (1902–1943), deutsche Widerstandskämpferin gegen den Nationalsozialismus
- Trebek, Alex (1940–2020), kanadisch-US-amerikanischer FernsehmoderatorAlex Trebek (1940–2020)

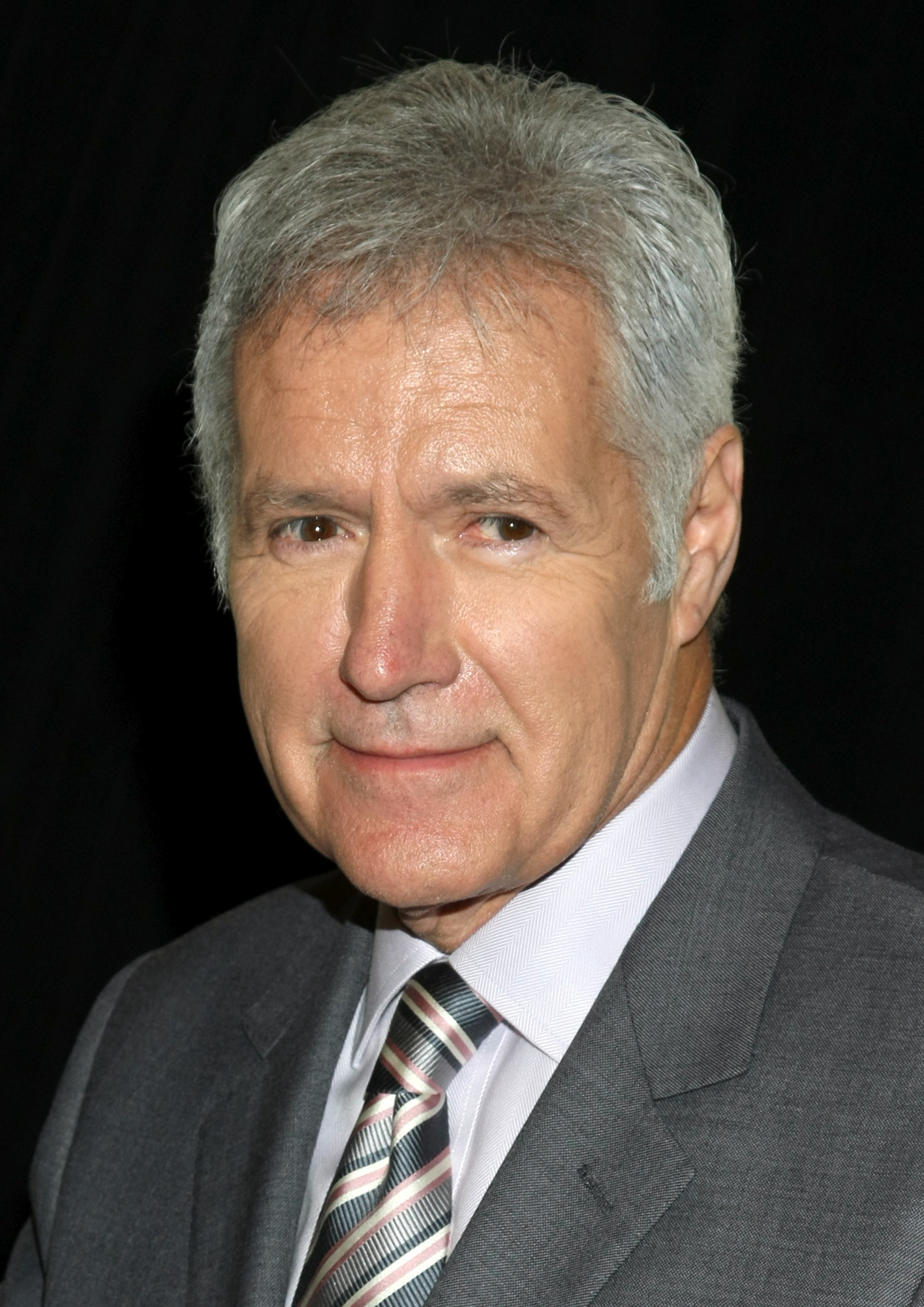
Alex Trebek (1940–2020)

- Trebel, Adrien (* 1991), französischer Fußballspieler
- Trebelius, Hermann, deutscher Dichter und Buchdrucker
- Trebeljahr, Gert (1937–1979), deutscher Nachrichtendienstler
- Trebellius Crescens, Gnaeus, antiker römischer Toreut
- Trebellius Niger, antiker römischer Toreut
- Trebellius Romanus, Gnaeus, antiker römischer Toreut
- Trebellius, Gnaeus, antiker römischer Toreut
- Trebellius, Lucius, römischer Politiker und Volkstribun
- Trebels, Andreas (1937–2021), deutscher Sportpädagoge und Hochschullehrer
- Treben, Maria (1907–1991), österreichische Autorin, Naturheilkunde, Alternativmedizin
- Treber, Björn (* 1992), österreichischer Tennisspieler und Autor
- Treber, Dirk (* 1951), deutscher Politiker (Die Grünen), MdL
- Treber, Jürgen (* 1960), deutscher Jurist, Richter am Bundesarbeitsgericht
- Treberer-Treberspurg, Adolf (1911–1955), österreichischer Bildhauer
- Treberspurg, Martin (* 1953), österreichischer Architekt
- Trebes, Horst (1916–1944), deutscher Fallschirmjäger-Offizier der Wehrmacht
- Trebes, Klaus (1947–2011), deutscher Koch, Restaurantbesitzer und gastronomischer Publizist
- Trebesch, Christoph, deutscher Ökonom
- Trebesch, Herbert (1915–2007), deutscher Vizeadmiral
- Trebesch, Jochen (* 1944), deutscher Botschafter
- Trebesius, Ulrike (* 1970), deutsche Politikerin (AfD), MdEPUlrike Trebesius (* 1970)

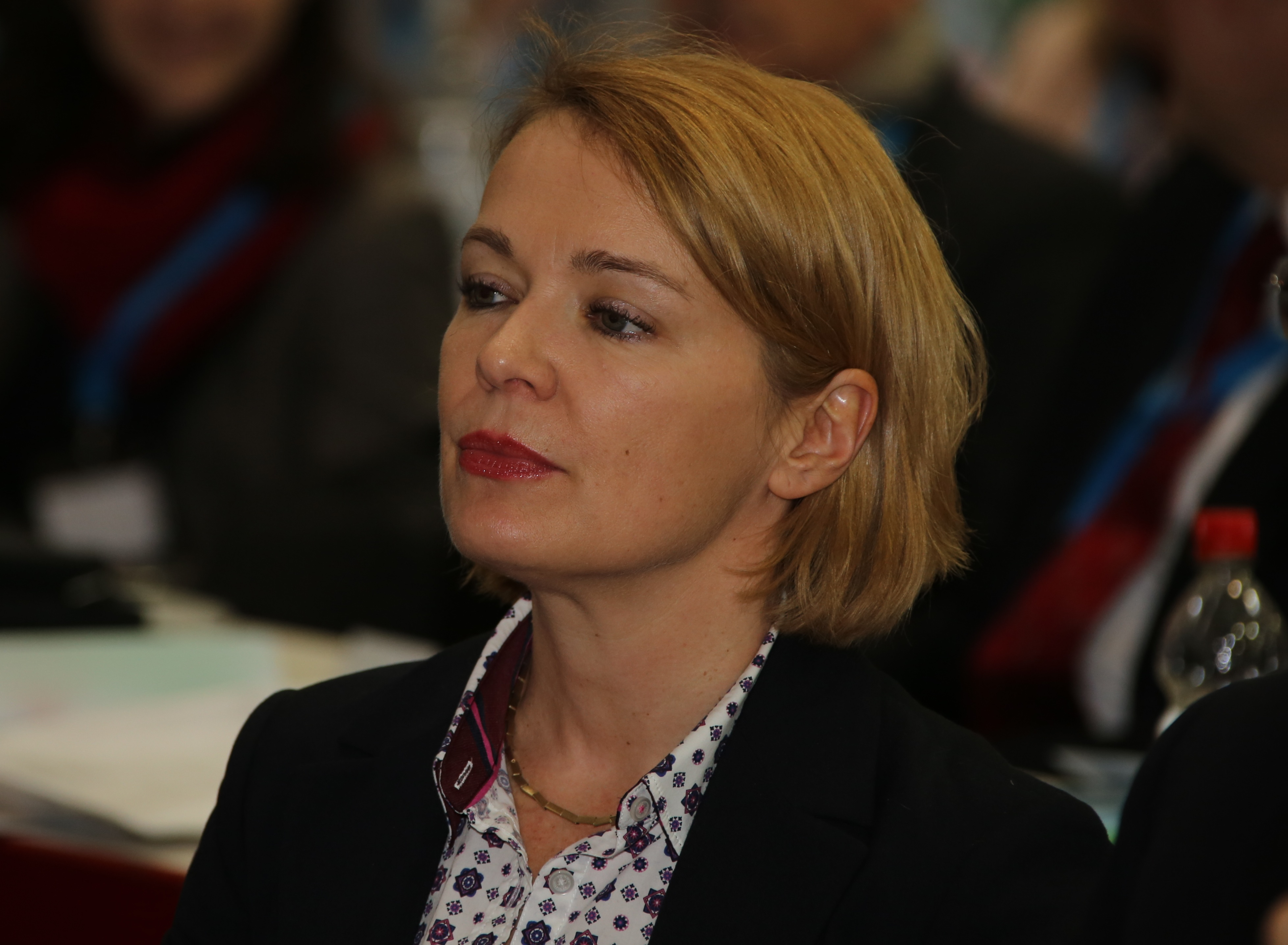
Ulrike Trebesius (* 1970)

- Trębicki, Henryk (1940–1996), polnischer Gewichtheber
- Trebil, Dan (* 1974), US-amerikanischer Eishockeyspieler
- Trebin, Hans-Rainer (* 1946), deutscher Physiker
- Trebing, Glenn (* 2000), deutscher TurnerGlenn Trebing (* 2000)

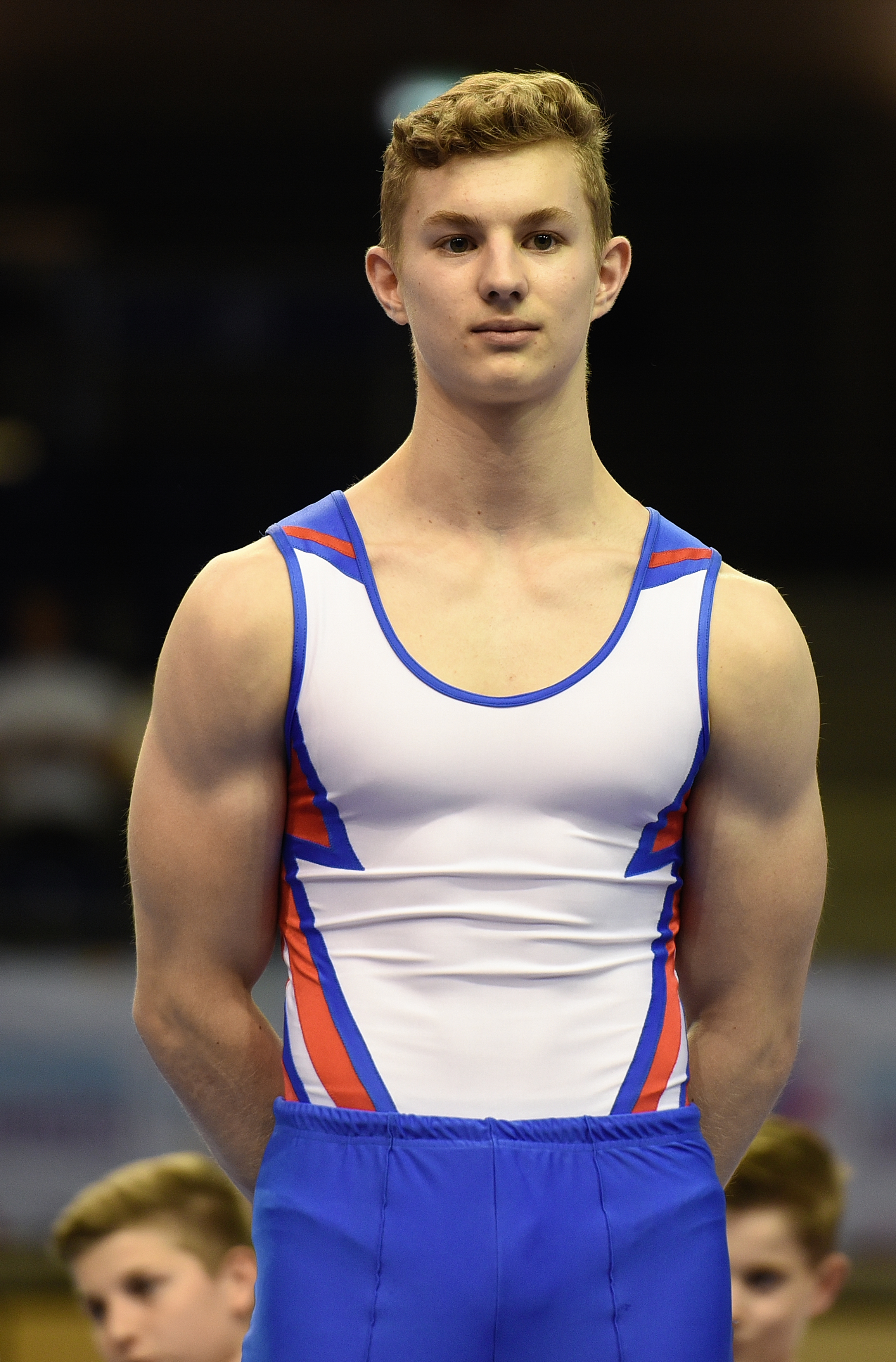
Glenn Trebing (* 2000)

- Trebinger, Christian, Südtiroler Bildhauer
- Trebitsch, Arthur (1880–1927), österreichischer Schriftsteller und Philosoph
- Trebitsch, Gyula (1914–2005), ungarisch-deutscher Filmproduzent
- Trebitsch, Katharina (* 1949), deutsche Fernsehproduzentin
- Trebitsch, Leopold (1842–1906), österreichischer Unternehmer
- Trebitsch, Markus (* 1950), deutscher Fernsehproduzent
- Trebitsch, Nahum (1779–1842), mährischer Rabbiner
- Trebitsch, Rudolf (1876–1918), österreichischer Ethnologe
- Trebitsch, Siegfried (1868–1956), österreichischer Dramatiker, Lyriker, Erzähler und Übersetzer
- Trebitsch-Lincoln, Ignaz (1879–1943), buddhistischer Mönch, christlicher Priester und Politiker, Mitglied des House of Commons, Militärberater, Spion
- Trebitz, Karl (1818–1884), deutscher Dichter und Pfarrer
- Trebius Germanus, Lucius, römischer Suffektkonsul
- Trebius Iunianus, Gaius, römischer Offizier (Kaiserzeit)
- Trebius Maximus, Gaius, römischer Suffektkonsul (122)
- Trebius Sergianus, Gaius, römischer Konsul 132
- Trebius Verus, römischer Offizier (Kaiserzeit)
- Třebízský, Václav Beneš (1849–1884), tschechischer Schriftsteller und Priester
- Trebon, Ryan (* 1981), US-amerikanischer Cyclocrossfahrer
- Trebonianus Gallus (206–253), römischer KaiserTrebonianus Gallus (206–253)

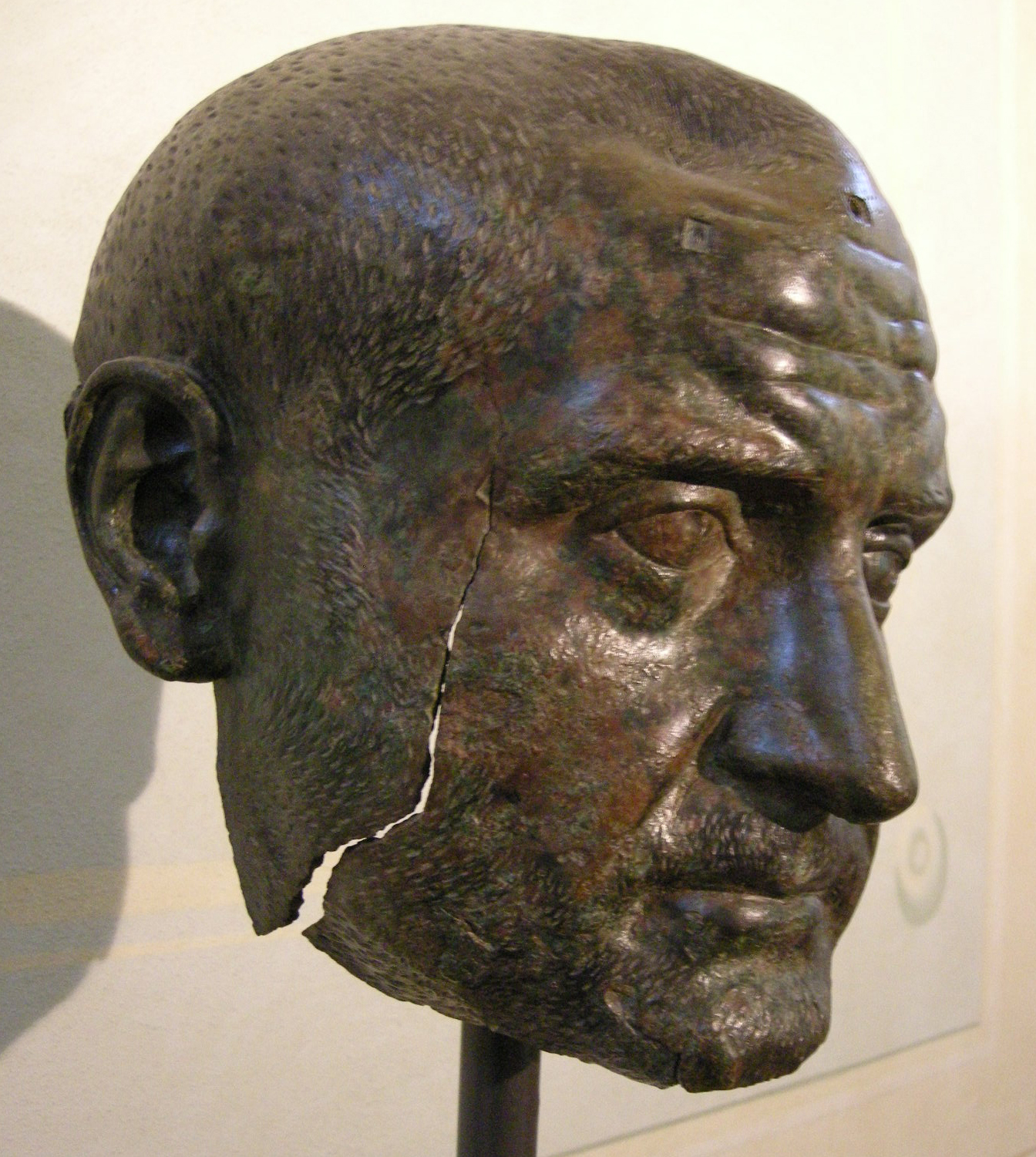
Trebonianus Gallus (206–253)

- Trebonius, Gaius († 43 v. Chr.), römischer General und Politiker
- Trébor, Henri (1901–1969), französischer Autorennfahrer
- Trebor, Robert (1953–2025), US-amerikanischer Schauspieler
- Treboux, Jean-Lou (* 1990), Schweizer Jazzmusiker (Vibraphon, Komposition)
- Trebra, Friedrich Wilhelm Heinrich von (1740–1819), sächsischer Oberberghauptmann, Mineraloge und Geologe
- Trebra, Karl von (1834–1905), preußischer Generalmajor
- Trebra, Walther von (1869–1924), deutscher Verwaltungsjurist und Gutsbesitzer
- Trebra-Lindenau, Hans von (1842–1914), deutscher Jurist, Rittergutsbesitzer und konservativer Politiker, MdL (Königreich Sachsen)
- Trebs, Enno (* 1995), deutscher Schauspieler
- Trebs, Heinrich Nicolaus (1678–1748), deutscher Orgelbauer
- Trebs, Herbert (* 1925), deutscher Theologe und Politiker (CDU), MdV, inoffizieller Mitarbeiter der DDR-Staatssicherheit
- Trebs, Nele (* 1999), deutsche Schauspielerin
- Trebs, Theo (* 1994), deutscher SchauspielerTheo Trebs (* 1994)

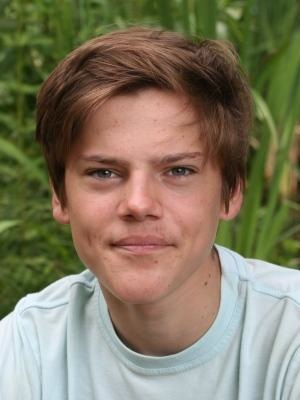
Theo Trebs (* 1994)

- Trebsche, Peter (* 1977), österreichischer Prähistoriker
- Trebst, Achim (1929–2017), deutscher Biochemiker und Pflanzenphysiologe
- Trebst, Arthur (1861–1922), deutscher Bildhauer
- Trebstein, Günther (1935–1994), deutscher Gebrauchsgrafiker
- Trebstein, Heinz (1921–2011), deutscher Polizeioffizier und Verkehrswissenschaftler der DDR
- Trébuchon, Augustin (1878–1918), letzter französischer Soldat, der im Ersten Weltkrieg getötet wurde
- Trebunia, Maria (* 1956), polnische Skilangläuferin
- Trebuschenko, Jewgeni Jurjewitsch (* 1975), russischer Biathlet

### Trec
- Tréca, Albert (1917–2004), französischer Diplomat
- Trecarichi, Lucas (* 1991), argentinischer Fußballspieler
- Treccani, Ernesto (1920–2009), italienischer Maler
- Treccani, Giovanni (1877–1961), italienischer Unternehmer, Verleger und Mäzen
- Trechsel, Friedrich (1776–1849), Schweizer Theologe, Mathematiker, Physiker, Astronom und Geodät
- Trechsel, Stefan (* 1937), Schweizer Rechtswissenschafter
- Trechsler, Christoph (1546–1624), deutscher Instrumentenmacher
- Trechslin, Anne Marie (1927–2007), Schweizer Malerin, Holzschneiderin, Zeichnerin und Illustratorin
- Trečiokas, Kęstutis (* 1957), litauischer Politiker
- Trecskó, Zsófi (* 1987), ungarische Schauspielerin und Drehbuchautorin

### Tred
- Trede, Aline (* 1983), Schweizer Politikerin (Grüne Partei)Aline Trede (* 1983)

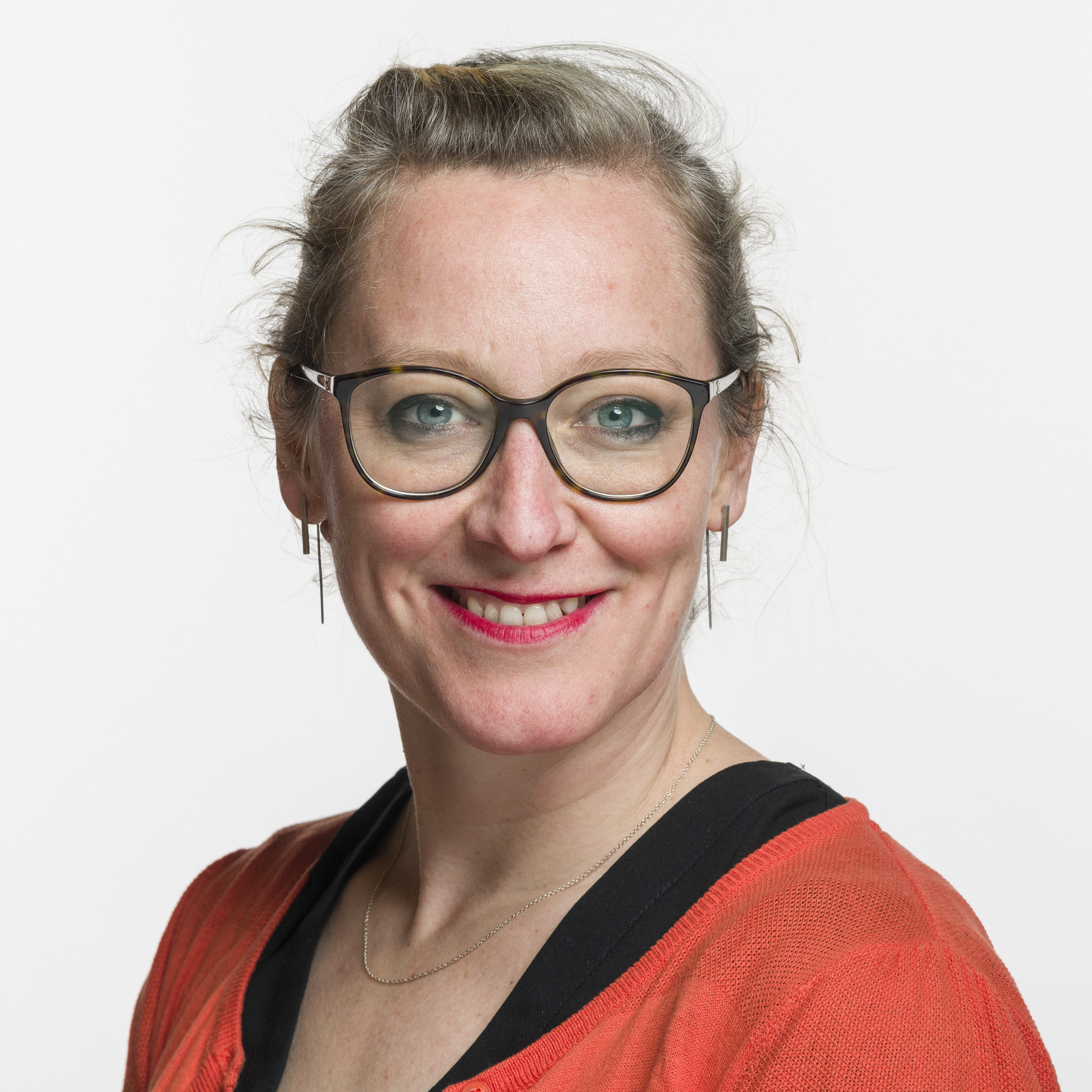
Aline Trede (* 1983)

- Trede, Diether (1932–2008), deutscher Fußballspieler
- Trede, Gerhard (1913–1996), deutscher Komponist
- Trede, Hilmar (1902–1947), deutscher Musikwissenschaftler
- Trede, Ludwig Benedict (1731–1819), oldenburgischer Hofbeamter und Philosoph
- Trede, Michael (1928–2019), deutscher Chirurg, Hochschullehrer und Klinikdirektor
- Trede, Paul (1829–1908), deutscher Schriftsetzer und Autor
- Trede, Yngve Jan (1933–2010), deutsch-dänischer Komponist, Cembalist und Pianist
- Treder, Hans-Jürgen (1928–2006), deutscher Physiker und Astrophysiker
- Tredgett, Mike (* 1949), englischer Badmintonspieler
- Tredgold, Thomas (1788–1829), englischer Ingenieur
- Trediakowski, Wassili Kirillowitsch (1703–1769), russischer Dichter und Literaturtheoretiker
- Tredici Pietro (* 1997), italienischer Rapper
- Tredup, Marko (* 1974), deutscher Fußballspieler
- Tredway, William (1807–1891), US-amerikanischer Politiker
- Tredwell, James (* 1982), englischer Cricketspieler
- Tredwell, Thomas (1743–1831), US-amerikanischer Jurist und Politiker

### Tree
- Tree, Herbert Beerbohm (1853–1917), englischer Theaterschauspieler
- Tree, Iris (1897–1968), britische Dichterin, Malerin und Schauspielerin
- Tree, Isabella (* 1964), britische Schriftstellerin und Reisejournalistin
- Tree, Joshua (* 1986), deutscher Autor von Romanen in den Bereichen Science-Fiction, Thriller und Fantasy
- Tree, Michael (1934–2018), US-amerikanischer Bratschist
- Tree, Oliver (* 1993), US-amerikanischer Multimediakünstler, Singer-Songwriter und MusikproduzentOliver Tree (* 1993)

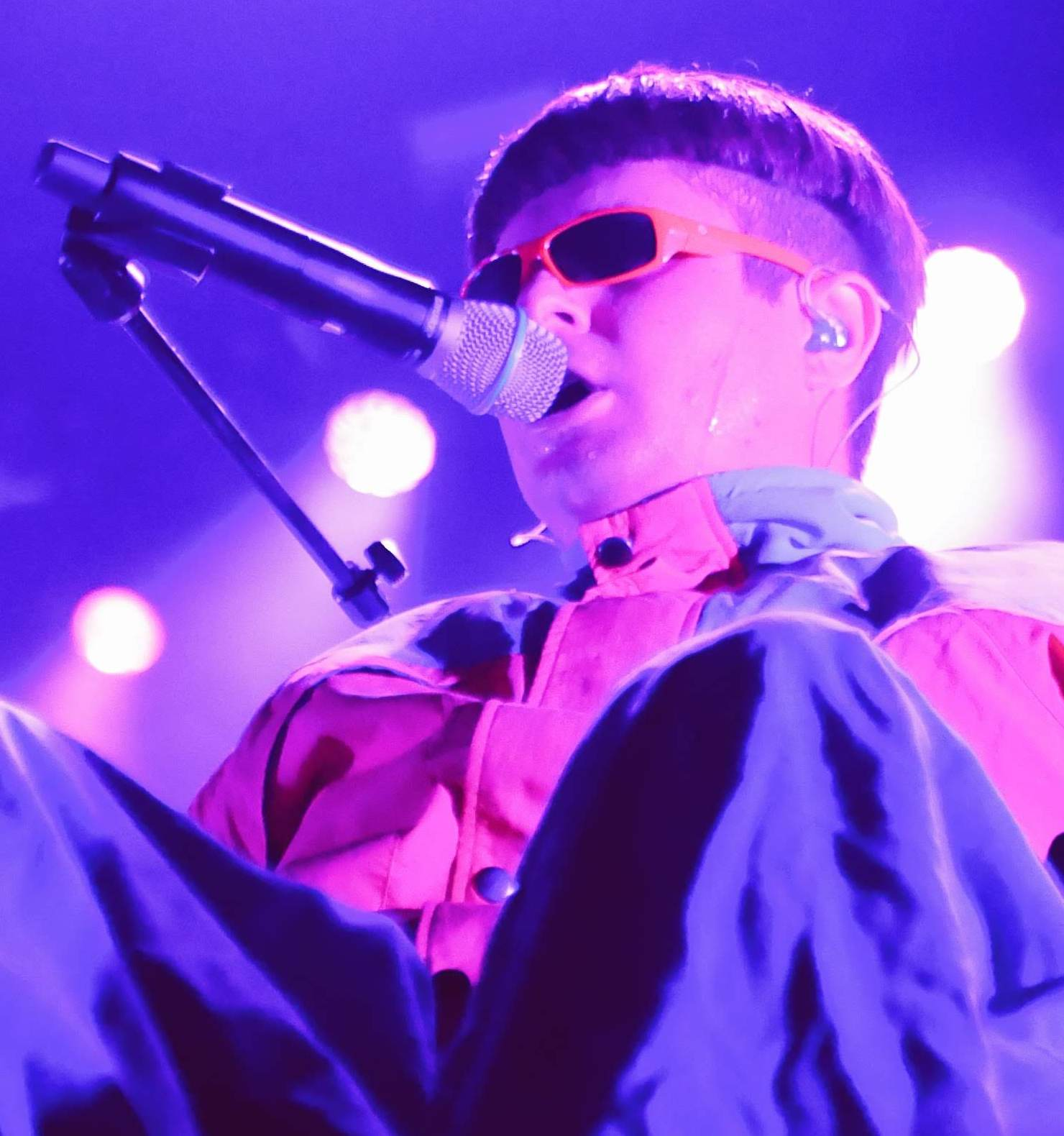
Oliver Tree (* 1993)

- Treechada Petcharat, thailändische Schauspielerin und Model
- Treeck, Ansgar Maria van (* 1957), deutscher Fotograf
- Treeck, Bernhard van (* 1964), deutscher Fachbuchautor
- Treeck, Dieter (* 1936), deutscher Schriftsteller und Lyriker
- Treeck, Gustav van (1854–1930), königlich-bayerischer Hofglasmaler
- Treeck, Till van (* 1980), deutscher Sozialökonom
- Treeck, Werner van (* 1943), deutscher Soziologe
- Treen, David C. (1928–2009), US-amerikanischer Politiker
- Treen, Mary (1907–1989), US-amerikanische Schauspielerin
- Trees, Alexander, Baron Trees (* 1946), britischer Tierarzt und parteiloser Politiker
- Trees, Hans (1925–2005), deutscher Politiker (CDU)
- Trees, Wolfgang (1942–2009), deutscher Journalist, Heimatautor und Verleger
- Treese, Anselm (1930–2004), deutscher Bildhauer
- Treese, Sebastian (* 1977), deutscher Architekt

### Tref
- Tréfaut, Sérgio (* 1965), portugiesischer Filmregisseur
- Trefethen, Lloyd Nicholas (* 1955), US-amerikanischer Mathematiker
- Treff, Alice (1906–2003), deutsche Schauspielerin und Synchronsprecherin
- Treff, Hanne (1887–1957), erzgebirgische Heimatdichterin
- Treff, Herbert (1898–1945), deutscher Kommunalpolitiker (NSDAP)
- Treff, Karl Ludwig (* 1869), deutscher Violinist, Komponist und Gesangspädagoge
- Treffeisen, Jakob (1894–1962), deutscher Politiker (KPD)
- Treffel, Charles (1875–1947), französischer Wasserballspieler und Schwimmer
- Treffel, Jean-Francis (* 1955), französischer Präfekt und Politiker
- Treffert, Darold (1933–2020), amerikanischer Psychiater und Forscher
- Treffert, Joseph (1883–1963), deutscher Gewerkschafter
- Treffler, Denise (* 1982), deutsche Stuntfrau und Schauspielerin
- Treffler, Peter J. (* 1955), deutscher Künstler
- Trefflich, Bernhard (1924–2011), deutscher Radrennfahrer
- Trefflich, Henry (1908–1978), US-amerikanischer Tierhändler deutscher Herkunft
- Trefflinger, Petrus (1912–1966), österreichischer Abt
- Treffner, Hugo (1845–1912), estnischer Pädagoge
- Treffny, Leopold (* 1904), österreichischer Gewichtheber
- Treffry, Joseph (1782–1850), englischer Ingenieur und Industrieller
- Trefftz, Eleonore (1920–2017), deutsche Physikerin und Mathematikerin
- Trefftz, Erich (1888–1937), deutscher Mechaniker, Mathematiker und Physiker
- Treffz, Jetty (1818–1878), österreichische Opernsängerin (Sopran) und die erste Frau von Johann Strauss SohnJetty Treffz (1818–1878)

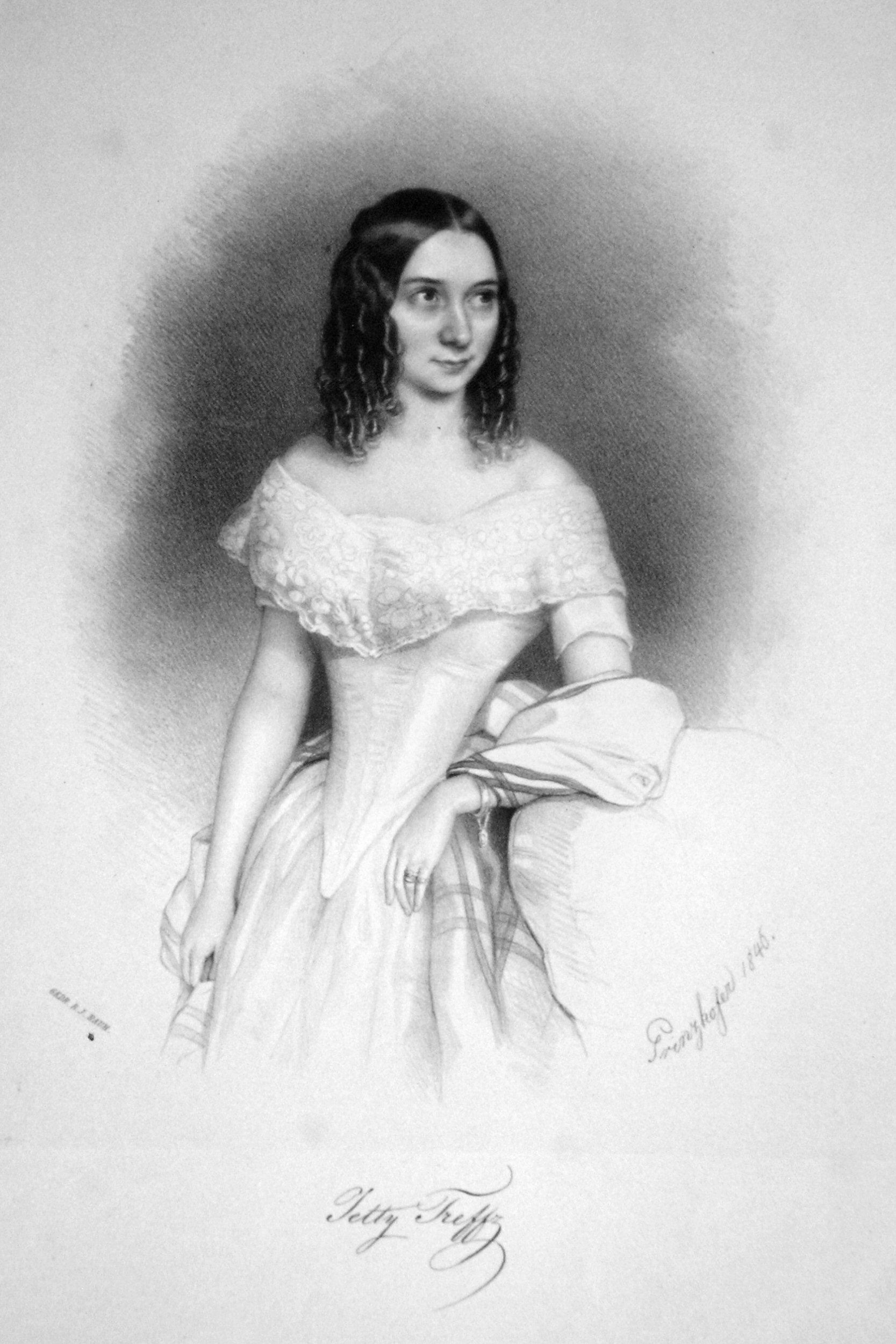
Jetty Treffz (1818–1878)

- Trefgarne, David, 2. Baron Trefgarne (* 1941), britischer Politiker und Manager
- Trefgarne, George, 1 Baron Trefgarne (1894–1960), britischer Politiker, Mitglied des House of Commons
- Trefil, James (* 1938), US-amerikanischer Physiker
- Trefil, Lukáš (* 1988), tschechischer Kanute
- Trefilow, Andrei Wiktorowitsch (* 1969), russischer Eishockeytorwart
- Trefilow, Jewgeni Wassiljewitsch (* 1955), russischer Handballspieler und Handballtrainer
- Trefny, Christina (* 1976), österreichische Schauspielerin und Sprecherin
- Trefort, Ágoston von (1817–1888), bedeutender ungarischer Politiker, Wissenschaftler und Publizist
- Trefousse, Hans L. (1921–2010), deutschamerikanischer Historiker der Reconstruction
- Trefurt, Christoph (1790–1861), badischer Jurist und Politiker
- Trefurt, Johann Heinrich Christoph (1806–1852), deutscher Mediziner und Hochschullehrer
- Trefurt, Johann Philipp (1769–1841), deutscher lutherischer Theologe
- Trefurth, Hermann (1846–1896), sächsischer Oberst
- Trefusis, Violet (1894–1972), britische SchriftstellerinViolet Trefusis (1894–1972)

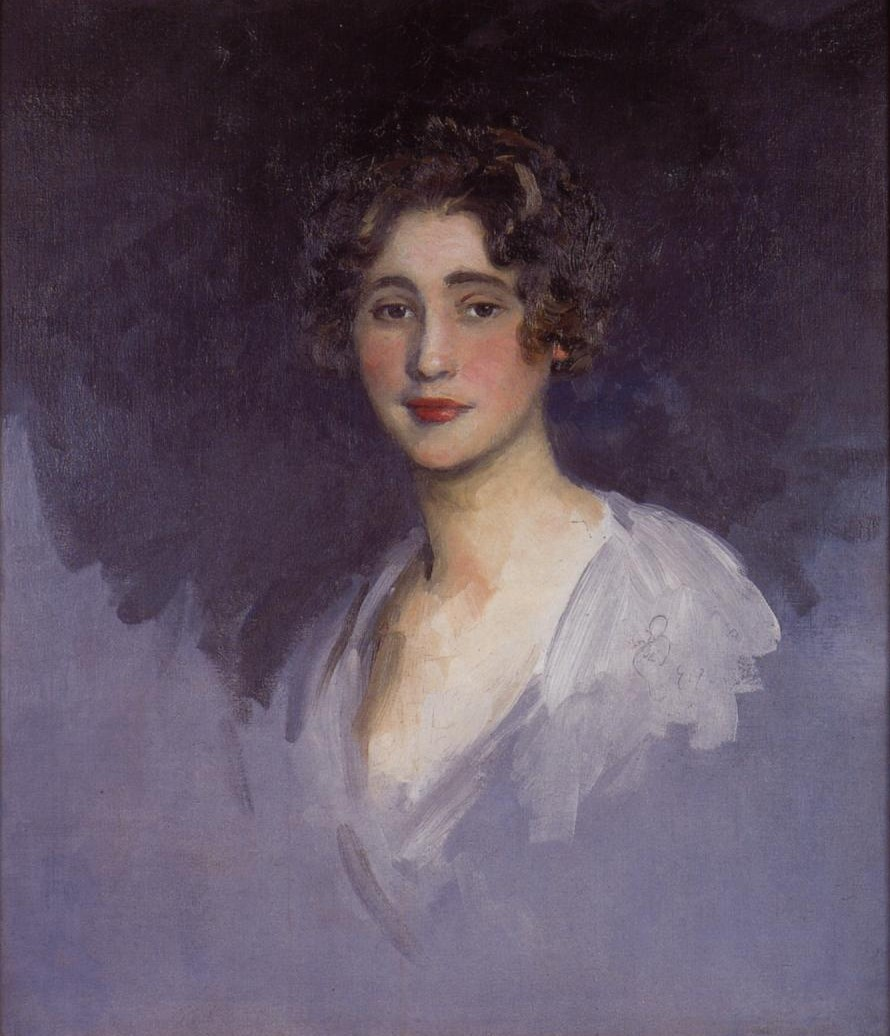
Violet Trefusis (1894–1972)

- Trefz, Johann Friedrich (1832–1885), deutscher Erfinder
- Trefz, Johannes (* 1992), deutscher Leichtathlet
- Trefz, Luca-Sandro (* 2002), deutscher Automobilrennfahrer
- Trefz, Walter (1938–2021), deutscher Förster, Umweltaktivist, Kommunalpolitiker und Naturphilosoph
- Trefzer, Martin (* 1969), deutscher Politiker (AfD), MdA

### Treg
- Trégaro, François-Marie (1824–1897), Bischof von Sées
- Tregear, Edward Robert (1846–1931), neuseeländischer Regierungsbeamter, Politiker, Linguist und Autor
- Tregelles, Samuel P. (1813–1875), britischer Bibelgelehrter, Textkritiker und Theologe
- Treger, Konrad († 1543), Augustinereremit und katholischer Kontroverstheologe
- Treger, Martina (* 1963), deutsche Synchronsprecherin und Synchronregisseurin
- Tregian, Francis († 1619), englischer Komponist
- Tregler, Tomáš (* 1990), tschechischer Tischtennisspieler
- Trego, Kristell (* 1977), französische Philosophin
- Tregor, Michael (* 1950), deutscher Schauspieler
- Tregor, Nicolai (1946–2024), Schweizer Bildhauer und MedailleurNicolai Tregor (1946–2024)

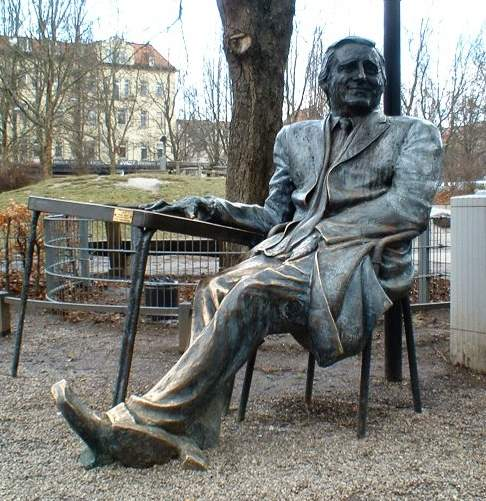
Nicolai Tregor (1946–2024)

- Treguboff, Jurij A. (1913–2000), russischer und deutscher Schriftsteller, Widerstandskämpfer
- Tregubow, Iwan Sergejewitsch (1930–1992), russischer Eishockeyspieler
- Tregubow, Nikita Michailowitsch (* 1995), russischer Skeletonpilot
- Tregubow, Pawel Wladimirowitsch (* 1971), russischer Schachmeister
- Tregubow, Wiktor Nikolajewitsch (* 1965), sowjetisch-russischer Gewichtheber
- Tregubowa, Jelena Wiktorowna (* 1973), russische Journalistin und Autorin
- Tregulowa, Selfira Ismailowna (* 1955), sowjetisch-russische Kunstwissenschaftlerin
- Tregunno, Jane (* 1962), kanadische Ruderin

### Treh
- Tréhin, Gilles (* 1972), französischer Kunst-Savant
- Trehkopf, René (* 1980), deutscher Fußballspieler
- Treholt, Arne (1942–2023), norwegischer Politiker und Diplomat
- Treholt, Thorstein (1911–1993), norwegischer Politiker (Arbeiderpartiet), Minister und Fylkesmann
- Tréhot, Lise (1848–1922), französisches Modell und Geliebte von Pierre-Auguste RenoirLise Tréhot (1848–1922)

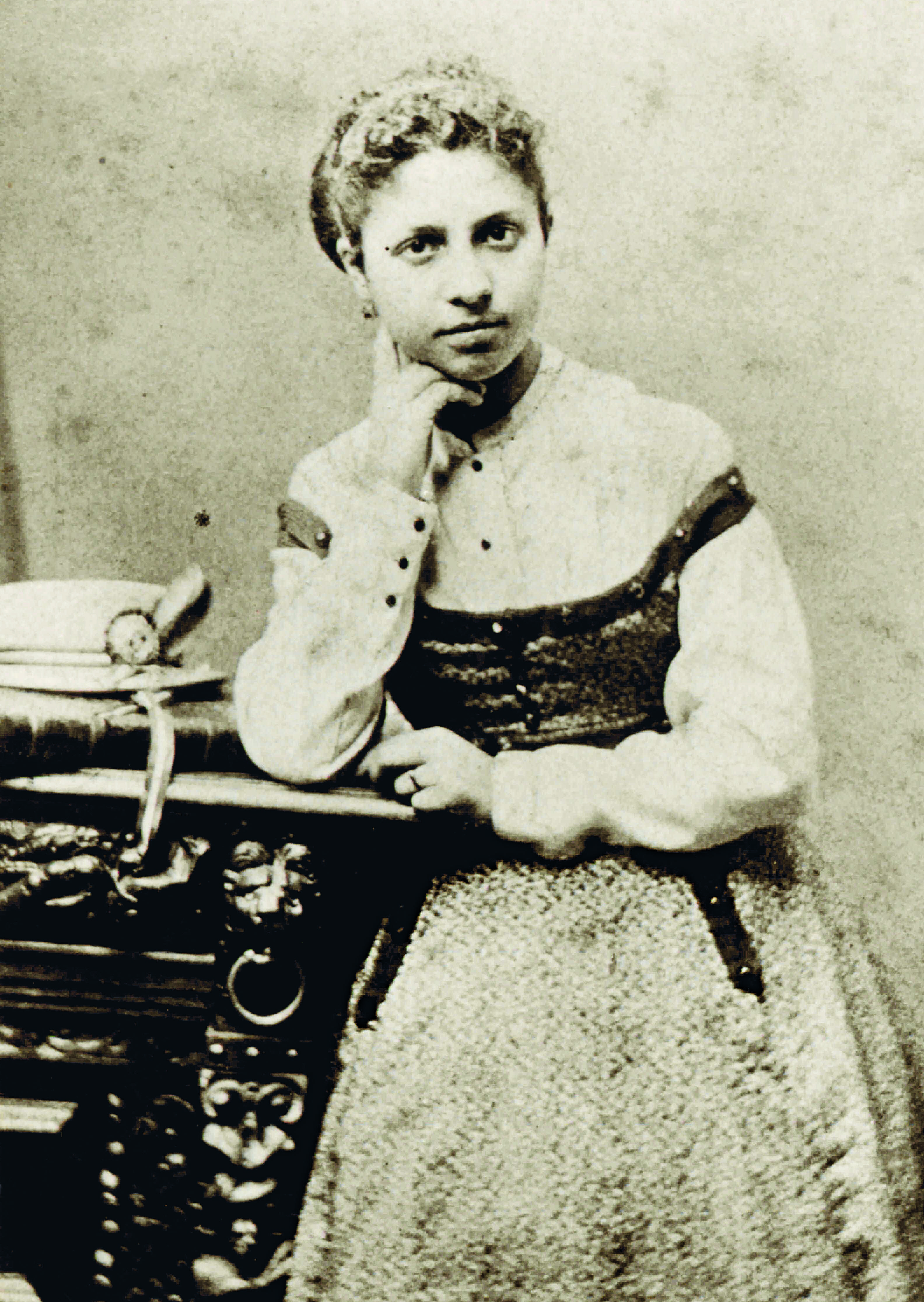
Lise Tréhot (1848–1922)

- Trehub, Olena (* 1982), Persönlichkeit im Bereich der Verteidigung und Korruptionsbekämpfung
- Trehubou, Aljaksej (* 1971), belarussischer Skilangläufer
- Trehubowa, Walentyna (1926–2010), sowjetisch-ukrainische Bildhauerin und Porzellanbildnerin

### Trei
- Treib, Johannes (* 1965), deutscher Neurologe
- Treibe, Paul (1876–1956), deutscher Ministerialbeamter
- Treibel-Illian, Annette (* 1957), deutsche Soziologin
- Treiber von der Treib, Heinrich (1899–1977), deutscher Violinist und Komponist
- Treiber, Adolfine (* 1938), österreichische Lehrerin, Historikerin und Schriftleiterin
- Treiber, Alfred (* 1944), österreichischer Hörfunkjournalist
- Treiber, Andreas (* 1971), deutscher Jurist, Richter am Bundesfinanzhof
- Treiber, Angela (* 1962), deutsche Volkskundlerin
- Treiber, Birgit (* 1960), deutsche Schwimmerin
- Treiber, Hans-Karl (* 1935), deutscher Techniker, Professor für Technische Optik und Optoelektronik und Politiker (ödp)
- Treiber, Heinrich Aloisius (1796–1882), deutscher Arzt und Philhellene
- Treiber, Hildegund (* 1959), deutsche Kirchenmusikerin, Cembalistin und Organistin
- Treiber, Hubert (* 1942), deutscher Hochschullehrer
- Treiber, Johann Friedrich (1642–1719), deutscher Historiker
- Treiber, Jutta (* 1949), österreichische Schriftstellerin
- Treibert, Heinrich (1898–1974), deutscher Kommunalpolitiker
- Treible, Kathy (* 1961), US-amerikanische Schwimmerin
- Treiblmayr, Christopher (* 1975), österreichischer Historiker und Geschlechterforscher
- Treibmann, Karl Ottomar (1936–2017), deutscher Komponist
- Treibs, Alfred (1899–1983), deutscher Ingenieur und Geochemiker; Begründer der Organischen Geochemie
- Treibs, Wilhelm (1890–1978), deutscher Chemiker
- Treich-Laplène, Marcel (1860–1890), französischer Afrikaforscher
- Treichel, Adolf (1869–1926), deutscher Politiker; Präsident des Volkstags der Freien Stadt Danzig
- Treichel, Alexander (1837–1901), deutscher Jurist, Gutsbesitzer und Volkskundler
- Treichel, Hans-Ulrich (* 1952), deutscher SchriftstellerHans-Ulrich Treichel (* 1952)

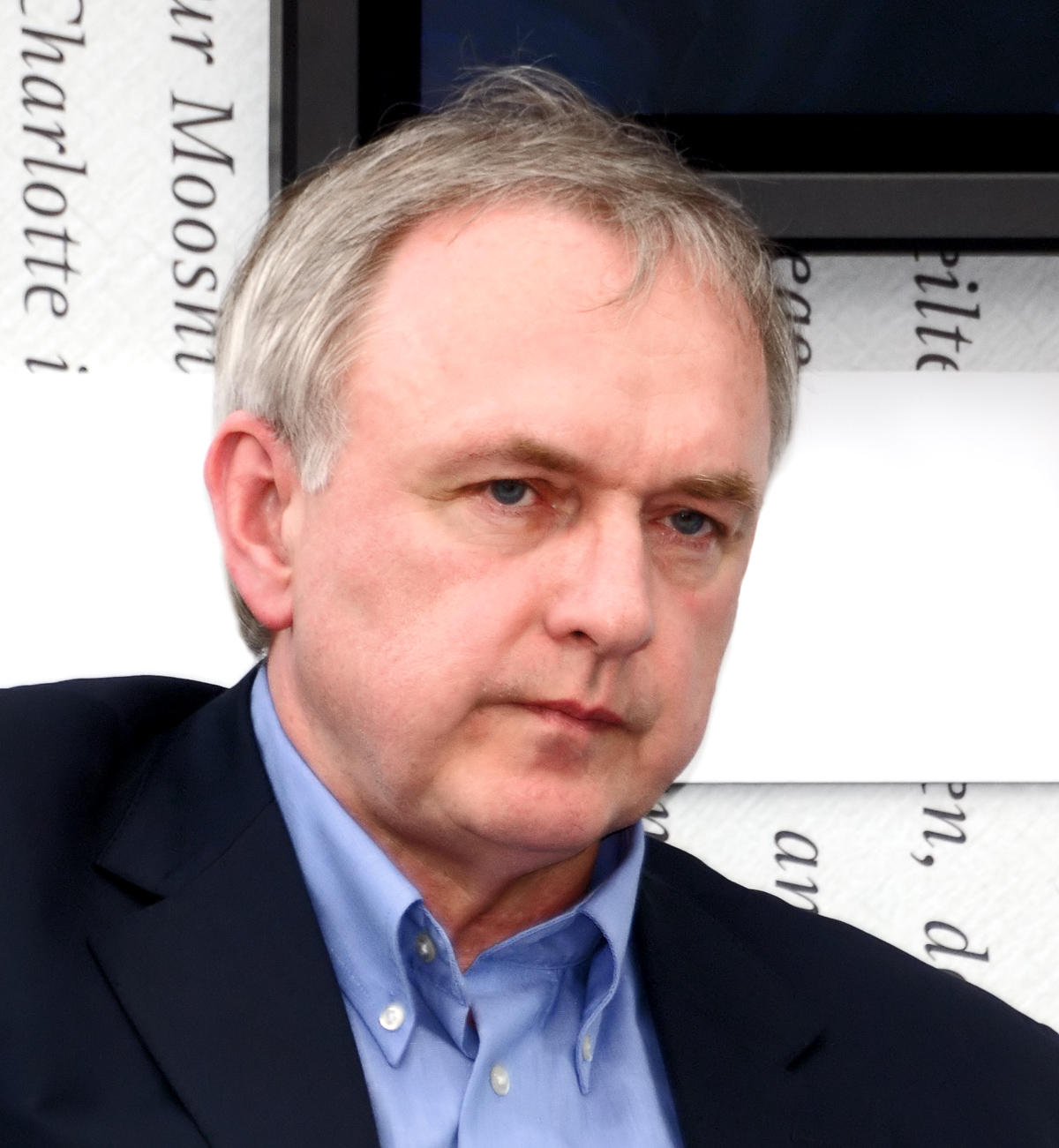
Hans-Ulrich Treichel (* 1952)

- Treichel, Heinz-Reiner (* 1953), deutscher Betriebswirt und Hochschullehrer
- Treichel, Peter (* 1956), deutscher Politiker (SPD), MdA
- Treichel, Siegfried (1932–2022), deutscher Neurologe und Standespolitiker
- Treichel, Werner (1921–1978), deutscher Fußballschiedsrichter
- Treichl, Andreas (* 1952), österreichischer BankmanagerAndreas Treichl (* 1952)

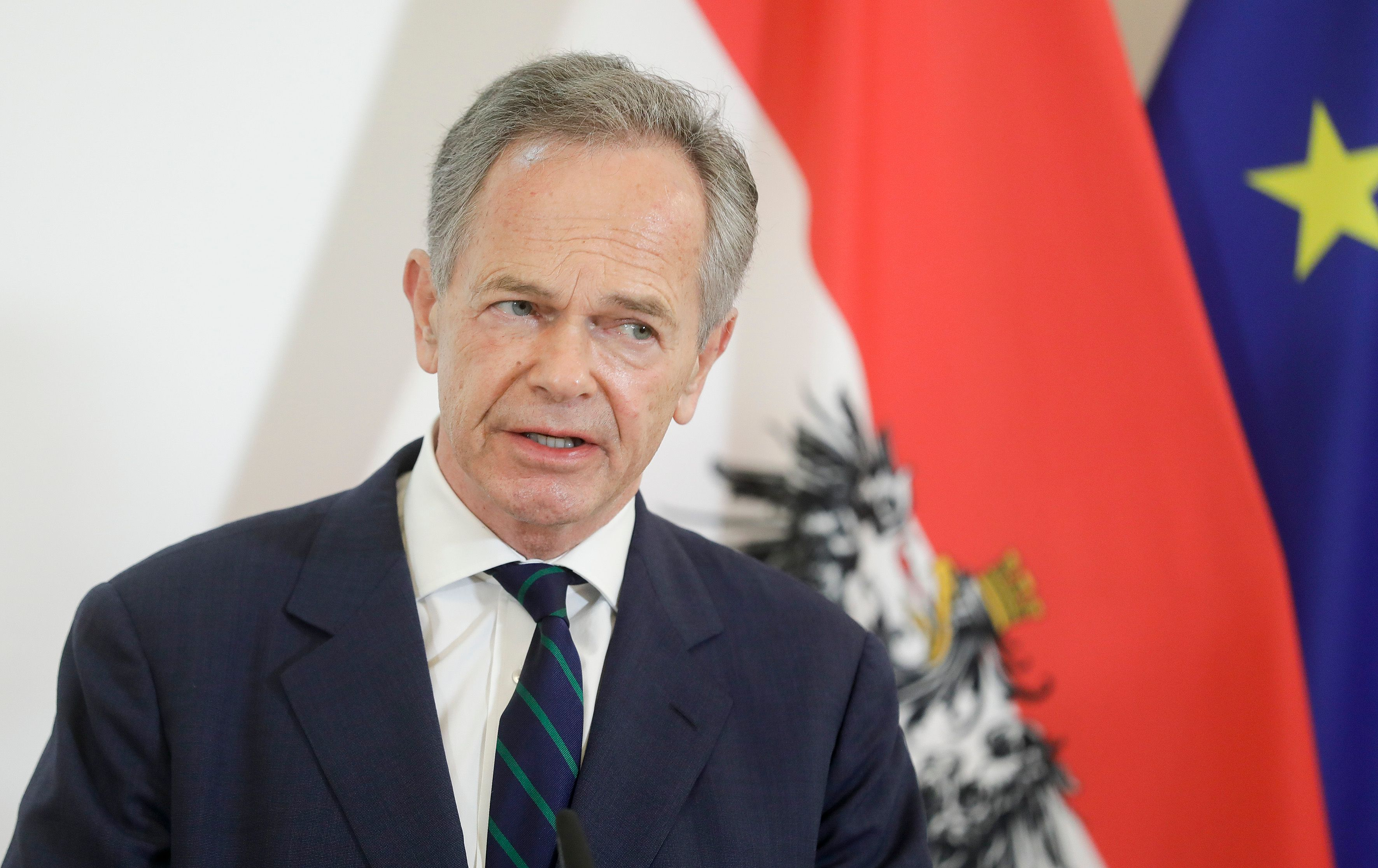
Andreas Treichl (* 1952)

- Treichl, Heinrich (1913–2014), österreichischer Bankmanager
- Treichl, Leonhard (1932–1999), österreichischer Politiker (SPÖ), Abgeordneter zum Nationalrat
- Treichl, Markus (* 1993), österreichischer Bobsportler
- Treichl, Traudl (* 1950), deutsche Skirennläuferin
- Treichl, Wolfgang (* 1915), österreichischer Widerstandskämpfer gegen das NS-Regime, Angehöriger der österreichischen Großbürgerfamilie Treichl
- Treichl-Stürgkh, Desirée (* 1964), österreichische Journalistin und Verlegerin
- Treichler, Hans Peter (1941–2019), Schweizer Journalist und Autor
- Treichler, Johann Jakob (1822–1906), Schweizer Politiker (Sozialist)
- Treichlinger, Wilhelm Michael (1902–1973), österreichischer Schriftsteller und Übersetzer
- Treide, Dietrich (1933–2008), deutscher Ethnologe
- Treidler, Benno (1857–1931), deutscher Maler, Zeichner, Aquarellist, Dekorateur, Bühnenbildner und Pädagoge
- Treidler, Hans (1891–1968), deutscher Altphilologe, Althistoriker, Historischer Geograph und Gymnasiallehrer
- Treier, Albert (1886–1956), deutscher Jurist und Autor
- Treier, Curt (* 1944), Schweizer Jazzmusiker (Schlagzeug)
- Treier, Grete (* 1977), estnische Radrennfahrerin
- Treier, Jan (* 1992), estnischer Biathlet
- Treier, Michael, deutscher Psychologe und Hochschuldozent
- Treier, Volker (* 1969), deutscher Wirtschaftswissenschaftler
- Treiger, Alina (* 1979), deutsche RabbinerinAlina Treiger (* 1979)

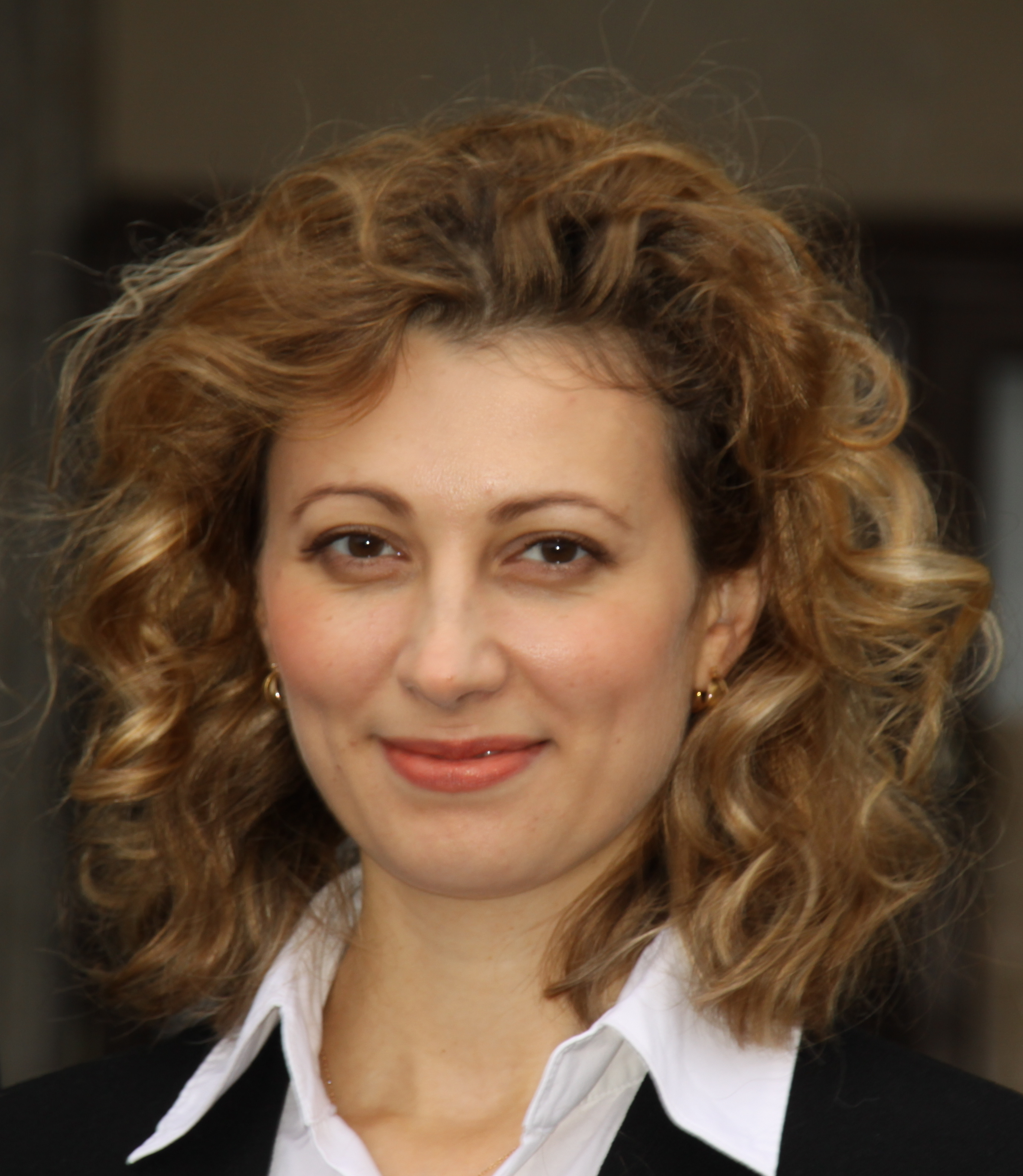
Alina Treiger (* 1979)

- Treijtel, Eddy (* 1946), niederländischer Fußballtorhüter
- Treil, Sergei Raimondowitsch, russischer Mathematiker
- Treilhard, Jean-Baptiste (1742–1810), Politiker während der Französischen Revolution
- Treille, Georges (1847–1926), französischer Arzt
- Treille, Sacha (* 1987), französischer Eishockeyspieler
- Treille, Yorick (* 1980), französischer Eishockeyspieler
- Treiman, Sam (1925–1999), US-amerikanischer theoretischer Physiker
- Treimanis, Andris (* 1985), lettischer Fußballschiedsrichter
- Treimann, Aksel (1944–2012), estnischer Unternehmer, Minister
- Treimer, Silvia (* 1970), deutsche Skibergsteigerin
- Trein, Karl (1900–1937), estnischer Schriftsteller, Kritiker und Übersetzer
- Trein, Michael (1935–2015), deutscher Verbandsfunktionär
- Treinen, Sylvester William (1917–1996), US-amerikanischer Geistlicher, Bischof von Boise City
- Treinys, Mečislovas (1941–2008), litauischer Politiker
- Treis, Bartho (* 1938), deutscher Wirtschaftswissenschaftler und Hochschullehrer
- Treis, Robert (* 1946), luxemburgischer Radrennfahrer
- Treisman, Anne (1935–2018), britisch-amerikanische KognitionspsychologinAnne Treisman (1935–2018)

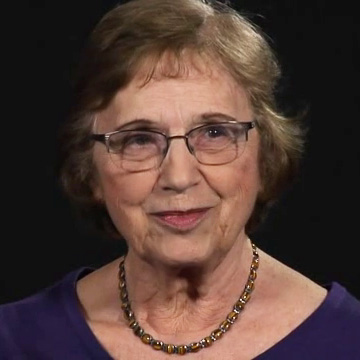
Anne Treisman (1935–2018)

- Treisman, Richard (* 1954), britischer Molekularbiologe und Biochemiker
- Treister, Suzanne (* 1958), britische Künstlerin
- Treite, Percival (1911–1947), deutscher KZ-Arzt
- Treitel, Guenter (1928–2019), britischer Rechtswissenschaftler
- Treitel, Leopold (1845–1931), deutscher Rabbiner
- Treitel, Max (* 1890), deutscher Maler
- Treiter, Maximilian (* 2005), deutscher Volleyballspieler
- Treitinger, Gerhard (* 1960), deutscher Badmintonspieler
- Treitinger, Klaus (* 1963), deutscher Badmintonspieler
- Treitler, Hans (1940–2024), österreichischer Politiker (ÖVP), Landtagsabgeordneter, Mitglied des Bundesrates
- Treitler, Wolfgang (* 1961), österreichischer katholischer Fundamentaltheologe
- Treitschke, Curt (1872–1946), deutscher Truppen- und Generalstabsoffizier
- Treitschke, Eduard Heinrich von (1796–1867), sächsischer Generalleutnant
- Treitschke, Franz Adolph von (1793–1848), Oberzollrat des Gründungsmitgliedes Sachsen im Deutschen Zollverein
- Treitschke, Georg Carl (1783–1855), deutscher Jurist, Rechtsgelehrter und Schriftsteller
- Treitschke, Georg Friedrich (1776–1842), deutsch-österreichischer Dramatiker, Theaterregisseur und Schmetterlingskundler
- Treitschke, Heinrich Leo von (1840–1927), sächsischer General der Infanterie
- Treitschke, Heinrich von (1834–1896), deutscher Historiker, politischer Publizist und Politiker (NLP), MdRHeinrich von Treitschke (1834–1896)

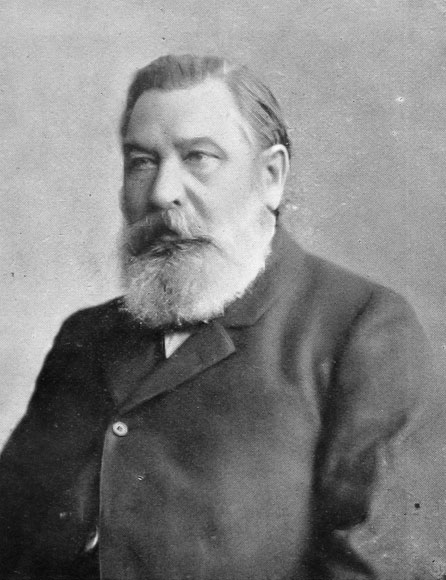
Heinrich von Treitschke (1834–1896)

- Treitschke, Karl Friedrich (1746–1804), deutscher Jurist
- Treitschke, Richard (1811–1883), deutscher Schriftsteller
- Treitz, Norbert (1944–2017), deutscher Physiker
- Treitz, Václav (1819–1872), tschechischer Pathologe
- Treitz, Wilhelm (1838–1869), deutscher Anglist und Romanist
- Treitzsaurwein, Marx († 1527), Geheimschreiber, Kanzler von Niederösterreich

### Trej
- Tréjan, Guy (1921–2001), französischer Schauspieler
- Trejbal, Filip (* 1985), tschechischer Skirennläufer
- Trejgis, Marek (* 1975), polnischer Fußballspieler
- Trejo Nava, José Arturo (* 1955), mexikanischer Botschafter
- Trejo Paniagua, Gabriel (1562–1630), spanischer Kardinal
- Trejo, Danny (* 1944), US-amerikanischer SchauspielerDanny Trejo (* 1944)

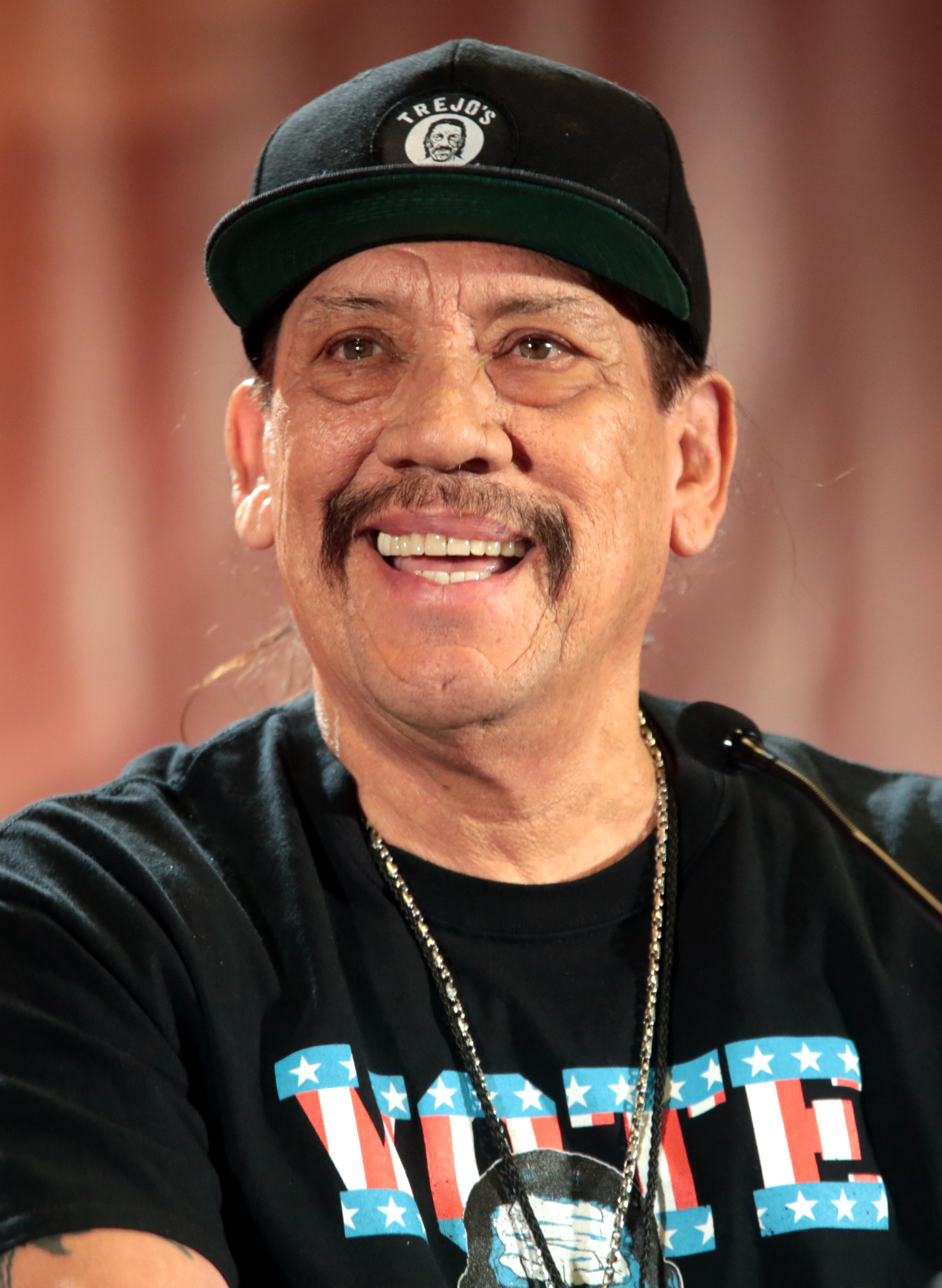
Danny Trejo (* 1944)

- Trejo, Héctor (1919–1992), chilenischer Fußballspieler
- Trejo, José Luis (* 1951), mexikanischer Fußballspieler und -trainer
- Trejo, Juan (1927–2012), mexikanischer Wasserballspieler
- Trejo, Marco Antonio (* 1958), mexikanischer Fußballspieler und -trainer
- Trejo, Mario Alberto (* 1956), mexikanischer Fußballspieler
- Trejo, Óscar (* 1988), argentinischer Fußballspieler
- Trejo, Rubén (1937–2009), US-amerikanischer Bildhauer und Maler mexikanischer Abstammung
- Trejos Fernández, José Joaquín (1916–2010), costa-ricanischer Politiker, Präsident Costa Ricas (1966–1970)
- Trejos Picado, Ignacio Nazareno (* 1928), römisch-katholischer Bischof

### Trek
- Trekel, Roman (* 1963), deutscher Opern- und Liedsänger (lyrischer Bariton)
- Trekel, Silke (* 1969), deutsche Goldschmiedin und Künstlerin
- Trekel-Burckhardt, Ute (* 1939), deutsche Opernsängerin (Mezzosopran)
- Treki, Ali (1938–2015), libyscher Diplomat und Politiker
- Treksler, Väino (* 1954), estnischer Radrennfahrer

### Trel
- Trela, Lucjan (1942–2019), polnischer Boxer
- Treland, Cindy (* 1982), norwegische Beachvolleyballspielerin
- Trélat, Emmanuel (* 1974), französischer Mathematiker
- Trelawney, Hamelin (1782–1846), Gouverneur von St. Helena
- Trelawny, Edward John (1792–1881), englischer Seemann, Abenteurer und Schriftsteller
- Trelease, William (1857–1945), US-amerikanischer Botaniker
- Treleaven, John (* 1950), englischer Opernsänger (Tenor)
- Trelenberg, Thorsten (* 1963), deutscher Lyriker
- Trelenberg, Werner (* 1934), deutscher Leichtathletiktrainer
- Trelewski, Dmitri (* 1983), kirgisischer Skirennläufer
- Treliving, Brad (* 1969), kanadischer Eishockeyspieler und -funktionär
- Trelle, Norbert (* 1942), deutscher Geistlicher, Bischof von HildesheimNorbert Trelle (* 1942)

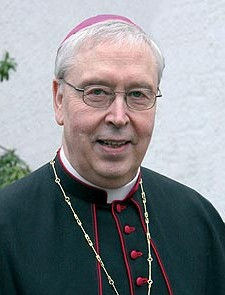
Norbert Trelle (* 1942)

- Trellenkamp, Wilhelm (1826–1878), deutscher Historien- und Porträtmaler der Düsseldorfer Schule
- Treller, Franz (1839–1908), deutscher Schauspieler, Regisseur und Schriftsteller
- Treller, Katharina, deutsche Schauspielerin und Synchronsprecherin
- Trelles, Ignacio (1916–2020), mexikanischer Fußballspieler und Trainer
- Trelles, Jesús, mexikanischer Fußballspieler
- Trelles, Julio Óscar (1904–1990), peruanischer Mediziner, Hochschullehrer und Politiker, Premierminister und Senatspräsident
- Trellevik, Ove (* 1965), norwegischer Politiker
- Tréllez, John Jairo (* 1968), kolumbianischer Fußballspieler
- Treloar, John (1928–2012), australischer Sprinter
- Treloar, John, US-amerikanischer Basketballtrainer
- Treloar, Tim (* 1968), britischer Schauspieler und Synchronsprecher
- Treloar, William M. (1850–1935), US-amerikanischer Politiker
- Treloar, William Purdie (1843–1923), britischer Politiker, Lord Mayor of London
- Tréluyer, Benoît (* 1976), französischer Autorennfahrer

### Trem
- Tremaglia, Mirko (1926–2011), italienischer Politiker, Mitglied der Camera dei deputati
- Tremain, Kel (1938–1992), neuseeländischer Rugby-Union-Spieler
- Tremain, Lyman (1819–1878), US-amerikanischer Politiker
- Tremain, Rose (* 1943), englische Schriftstellerin
- Tremaine, Emily (* 1989), US-amerikanische Filmschauspielerin
- Tremaine, Jeff (* 1966), US-amerikanischer Regisseur, Filmproduzent und DrehbuchautorJeff Tremaine (* 1966)

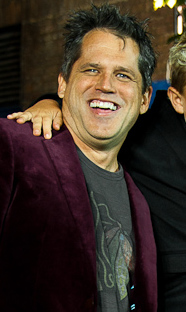
Jeff Tremaine (* 1966)

- Tremaine, Kathleen (1903–1980), britische Schauspielerin in Theater und Film
- Tremaine, Morris S. (1871–1941), US-amerikanischer Geschäftsmann und Politiker
- Tremaine, Scott (* 1950), kanadischer Astronom und Physiker
- Tremais, De, französischer Komponist und Violinist
- Trematerra, Gino (* 1940), italienischer Politiker, Bürgermeister und MdEP
- Tremayne, Les (1913–2003), britischer Film- und Fernsehschauspieler
- Tremayne, Peter (* 1943), englischer Historiker und Krimi-AutorPeter Tremayne (* 1943)

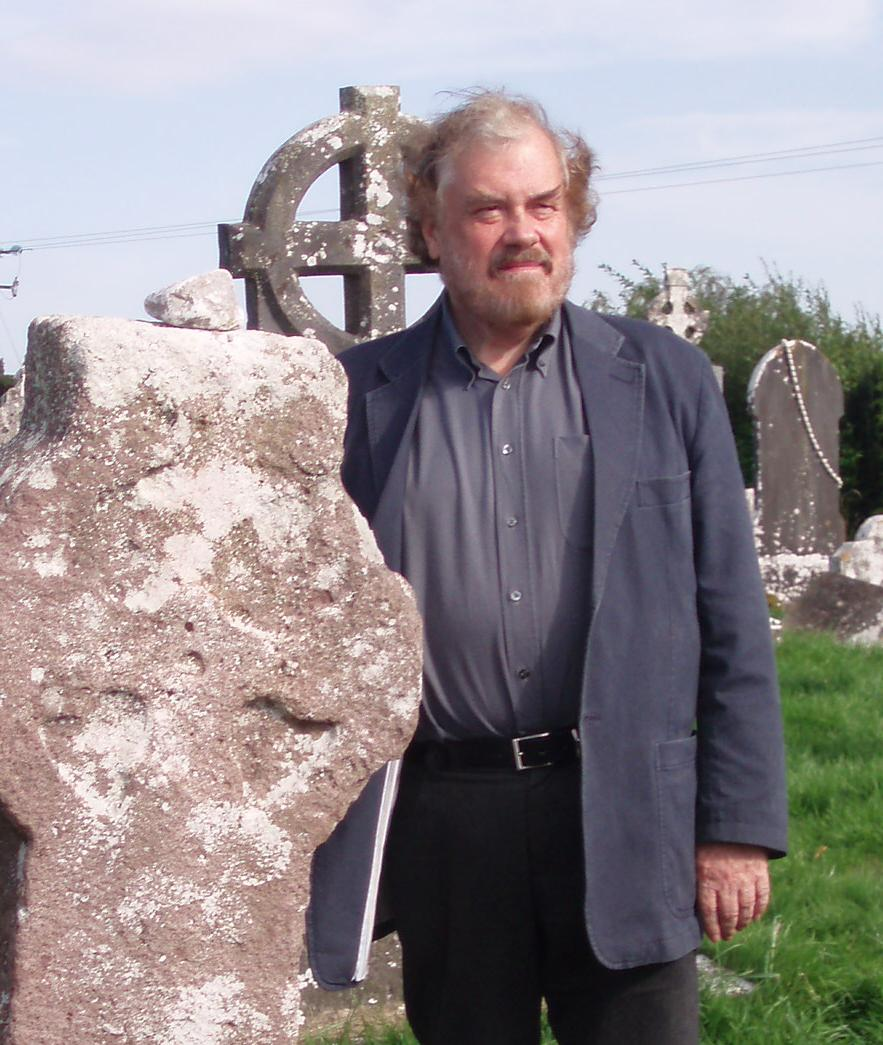
Peter Tremayne (* 1943)

- Tremayne, Tilly (* 1950), britische Schauspielerin
- Trembecki, Stanisław (1739–1812), polnischer Dichter
- Tremblay, Alexandre (* 1979), kanadischer Eishockeyspieler
- Tremblay, Amédée (1876–1949), kanadischer Organist, Komponist und Musikpädagoge
- Tremblay, André-Marie (* 1953), kanadischer Physiker
- Tremblay, Brent (* 1957), kanadischer Eishockeyspieler
- Tremblay, Eugène (* 1936), kanadischer Geistlicher, Altbischof von Amos
- Tremblay, Fannie (1885–1970), kanadische Schauspielerin und Komikerin
- Tremblay, François-Louis (* 1980), kanadischer Shorttracker
- Tremblay, Gail (1945–2023), US-amerikanische Dichterin
- Tremblay, George (1911–1982), US-amerikanischer Komponist kanadischer Herkunft
- Tremblay, Gérald (* 1942), kanadischer Politiker und Manager
- Tremblay, Gérard (1918–2019), kanadischer Ordensgeistlicher, römisch-katholischer Weihbischof in Montreal
- Tremblay, Gérard (* 1950), französischer Autorennfahrer
- Tremblay, Gilles (1932–2017), kanadischer Komponist und Musikpädagoge
- Tremblay, Gilles (1938–2014), kanadischer Eishockeyspieler und Sportkommentator
- Tremblay, Grant (* 1984), US-amerikanischer Astrophysiker
- Tremblay, J. C. (1939–1994), kanadischer Eishockeyspieler
- Tremblay, J. R. (1883–1959), kanadischer Schauspieler und Autor
- Tremblay, Jacob (* 2006), kanadischer SchauspielerJacob Tremblay (* 2006)

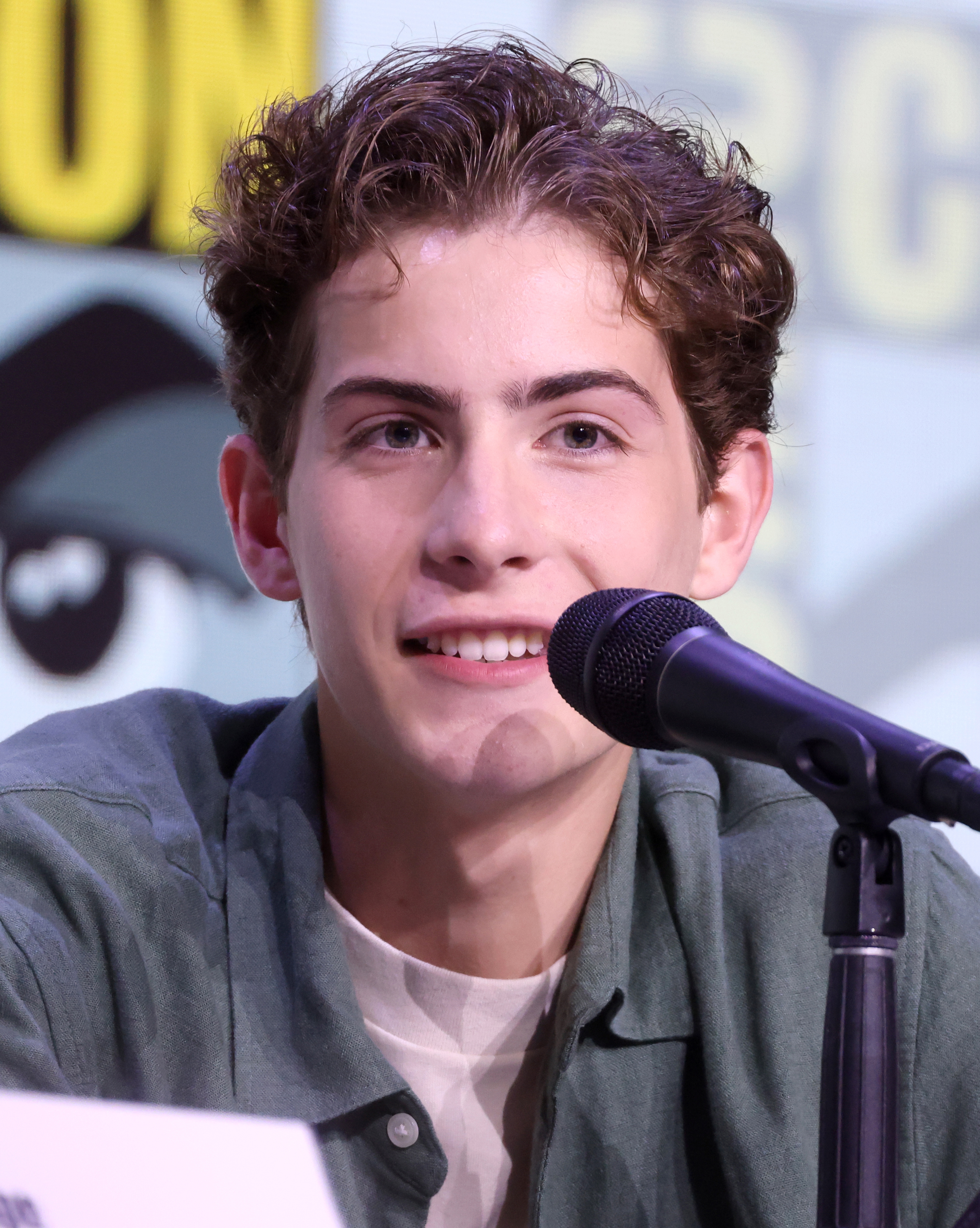
Jacob Tremblay (* 2006)

- Tremblay, Jean Gaston (1928–2011), kanadischer Sedisvakantist
- Tremblay, Johanne-Marie (* 1950), kanadische Schauspielerin
- Tremblay, Kathy (* 1982), kanadische Triathletin
- Tremblay, Marcel (* 1965), kanadischer Eisschnellläufer
- Tremblay, Mario (* 1956), kanadischer Eishockeyspieler und -trainer
- Tremblay, Michel (* 1942), kanadischer Schriftsteller und Bühnenautor
- Tremblay, Pierre Olivier (* 1970), französischer Ordensgeistlicher, römisch-katholischer Bischof von Hearst-Moosonee
- Tremblay, Reeta Chowdhari (* 1950), Politikwissenschaftlerin
- Tremblay, René (1922–1968), kanadischer Politiker und Ökonom
- Tremblay, Robert (* 1965), kanadischer Eisschnellläufer
- Tremblay, Yannick (* 1975), kanadischer Eishockeyspieler
- Tremble, Charlotte (* 1999), französische Synchronschwimmerin
- Tremble, Laura (* 1999), französische Synchronschwimmerin
- Trembley, Abraham (1710–1784), Schweizer Zoologe
- Trembley, Jean (1749–1811), Schweizer Mathematiker und Philosoph
- Tremearne, Arthur John Newman (1877–1915), britischer Major, Ethnologe und Afrikaforscher
- Tremeer, Jimmy (1874–1951), britischer Leichtathlet
- Tremel, Ferdinand (1902–1979), österreichischer Historiker
- Tremel, Holger (* 1927), deutscher Fußballspieler
- Trémel, Louis (1896–1929), französischer Autorennfahrer
- Tremel, Paul (1892–1964), deutscher Landrat
- Tremel, Urban (1743–1808), österreichischer Zisterzienserabt
- Tremel-Eggert, Kuni (1889–1957), deutsche Schriftstellerin
- Tremelius Scrofa, Gnaeus, römischer Politiker der späten Republik
- Tremellius, Immanuel (1510–1580), italienischer Exulant und reformierter Theologe
- Tremelloni, Roberto (1900–1987), italienischer Politiker, Mitglied der Camera dei deputati und Minister
- Tremer, Gerhard (1924–2009), deutscher Bankmanager
- Tremetzberger, Otto (* 1974), österreichischer Autor und Medien- und Kulturmanager
- Trémintin, Pierre (1876–1966), französischer Politiker
- Treml, Alfred K. (1944–2014), deutscher Erziehungswissenschaftler und Hochschullehrer an der Bundeswehr-Universität Hamburg
- Treml, Friedrich (1816–1852), österreichischer Genremaler
- Treml, Manfred (* 1943), deutscher Historiker, Ausstellungsexperte und Museumsvermittler
- Treml, Sabine (* 1991), deutsche Fußballspielerin
- Tremlett, David (* 1945), britischer Künstler
- Tremmel, Andreas (1891–1949), deutscher Kommunalpolitiker (BVP, CSU)
- Tremmel, Anton (* 1994), deutscher Skirennläufer
- Tremmel, Bettina (* 1971), deutsche Provinzialrömische Archäologin
- Tremmel, Gerhard (* 1978), deutscher FußballtorhüterGerhard Tremmel (* 1978)

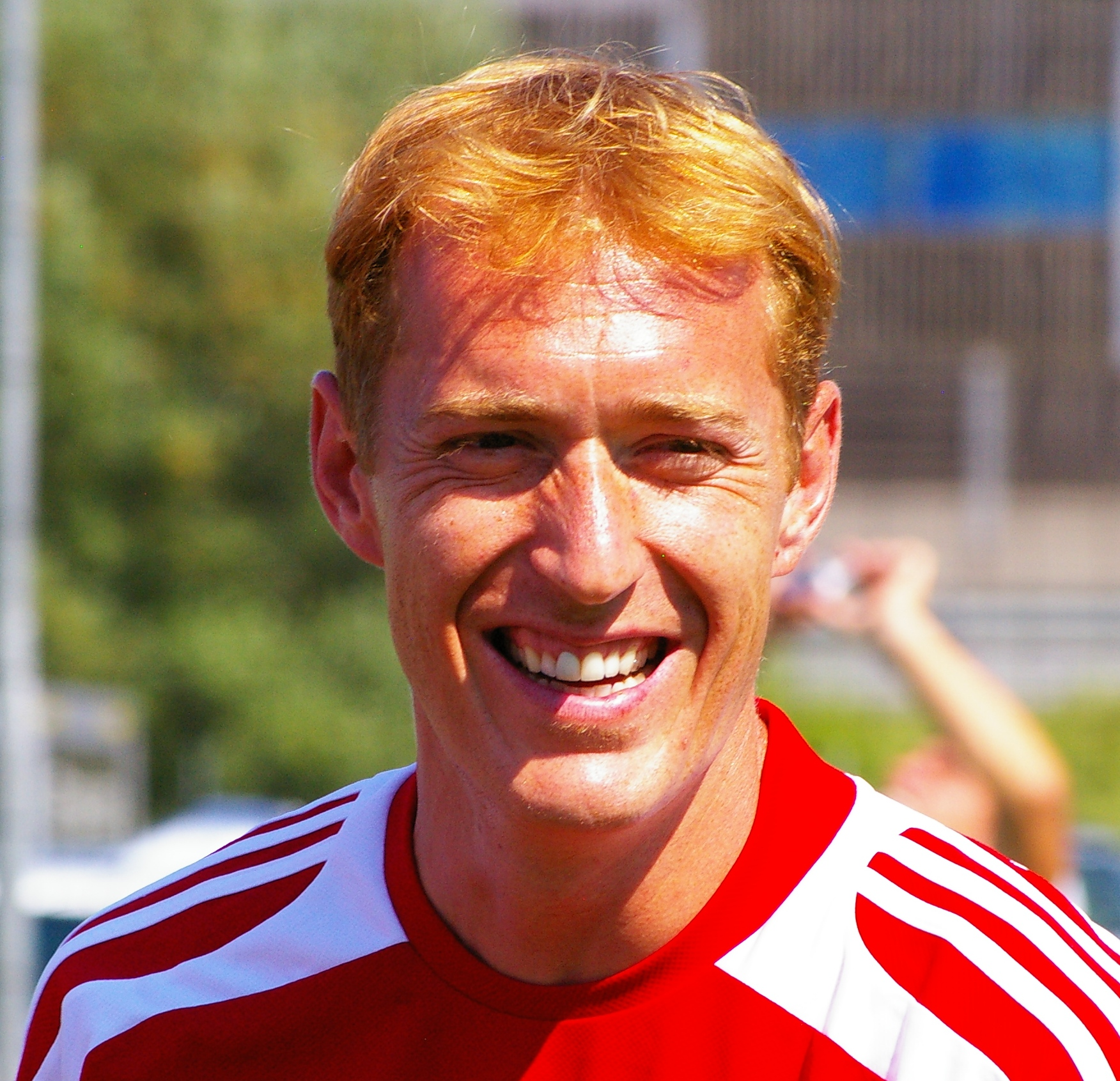
Gerhard Tremmel (* 1978)

- Tremmel, Hans (* 1963), deutscher römisch-katholischer Theologe, Sozialethiker und Hochschullehrer
- Tremmel, Johann Christian (1773–1845), evangelisch-lutherischer Theologe
- Tremmel, Jörg (* 1970), deutscher Philosoph, Politikwissenschaftler und Hochschullehrer
- Tremmel, Ludwig (1875–1946), österreichischer Architekt
- Tremmel, Markus (* 1968), deutscher Journalist, Moderator und Verleger
- Tremmel, Paul (* 1929), deutscher Mundartdichter
- Tremmel, Paul (1940–2015), österreichischer Politiker (FPÖ, BZÖ), Mitglied des Bundesrates
- Tremmel, Peter (1874–1941), deutscher Gewerkschafter und Politiker (Zentrum), MdR
- Tremmel, Rudolf (1905–1971), österreichischer Politiker (SPÖ), Mitglied des Bundesrates
- Tremmel, Tina (* 1981), deutsche Leichtathletin und Triathletin
- Trémoille, Antoine-Philippe de La (1765–1794), royalistischer Kommandant in der Französischen Revolution
- Trémoille, Jean Bretagne Charles de La (1737–1792), französischer Aristokrat, Maréchal de camp
- Trémois, Pierre-Yves (1921–2020), französischer Maler, Bildhauer und Illustrator
- Tremolada, Pierantonio (* 1956), italienischer Geistlicher, römisch-katholischer Bischof von Brescia
- Tremolières, Alice, französische Schauspielerin
- Trémolières, Pierre Charles (1703–1739), französischer Maler des Rokoko
- Trémont, Auguste (1892–1980), luxemburgischer Bildhauer und Maler
- Tremont, Sonia (* 1992), luxemburgische Fußballspielerin
- Tremonti, Giulio (* 1947), italienischer Politiker, Mitglied der Camera dei deputati, Hochschullehrer und Jurist
- Tremonti, Mark (* 1974), US-amerikanischer Gitarrist und SängerMark Tremonti (* 1974)

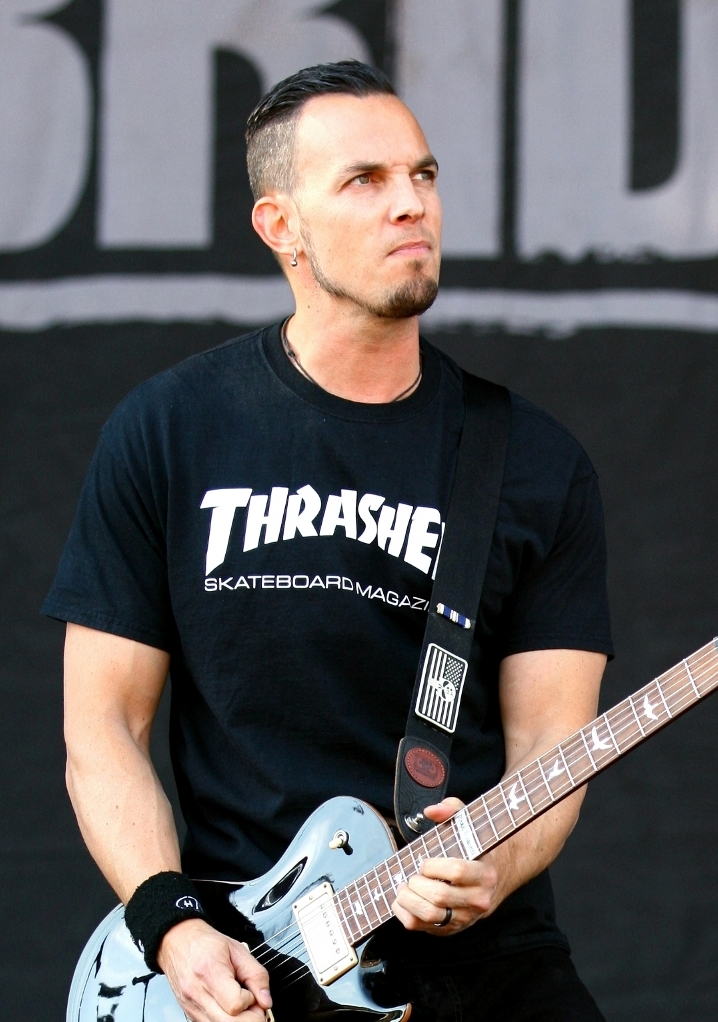
Mark Tremonti (* 1974)

- Tremopoulos, Michalis (* 1958), griechischer Publizist und Politiker, MdEP
- Tremosa i Balcells, Ramon (* 1965), katalanischer Politiker und Ökonom
- Trémoulet, Jean (1909–1944), französischer Rennfahrer
- Trémoulinas, Benoît (* 1985), französischer Fußballspieler
- Tremp, Ernst (* 1948), Schweizer Historiker
- Tremper, Ernst († 1934), deutscher Fotograf und Verleger
- Tremper, Susanne (* 1948), deutsche Synchronsprecherin, Schauspielerin und Sängerin
- Tremper, Timothy (* 1966), deutscher Drehbuchautor und Filmproduzent
- Tremper, Will (1928–1998), deutscher Journalist und Filmemacher
- Trempler, Jörg (1970–2024), deutscher Kunsthistoriker
- Trempont, Michel (1928–2021), belgischer Opernsänger (Bariton)
- Tremsal, Benoît (1952–2022), deutsch-französischer Bildhauer
- Tremsal, Jeanne (* 1977), deutsch-französische Schauspielerin

### Tren
- Trenary, Jill (* 1968), US-amerikanische Eiskunstläuferin
- Trenberth, Kevin (* 1944), neuseeländischer Meteorologe und Atmosphärenwissenschaftler
- Trencavel, Raimund-Roger (1185–1209), Vizegraf von CarcassonneRaimund-Roger Trencavel (1185–1209)

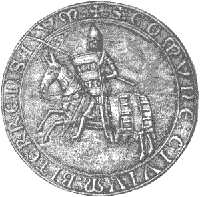
Raimund-Roger Trencavel (1185–1209)

- Trench, Brinsley Le Poer, 8. Earl of Clancarty (1911–1995), britischer Ufologe, Anhänger der Prä-Astronautik, Herausgeber und Autor
- Trench, Fiachra (* 1941), irischer Musiker, Arrangeur, Songschreiber und Komponist von Filmmusik
- Trench, Kaeson (* 2000), kanadisch-barbadischer Fußballspieler
- Trench, Martin Edward (1869–1927), US-amerikanischer Marineoffizier
- Trench, Nicholas Le Poer, 9. Earl of Clancarty (* 1952), britischer Politiker und Peer in der Peerage of Ireland
- Trench, Nigel, 7. Baron Ashtown (1916–2010), britischer Diplomat
- Trenchard, Hugh, 1. Viscount Trenchard (1873–1956), britischer General und Chef der Royal Air Force
- Trenchard, Hugh, 3. Viscount Trenchard (* 1951), britischer Politiker und Manager
- Trenchard-Smith, Brian (* 1946), englisch-australischer Regisseur
- Trenck von Tonder, Moritz (1786–1855), deutsch-österreichischer Bankier und Industrieller
- Trenck von Tonder, Moritz Flavius (1746–1810), deutscher Offizier und Publizist
- Trenck, Christoph Ehrenreich von der (1677–1740), preußischer Generalmajor, Erbherr auf Groß-Scharlack und Schackulack
- Trenck, Franz von der (1711–1749), österreichischer Offizier und Freischärler
- Trenck, Friedrich Ludwig von der (1731–1797), preußischer Generalmajor, Chef des Husarenregiments Nr. 3
- Trenck, Friedrich von der (1727–1794), preußischer Offizier, Abenteurer und SchriftstellerFriedrich von der Trenck (1727–1794)

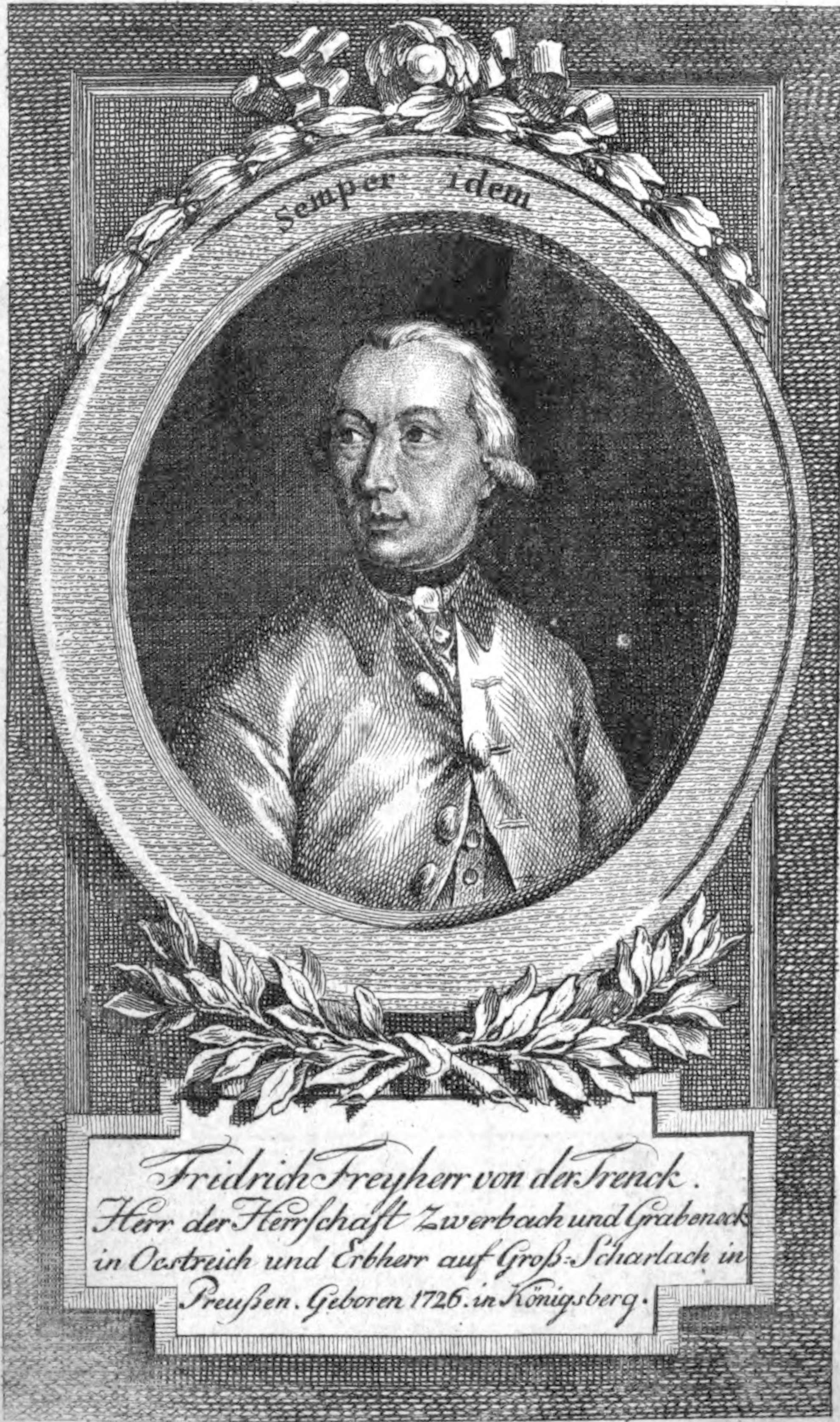
Friedrich von der Trenck (1727–1794)

- Trenck, Siegfried von der (1882–1951), deutscher Schriftsteller
- Trenck, Ulrich von der (1883–1958), deutscher Schauspieler
- Trenck, Wilhelm von der (1803–1881), preußischer Generalleutnant
- Trenckmann, Adolf (1856–1932), deutscher Jurist und Politiker
- Trenckmann, Andreas Friedrich (1809–1883), deutsch-US-amerikanischer Pädagoge und Farmer
- Trenckmann, Paul (1676–1747), deutscher Kartograf
- Trenckmann, Ulrich (* 1951), deutscher Psychiater
- Trenckmann, William (1859–1935), US-amerikanischer Schriftsteller, Verleger und Abgeordneter
- Trencsényi, Klára (* 1975), ungarische Kamerafrau und Filmregisseurin
- Trenczak, Heinz (* 1944), österreichischer Regisseur und Autor
- Trenczek, Thomas (* 1960), deutscher Rechts- und Sozialwissenschaftler und (eingetragener) Mediator
- Trend, Burke, Baron Trend (1914–1987), britischer Regierungsbeamter und Universitätsrektor
- Trend, John Brande (1887–1958), britischer Romanist, Hispanist und Musikwissenschaftler
- Trendafilov, Gudrun (* 1958), deutsche Malerin und Grafikerin
- Trendafilow, Mitko (* 1969), bulgarischer Fußballspieler
- Trendafilowa, Ekaterina (* 1953), bulgarische Juristin
- Trendafilowa, Milena (* 1970), bulgarische Gewichtheberin
- Trendall, Arthur D. (1909–1995), neuseeländischer klassischer Archäologe
- Trendel, August (1872–1947), deutscher Jurist und Politiker (Zentrum), MdR
- Trendelenburg, Adolf (1844–1941), deutscher Klassischer Archäologe und Altphilologe
- Trendelenburg, Adolph Friedrich (1737–1803), deutscher Jurist, Hochschullehrer, dreimaliger Rektor der fürstlichen Universität Bützow und Hofpfalzgraf
- Trendelenburg, Ernst (1882–1945), deutscher Jurist und Politiker (DDP), Reichsminister
- Trendelenburg, Ferdinand (1896–1973), deutscher Physiker
- Trendelenburg, Friedrich (1844–1924), deutscher Chirurg und Hochschullehrer
- Trendelenburg, Friedrich (1878–1962), deutscher Jurist und Ministerialrat im Preußischen Kulturministerium
- Trendelenburg, Friedrich (1916–2004), deutscher Pneumologe und Hochschullehrer an der Universitätsklinik Homburg
- Trendelenburg, Friedrich Adolf (1802–1872), deutscher Philosoph und Pädagoge
- Trendelenburg, Johann Georg (1757–1825), deutscher Lehrer, Altphilologe und Senator der Stadt Danzig
- Trendelenburg, Karl Ludwig Friedrich (1724–1792), deutscher Mediziner und Lübecker Stadtphysicus
- Trendelenburg, Paul (1884–1931), deutscher Pharmakologe
- Trendelenburg, Theodor (1696–1765), deutscher evangelisch-lutherischer Theologe, Superintendent für Mecklenburg-Strelitz in Strelitz und Neubrandenburg
- Trendelenburg, Theodor Friedrich (1755–1827), deutscher Mediziner
- Trendelenburg, Ullrich (1922–2006), deutscher Pharmakologe
- Trendelenburg, Wilhelm (1877–1946), deutscher Physiologe
- Trendtel, Heinrich (1864–1943), deutscher Konteradmiral der Kaiserlichen Marine
- Trénel, Max (1889–1966), deutscher Bodenkundler
- Trener, Giovanni Battista (1877–1954), österreichisch-italienischer Geologe
- Trenet, Charles (1913–2001), französischer Sänger, Komponist, Dichter und MalerCharles Trenet (1913–2001)

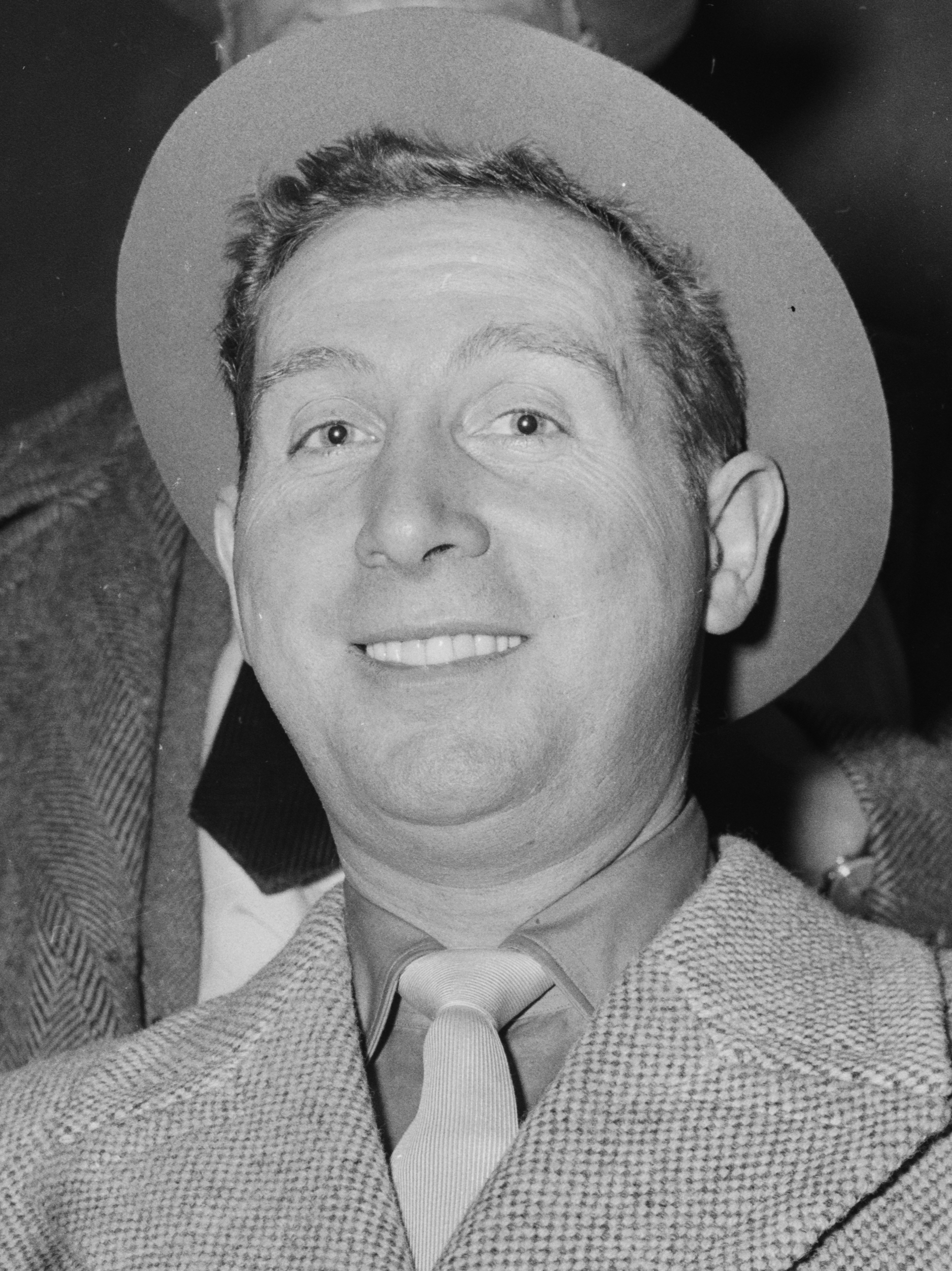
Charles Trenet (1913–2001)

- Trengert, Michael (1968–2013), deutscher Konzertveranstalter
- Trengove, John (* 1978), südafrikanischer Filmregisseur, Filmproduzent und Drehbuchautor
- Trenholm, George Alfred (1807–1876), US-amerikanischer Politiker
- Trenichin, Pawel Alexandrowitsch (* 1986), russischer Sprinter
- Trenin, Dmitri Witaljewitsch (* 1955), sowjetischer und russländischer Politologe, Historiker und Oberst der StreitkräfteDmitri Witaljewitsch Trenin (* 1955)

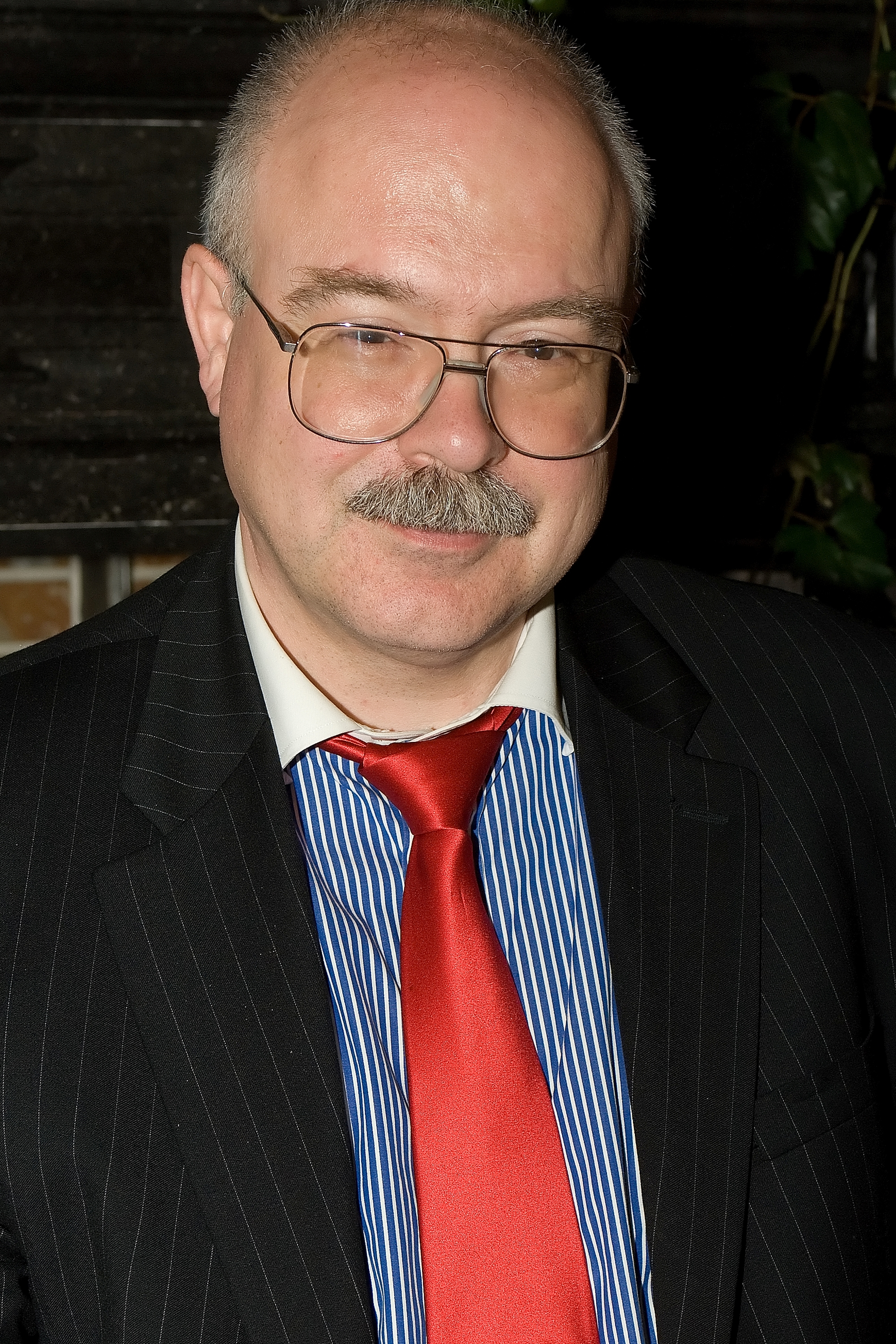
Dmitri Witaljewitsch Trenin (* 1955)

- Trenin, Jakow Wjatscheslawowitsch (* 1997), russischer Eishockeyspieler
- Treniota († 1264), Großfürst Litauens (1263–1264)
- Trenk, Franz (1899–1960), österreichischer Industrie- und Landschaftsmaler
- Trenk, Heinrich (1818–1892), schweizerisch-rumänischer Landschafts-, Genre- und Porträtmaler sowie Illustrator
- Trenk, Josef (1946–2016), österreichischer Angestellter und Politiker (FPÖ), Abgeordneter zum Nationalrat
- Trenk, Julius von (1825–1897), preußischer Generalleutnant und Kommandeur der 16. Division
- Trenk, Marin (* 1953), deutscher Ethnologe
- Trenk-Hinterberger, Peter (* 1943), deutscher Jurist, Rechtswissenschaftler und Hochschullehrer
- Trenk-Trebitsch, Willy (1902–1983), österreichischer Schauspieler
- Trenkel, Heinz (1919–1985), deutscher Fußballspieler
- Trenkel, Richard (1909–1964), deutscher Automobilrennfahrer und Rallyefahrer
- Trenkel, Till (* 1977), deutscher Schauspieler und Musiker
- Trenkel, Wilfried (* 1953), deutscher Fußballspieler
- Trenker, Florian (1930–2003), deutsch-italienischer Kameramann
- Trenker, Luis (1892–1990), italienischer Architekt, Bergsteiger, Schauspieler, Regisseur und Schriftsteller (Südtirol)
- Trenker, Martin (* 1986), österreichischer Jurist
- Trenkle, Amalia (1795–1857), Äbtissin von Lichtenthal
- Trenkle, Bernhard, deutscher Psychologe und Psychotherapeut
- Trenkle, Franz Xaver (1899–1946), deutscher SS-Hauptscharführer und Schutzhaftlagerführer in KonzentrationslagernFranz Xaver Trenkle (1899–1946)

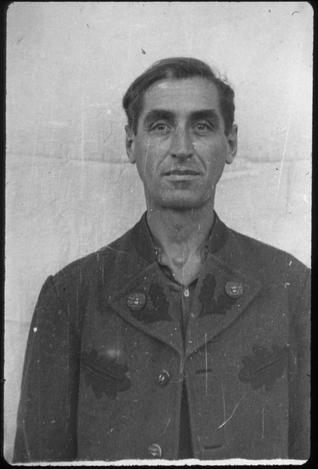
Franz Xaver Trenkle (1899–1946)

- Trenkle, Fritz (1920–1996), deutscher Funkingenieur
- Trenkle, Johann Baptist (1826–1891), deutscher Historiker und Archivar
- Trenkler, Bruno (1863–1926), deutscher Unternehmer
- Trenkler, Ernst (1902–1982), österreichischer Kunsthistoriker und Bibliothekar
- Trenkler, Friedrich August (1836–1910), sächsischer Dirigent, Königlicher Musikdirektor und Komponist von Marschmusik
- Trenkler, Götz (* 1943), deutscher Buchautor und Hochschullehrer, Professor für Statistik
- Trenkler, Herbert (1907–1992), österreichischer Montanwissenschaftler
- Trenkler, Leif (* 1960), deutscher Maler
- Trenkler, Lore (1914–2002), österreichische Köchin und Diätassistentin
- Trenkler, Phillip (* 1993), deutscher Volleyballspieler
- Trenkler, Thomas (* 1960), österreichischer Journalist
- Trenkler, Winfrid (* 1942), deutscher Musikjournalist und Radiomoderator
- Trenkner, Evelinde (1933–2021), deutsche Pianistin und Klavierpädagogin
- Trenkner, Werner (1902–1981), deutscher Komponist und Dirigent
- Trenkwald, Hermann (1866–1942), österreichischer Kunsthistoriker
- Trenkwald, Josef Mathias (1824–1897), österreichischer Historienmaler
- Trenkwalder, Claudia (* 1959), deutsche Neurologin
- Trenkwalder, Dominikus (1841–1897), österreichischer Bildhauer
- Trenkwalder, Elmar (* 1959), österreichischer Bildhauer
- Trenkwalder, Helga (1941–2020), österreichische Altorientalistin und Vorderasiatische Archäologin
- Trenkwalder, Hubert (* 1971), österreichischer Musiker, Komponist und ModeratorHubert Trenkwalder (* 1971)

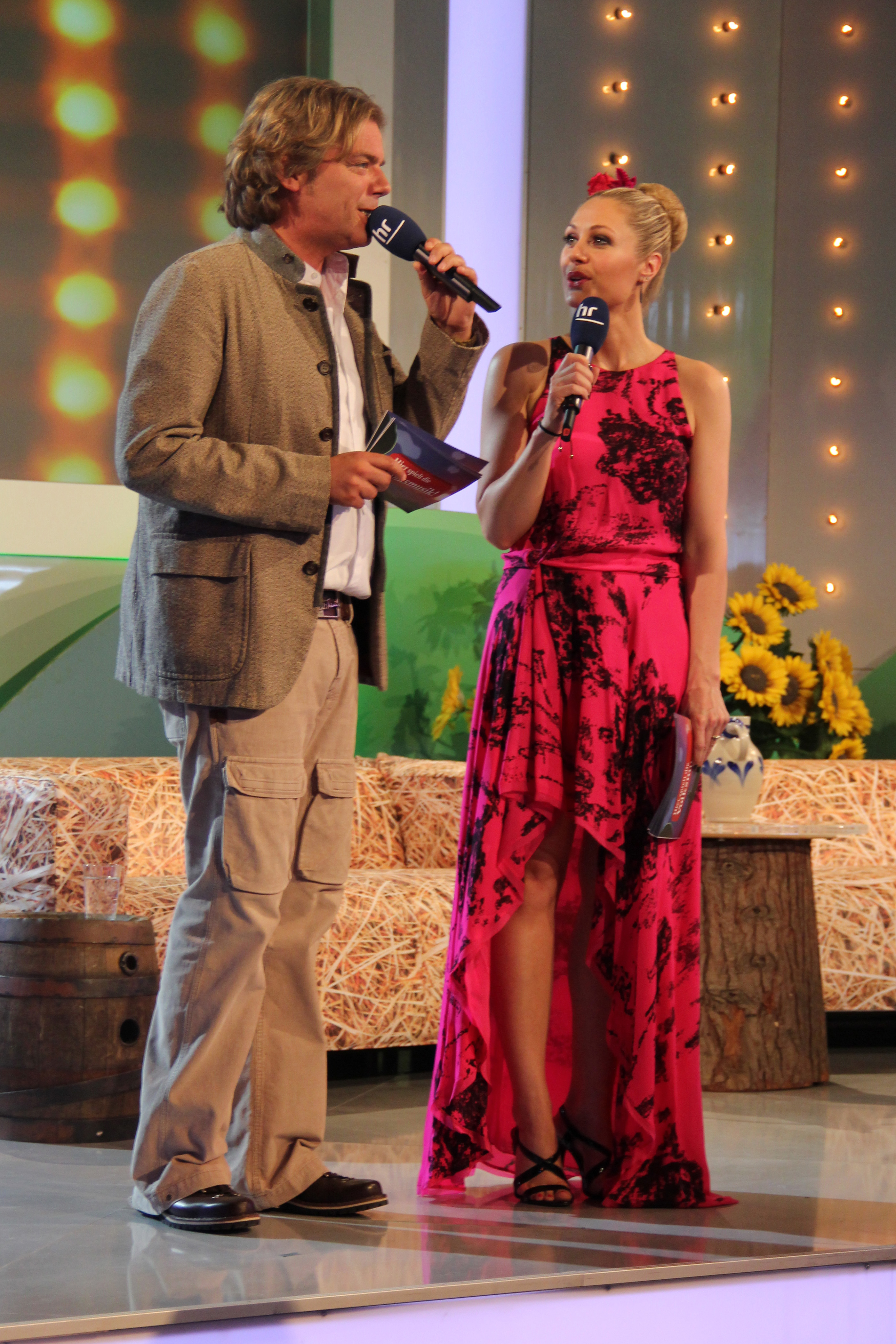
Hubert Trenkwalder (* 1971)

- Trenkwalder, Richard (1948–2015), österreichischer Unternehmer
- Trenkwitz, Georg (1938–1994), österreichischer Schauspieler und Hörspielsprecher
- Trenkwitz, Oskar (1879–1971), österreichischer Politiker (fraktionslos), Mitglied des Bundesrates
- Trenn, Eduard (1839–1865), deutscher Landschaftsmaler
- Trennbach, Urban von (1525–1598), Bischof von Passau
- Trenner, Anna, österreichische Theaterschauspielerin
- Trenner, Donn (1927–2020), US-amerikanischer Arrangeur und Pianist
- Trenner, Franz (1915–1992), deutscher Musikwissenschaftler
- Trenner, Robert (* 1973), deutscher Fußballspieler
- Trenner, Stefan (1967–2024), deutscher Kirchenmusiker und Komponist
- Trennheuser, Alexander (* 1980), deutscher Politaktivist
- Trenogin, Wladilen Alexandrowitsch (1931–2013), russischer Mathematiker und Hochschullehrer
- Trenovatz, Stefan (1912–2004), österreichischer Politiker (SPÖ), Landtagsabgeordneter, Mitglied des Bundesrates
- Trense, Hans-Helmut (* 1940), deutscher Weitspringer
- Trense, Lisa Marie (* 2008), deutsche Schauspielerin
- Trense, Werner (1922–2015), deutscher Jäger, Forscher und Buchautor
- Trent, niederländischer Filmproduzent
- Trent, Alphonse (1905–1959), US-amerikanischer Jazz-Bandleader und Pianist
- Trent, Barbara (* 1946), US-amerikanische Dokumentarfilmerin, Journalistin, Friedensaktivistin und Sozialarbeiterin
- Trent, Gary junior (* 1999), US-amerikanischer Basketballspieler
- Trent, Jackie (1940–2015), britische Sängerin, Songwriterin und Schauspielerin
- Trent, Jonathon (* 1984), US-amerikanischer Schauspieler und Filmschaffender
- Trent, Lawrence (* 1986), englischer Schachspieler
- Trent, Michael, Filmeditor
- Trent, Nathan (* 1992), österreichischer SängerNathan Trent (* 1992)

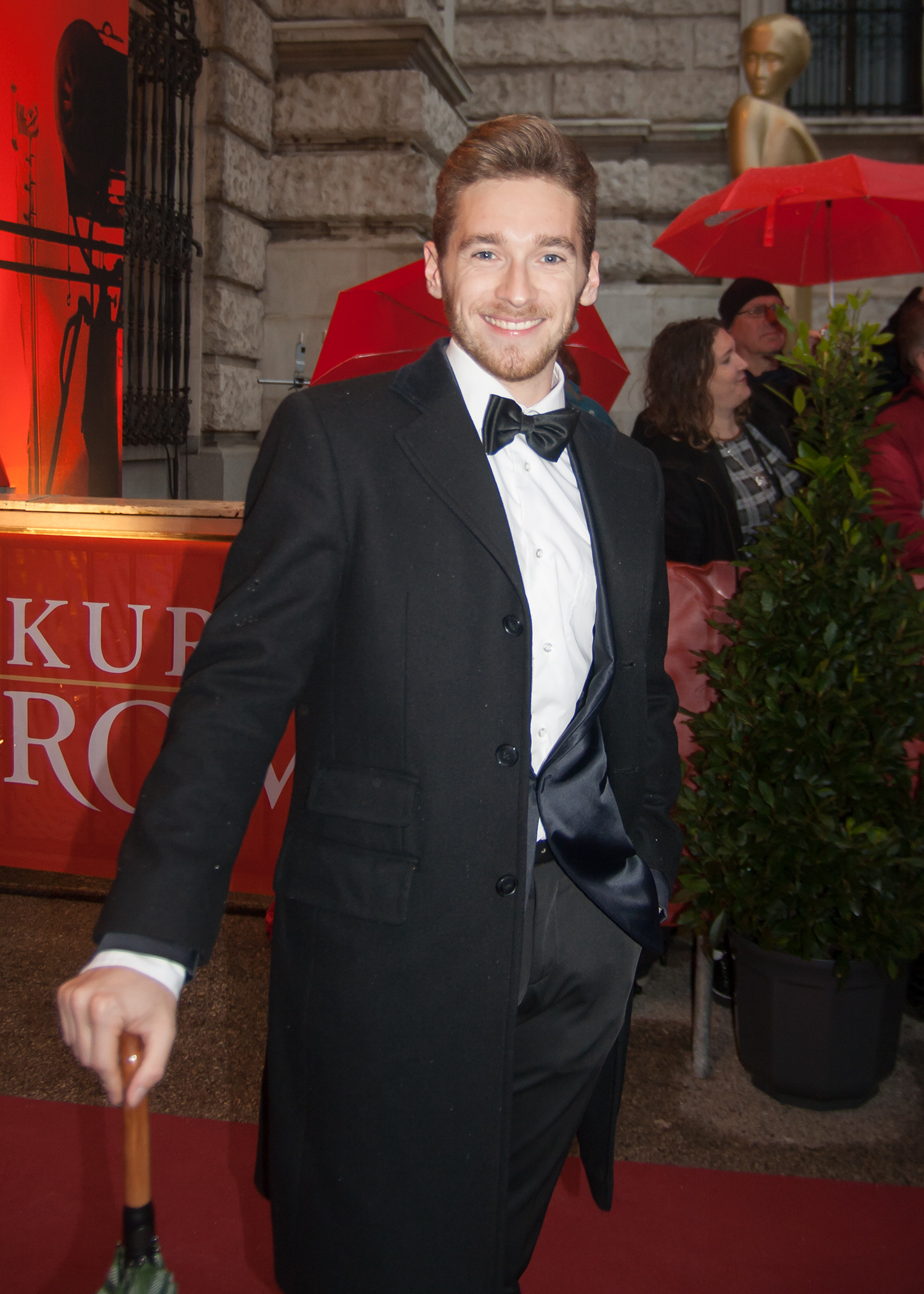
Nathan Trent (* 1992)

- Trent, Newbury Abbot (1885–1953), englischer Bildhauer und Medailleur
- Trent, Ron (* 1973), amerikanischer DJ und Musikproduzent
- Trent, Tamien (* 1982), US-amerikanischer Basketballspieler
- Trent, William († 1724), schottischer Einwanderer, Gründer und Namensgeber der US-amerikanischen Stadt Trenton in New Jersey
- Trenta, Elisabetta (* 1967), italienische Hochschullehrerin, Entwicklungszusammenarbeit- und Sicherheitsexpertin sowie Politikerin des MoVimento 5 Stelle
- Trentacoste, Domenico (1859–1933), italienischer Bildhauer und Medailleur (Sizilien)
- Trentel, Franz (1730–1804), deutscher Jesuit, Hochschulprofessor, Mathematiker und Astronom
- Trentemøller (* 1972), dänischer Techno- und Houseproduzent
- Trentepohl, Johann Friedrich (1748–1806), deutscher lutherischer Geistlicher und Botaniker
- Trenter, Stieg (1914–1967), schwedischer Journalist und Kriminalschriftsteller
- Trenter, Ulla (1936–2019), schwedische Schriftstellerin und Übersetzerin
- Trentham, Barbara (1944–2013), US-amerikanische Schauspielerin und Model
- Trenti, Guido (* 1972), US-amerikanischer Radrennfahrer
- Trenti, Michele (* 1961), italienischer Komponist, Dirigent und Gitarrist
- Trentin, Bruno (1926–2007), italienischer Politiker, MdEP
- Trentin, Fabio (1958–2024), italienischer Architekt
- Trentin, Guido (* 1975), italienischer Radrennfahrer
- Trentin, Matteo (* 1989), italienischer RadrennfahrerMatteo Trentin (* 1989)

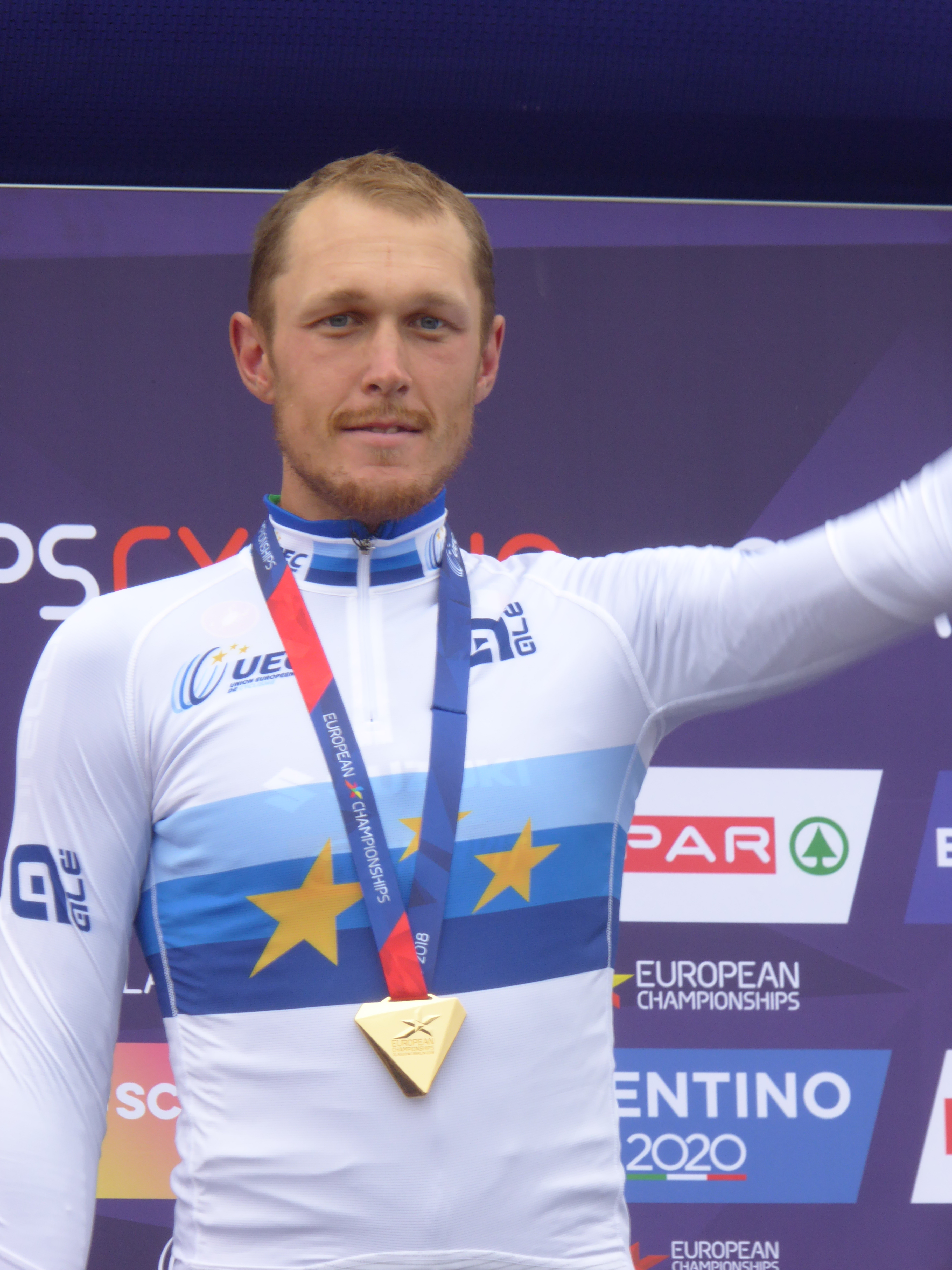
Matteo Trentin (* 1989)

- Trentin, Pierre (* 1944), französischer Radsportler
- Trentin, Silvio (1885–1944), italienischer Partisan, Jurist und Universitätsprofessor für Verwaltungsrecht
- Trentin, Valentin (* 1948), Schweizer Politiker (SP)
- Trentinaglia, Ferdinand (1910–1985), österreichischer Jesuit und Schriftsteller
- Trentini, Albert von (1878–1933), österreichischer Schriftsteller
- Trentini, Caroline (* 1987), brasilianisches Model
- Trentini, Emma (1878–1959), US-amerikanische Opernsängerin (Sopran) italienischer Herkunft
- Trentini, Fabio (* 1968), italienischer Musikproduzent, Bassist
- Trentini, Mauro (* 1975), italienischer Radrennfahrer
- Trentmann, Frank (* 1965), deutscher Historiker und Buchautor
- Trentmann, Joseph (1901–1964), deutscher Politiker (CDU), MdBB
- Trentmann, Tanja (* 1969), deutsche Kamerafrau
- Trento, Denis (1982–2024), italienischer Skibergsteiger
- Trento, Vittorio (1761–1833), italienischer Komponist
- Trenton, Daniel (* 1977), australischer Taekwondoin
- Trentowski, Ferdynand Bronislaw (1808–1869), polnischer Philosoph
- Trentsch, Christian (1605–1677), deutscher Rhetoriker und Moralphilosoph
- Trentschew, Antoni (* 1987), bulgarischer Unternehmer und Politiker
- Trentzsch, Karl-Christian (1919–1970), deutscher Brigadegeneral
- Trenz, Carmen (* 1951), deutsche Sozialpädagogin und Mediatorin
- Trenz, Erika (* 1947), deutsche Politikerin (Bündnis 90/Die Grünen), MdB
- Trenz, Georg Maximilian (* 1962), deutscher Designer
- Trenz, Hans-Jörg (* 1966), deutscher Politikwissenschaftler
- Trenz, Manfred (* 1965), deutscher Erfinder und Entwickler von Computerspielen
- Trenz, Renate (* 1961), deutsche Juristin und Richterin
- Trenz, Rudolf (1882–1966), saarländischer Fahrsteiger und Politiker, Bürgermeister und MdL

### Trep
- Trêpa, Jorge (* 1982), portugiesischer Schauspieler
- Trêpa, Ricardo (* 1972), portugiesischer Schauspieler
- Trépanier, Pascal (* 1973), kanadischer Eishockeyspieler
- Trépardoux, Charles-Armand (1853–1920), französischer Automobilfabrikant, Konstrukteur und Dampfwagenbauer
- Trepaschkin, Michail Iwanowitsch (* 1957), russischer Rechtsanwalt und Oberst des KGB
- Trepat i Domingo, Carles (* 1960), katalanischer klassischer Gitarrist
- Trepczyk, Jan (1907–1989), kaschubischer Dichter
- Trepczynski, Adam (* 1976), polnischer Cartoonist und Comiczeichner
- Trepczyński, Stanisław (1924–2002), polnischer Politiker und Diplomat
- Trepel, Martin (* 1967), deutscher Mediziner, Hochschullehrer, Chefarzt und Lehrbuchautor
- Trepesch, Berndt (* 1952), deutscher Künstler
- Trepesch, Christof (* 1967), deutscher Kunsthistoriker
- Trepka, Holten Fürchtegott (1818–1895), dänischer Offizier
- Trepkowski, Tadeusz (1914–1954), polnischer Grafiker
- Trepl, Ludwig (1946–2016), deutscher Landschaftsökologe und Hochschullehrer
- Treplin, August Wilhelm Martin (1840–1917), deutscher evangelischer Pastor und Propst
- Treplin, Hans (1884–1982), deutscher evangelischer Pastor und Propst
- Treplin, Hans Gustav (* 1935), deutscher evangelischer Pastor
- Treplin, Heinrich (1884–1970), deutscher Jurist und Bibliothekar
- Treplin, Ludwig (1834–1924), deutscher Jurist, Reichsanwalt und Senatspräsident am Reichsgericht
- Trepoll, André (* 1977), deutscher Politiker (CDU), MdHB
- Trepow, Alexander Fjodorowitsch (1862–1928), russischer Politiker und Ministerpräsident (1916–1917)
- Trepow, Fjodor Fjodorowitsch († 1889), russischer General und Staatsmann
- Trepp, Anne-Charlott (* 1962), deutsche Historikerin im Bereich Frühe Neuzeit
- Trepp, Christian (1930–2012), Schweizer Maschinenbauingenieur und Hochschullehrer
- Trepp, Gian (* 1947), Schweizer Journalist, Buchautor und Strategieberater
- Trepp, Gunda (* 1958), deutsche Autorin und Journalistin
- Trepp, Hans-Martin (1922–1970), Schweizer Eishockeyspieler
- Trepp, Jane (* 1988), estnische Schwimmerin
- Trepp, Judith (* 1941), amerikanisch-schweizerische Malerin und Bildhauerin
- Trepp, Leo (1913–2010), deutsch-amerikanischer Rabbiner
- Trepp, Markus (1961–1994), Schweizer Schachspieler
- Trepp, Willy (* 1938), Schweizer Radrennfahrer
- Trepper, Elaine (* 1955), namibische Politikerin (SWAPO)
- Trepper, Leopold (1904–1982), polnischer Kommunist, Widerstandskämpfer und Publizist
- Trepper, Lucien (* 1953), Schweizer Bogenschütze
- Trepper, Wolfgang (* 1961), deutscher Kabarettist und Radiomoderator
- Treppner, Joseph Friedrich (1799–1860), Bürgermeister der Stadt Würzburg (1853–1859)
- Treppschuh, Henry (* 1959), deutscher Fußballspieler
- Trepte, Curt (1902–1990), deutscher Schauspieler und Regisseur und Theaterintendant
- Trepte, Günter (1938–2014), deutscher Politiker (PDS), MdL
- Trepte, Hans (1887–1960), deutscher Politiker (CSU), MdL Bayern
- Trepte, Ludwig (* 1988), deutscher SchauspielerLudwig Trepte (* 1988)

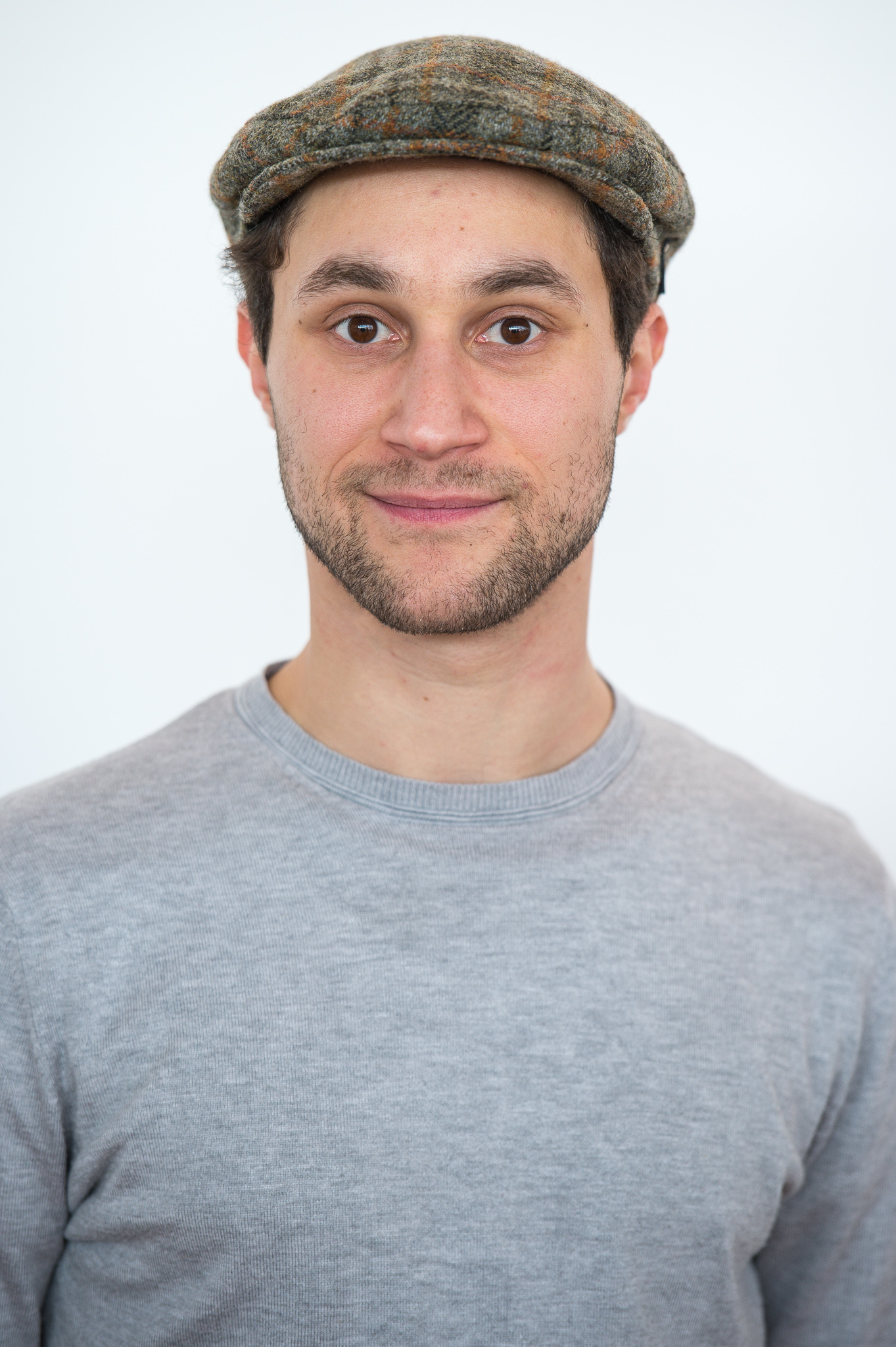
Ludwig Trepte (* 1988)

- Trepte, Sabine (* 1970), deutsche Medienpsychologin
- Trepte, Stephan (1950–2020), deutscher Rockmusiker
- Trepte, Toni (1909–1981), deutscher bildender Künstler
- Trepte, Uli (1941–2009), deutscher Bassist, Sänger, Komponist und Texter
- Trepte, Walter (1903–1982), deutscher evangelischer Geistlicher
- Treptow, Alfred (1902–1962), deutscher Schriftsteller und Pfarrer
- Treptow, Elmar (* 1937), deutscher Philosoph und Hochschullehrer
- Treptow, Emil (1854–1935), deutscher Bergbauwissenschaftler
- Treptow, Günther (1907–1981), deutscher Opernsänger (Tenor)
- Treptow, Leon (1853–1916), deutscher Schauspieler, Buchhändler und Dichter von Dramen und Lustspielen
- Treptow, Otto (1877–1924), deutscher Bühnen- und Stummfilmschauspieler
- Treptow, Rainer (* 1954), deutscher Sozialpädagoge und Hochschullehrer
- Trepulka, Johann Ludwig (* 1903), österreichischer Komponist

### Tres
- Tresca, Carlo (1879–1943), US-amerikanischer Anarchist und JournalistCarlo Tresca (1879–1943)

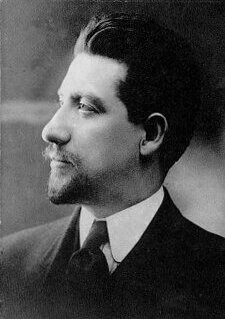
Carlo Tresca (1879–1943)

- Tresca, Giuseppe (1710–1795), italienischer Maler des Barock
- Tresca, Henri (1814–1885), französischer Ingenieur
- Tresch, Liva (* 1933), Schweizer Fotografin
- Tresch, Martina (* 1989), Schweizer Langstreckenläuferin
- Tresch, Walter (* 1948), Schweizer Skirennläufer
- Tresch-Exer, Josef Maria (1818–1886), populärer Schweizer Bergführer und Erstbesteiger mehrerer Dreitausender
- Trescher, Franz (1909–1980), österreichischer Lyriker und Journalist
- Trescher, Hendrik (* 1984), deutscher Erziehungswissenschaftler und Soziologe
- Trescher, Hermann (1849–1890), deutscher Journalist und Schriftsteller
- Trescher, Rebecca (* 1986), deutsche Jazzmusikerin (Klarinetten, Komposition)
- Trescher, Roland (* 1965), deutscher Schauspieler, Improvisationstheaterspieler und Schauspiellehrer
- Trescher, Stephan (* 1964), deutscher Kunsthistoriker und Museumsdirektor
- Trescho, Sebastian Friedrich (1733–1804), deutscher evangelischer Theologe
- Treschow, Michael (* 1943), schwedischer Manager
- Treschtschow, Dmitri Walerjewitsch (* 1964), sowjetischer Mathematiker und Mechanik-Experte
- Treschtschow, Sergei Jewgenjewitsch (* 1958), russischer Kosmonaut
- Treschwig, Hans (* 1932), deutscher Stenograf
- Tresckow, Alexander von (1805–1878), preußischer Generalleutnant
- Tresckow, Carl Peter von (1742–1811), preußischer Generalmajor, Chef des Infanterieregiments Nr. 17
- Tresckow, Egon von (1907–1952), deutscher Trickfilmzeichner, Illustrator, Comiczeichner und Karikaturist
- Tresckow, Emil Julius von (1810–1905), preußischer Generalleutnant und zuletzt Kommandeur der 18. Kavallerie-Brigade
- Tresckow, Ernst Christian Albert von (1760–1831), preußischer Generalleutnant
- Tresckow, Eugen von (1815–1875), preußischer Generalmajor
- Tresckow, Gerd von (1899–1944), deutscher Oberstleutnant und Widerstandskämpfer
- Tresckow, Hans von († 1934), deutscher Kriminalbeamter
- Tresckow, Hans-Udo von (1893–1955), deutscher Konteradmiral der Kriegsmarine
- Tresckow, Henning von (1901–1944), deutscher Offizier und Mitglied des Widerstandes vom 20. Juli 1944Henning von Tresckow (1901–1944)

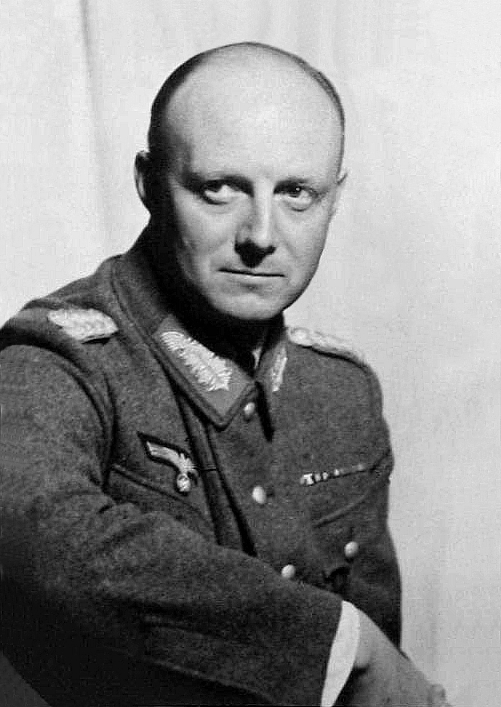
Henning von Tresckow (1901–1944)

- Tresckow, Hermann von (1818–1900), preußischer General der Infanterie
- Tresckow, Hermann von (1849–1933), preußischer General der Kavallerie
- Tresckow, Joachim Christian von (1698–1762), preußischer Generalleutnant
- Tresckow, Joachim von (1894–1958), deutscher Generalleutnant im Zweiten Weltkrieg
- Tresckow, Peter von (* 1936), deutscher Karikaturist
- Tresckow, Rüdiger von (1928–2012), deutscher Bankmanager
- Tresckow, Udo von (1808–1885), preußischer General der Infanterie
- Tresckow, Wilhelm von (1788–1874), preußischer Generalleutnant
- Trescothick, Marcus (* 1975), englischer Cricketspieler
- Treseler, Steve (* 1981), US-amerikanischer Jazzmusiker (Saxophon, Klarinette)
- Tresenreuter, Johann Adam (1676–1754), deutscher evangelisch-lutherischer Theologe
- Tresenreuter, Johann Ulrich (1710–1744), deutscher Pädagoge, Philologe, Philosoph und evangelischer Theologe
- Treser, Walter (1940–2021), deutscher Autokonstrukteur und Ingenieur
- Tresgot, Annie (* 1937), französische Filmregisseurin und Filmeditorin
- Tresguerras, Francisco Eduardo (1759–1833), mexikanischer Architekt, Maler, Bildhauer und Dichter
- Tresham, Francis G. (1936–2019), britischer Spieleautor
- Tresher, Gregor (* 1976), deutscher Techno-MusikerGregor Tresher (* 1976)

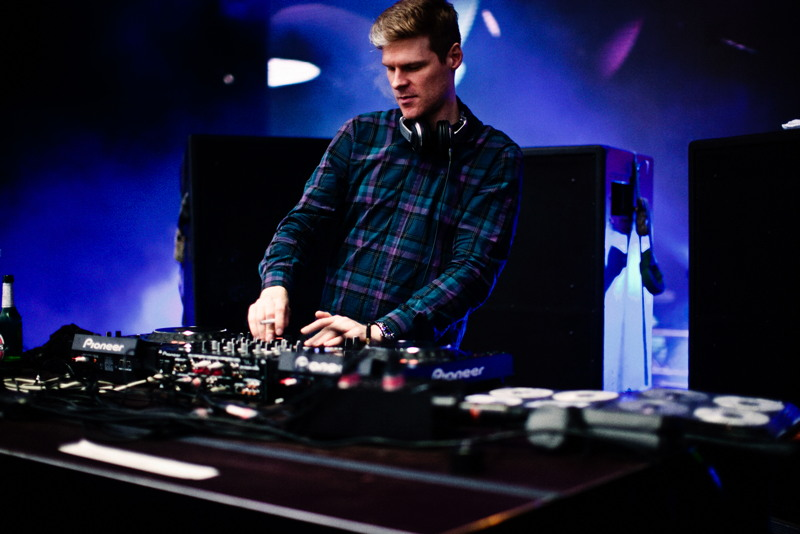
Gregor Tresher (* 1976)

- Tresidder, Donald (1894–1948), US-amerikanischer Mediziner, Präsident der Stanford-Universität
- Tresidder, John (* 1932), australischer Bahnradsportler
- Treske, Andreas (* 1957), deutscher Fußballspieler
- Treskow, Ada von (1837–1918), deutsche Schriftstellerin
- Treskow, Adam Heinrich von (1688–1728), preußischer Staatsminister
- Treskow, Alexander von (1764–1823), preußischer Generalmajor
- Treskow, August Wilhelm von (1720–1797), fürstlich ansbach-bayreuthischer Feldmarschall-Leutnant, preußischer Generalleutnant und zuletzt Oberkommandierender aller Truppen in Ansbach-Bayreuth
- Treskow, Barbara von (1895–1972), deutsche Journalistin, Frauenrechtlerin
- Treskow, Carl von (1787–1846), preußischer Landwirtschaftsreformer und Gutsbesitzer
- Treskow, Carl von (1819–1882), deutscher Gutsherr und Politiker, MdR
- Treskow, Christian von (* 1968), deutscher Regisseur und Intendant
- Treskow, Elisabeth (1898–1992), deutsche Goldschmiedin
- Treskow, Emil (1890–1961), deutscher Opernsänger (Bariton)
- Treskow, Ernst von (1844–1915), deutscher Diplomat
- Treskow, Hans Otto von (1692–1756), preußischer Generalmajor, Kommandant der Festung Stettin und Domprälat von Cammin
- Treskow, Heinrich von (1840–1927), preußischer Offizier, zuletzt Generalleutnant
- Treskow, Isabella von (* 1964), deutsche Romanistin und Hochschullehrerin
- Treskow, Julius von (1818–1894), preußischer Rittergutsbesitzer und Politiker
- Treskow, Nikolai de, deutscher Gaukler
- Treskow, Sigismund von (1864–1945), preußischer Politiker
- Treskow, Sigmund Otto Joseph von (1756–1825), Unternehmer und Gutsbesitzer
- Treskow, Walther von (1874–1928), deutscher Verwaltungsjurist und Gutsbesitzer
- Treskow, Wiprecht von (* 1935), deutscher Diplomat und Autor
- Treskow-Ahrens, Irene von (1940–2019), deutsche Kunsthistorikerin, Illustratorin und anglikanische Priesterin
- Treskunow, Semjon Alexejewitsch (* 1999), russischer Schauspieler
- Tresling, Ab (1909–1980), niederländischer Hockeyspieler
- Treslong, Willem Bloys van (1529–1594), niederländischer Admiral
- Tresmontant, Claude (1925–1997), französischer Philosoph
- Tresoldi, Edoardo (* 1987), italienischer Bildhauer und Bühnenbildner
- Tresoldi, Libero (1921–2009), italienischer Geistlicher und Bischof von Crema
- Tresoldi, Nicolò (* 2004), deutsch-italienischer Fußballspieler
- Trésor, Marius (* 1950), französischer FußballspielerMarius Trésor (* 1950)

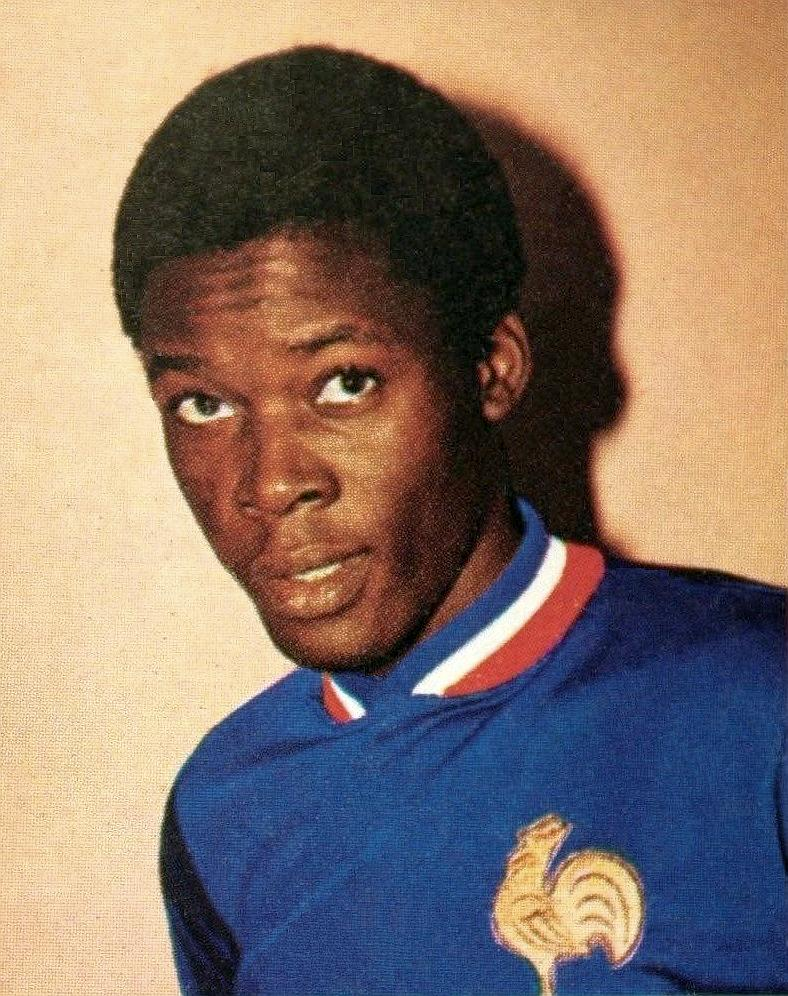
Marius Trésor (* 1950)

- Tresp, Alois (1884–1973), deutscher Klassischer Philologe und Gymnasiallehrer
- Tresp, Uwe (* 1967), deutscher Historiker
- Tresp, Volker (* 1957), deutscher Physiker, Informatiker und Hochschullehrer
- Trespeuch, Chloé (* 1994), französische Snowboarderin
- Tress, Elimelech Gavriel (1909–1967), US-amerikanischer Präsident der Agudath Israel of America
- Tress, Horst (* 1950), deutscher Autor, Maler und Künstler
- Tress, Kyle (* 1981), US-amerikanischer Skeletonpilot
- Tress, Simon (* 1983), deutscher Bio-Koch, Kochbuch-Autor und Restaurantbetreiber
- Treß, Thomas (* 1966), deutscher Fußballfunktionär
- Tress, Wolfgang (1948–2023), deutscher Psychotherapeut, Psychoanalytiker, Hochschullehrer und Autor
- Tresse, Arthur (1868–1958), französischer Mathematiker
- Tressel, Markus (* 1977), deutscher Politiker (Bündnis 90/Die Grünen), MdB
- Tresselt, Ruthart (* 1938), deutscher Journalist und Moderator
- Tressemanes de Brunet, Gaspard de (1721–1784), französischer Bischof
- Tressler, Georg (1917–2007), österreichischer Filmregisseur
- Tressler, Irving D. (1908–1944), amerikanischer Schriftsteller und Journalist
- Tressler, Otto (1871–1965), deutsch-österreichischer Schauspieler und TheaterregisseurOtto Tressler (1871–1965)

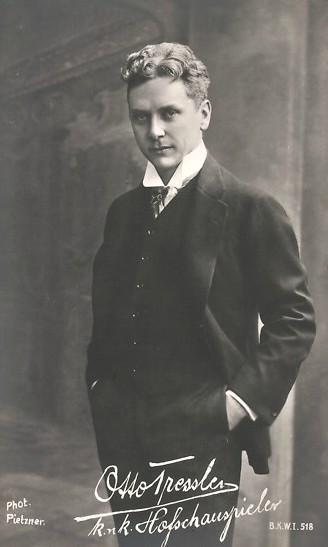
Otto Tressler (1871–1965)

- Tressnitz, Gertrud (* 1881), deutsche Schauspielerin
- Tresson, Jordan (* 1988), französischer Automobilrennfahrer
- Třeštík, Dušan (1933–2007), tschechischer Historiker
- Třeštíková, Helena (* 1949), tschechische Regisseurin und Drehbuchautorin
- Trestini, Giorgio (* 1937), italienischer Schauspieler
- Tresvant, Ralph (* 1968), amerikanischer R&B-, Soul- und Popsänger sowie Rapper
- Treswell, Daniel, 1. Baronet († 1670), anglo-irischer Offizier und Politiker
- Tresz, Zsuzsanna (1956–2025), ungarische Bühnenbildnerin, Kostümbildnerin und Puppenspielerin

### Tret
- Tretbar, Christian (* 1979), deutscher Journalist
- Tretchikoff, Vladimir (1913–2006), russischer Maler
- Trethan, Therese (1879–1957), österreichische Kunsthandwerkerin, Modeentwerferin, Malerin und Fachlehrerin
- Trethewey, Natasha (* 1966), US-amerikanische Dichterin
- Trethon, Ferenc (1923–2012), ungarischer kommunistischer Politiker
- Tretikov, Lila (* 1978), russisch-US-amerikanische Informatikerin und Managerin
- Tretjak, Wladislaw Alexandrowitsch (* 1952), sowjetisch-russischer Eishockeytorwart und -funktionärWladislaw Alexandrowitsch Tretjak (* 1952)

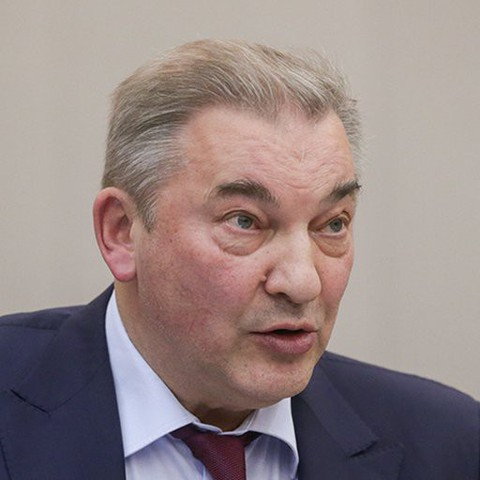
Wladislaw Alexandrowitsch Tretjak (* 1952)

- Tretjak, Wladyslaw (* 1980), ukrainischer Säbelfechter
- Tretjakow, Alexander Wladimirowitsch (* 1972), russischer Ringer
- Tretjakow, Alexander Wladimirowitsch (* 1985), russischer Skeletonpilot
- Tretjakow, Alexej (* 1965), russischer Maler, Designer und Restaurator
- Tretjakow, Juri Dmitrijewitsch (1931–2012), russischer Chemiker und Hochschullehrer
- Tretjakow, Pawel Michailowitsch (1832–1898), russischer Kaufmann, Kunstmäzen und Kunstsammler
- Tretjakow, Sergei (* 1978), kasachischer Radrennfahrer
- Tretjakow, Sergei Michailowitsch (1834–1892), russischer Unternehmer, Kunstsammler und Mäzen
- Tretjakow, Sergei Michailowitsch (1892–1937), sowjetischer Schriftsteller
- Tretjakow, Waleri (* 1958), litauischer Politiker
- Tretjakow, Wiktor Wiktorowitsch (* 1946), russischer Violinist und Dirigent
- Tretner, Andreas (* 1959), deutscher literarischer Übersetzer
- Tretow, Dennis (* 1983), deutscher Handballspieler
- Tretow, Michael B. (1944–2025), schwedischer Musikproduzent, Tontechniker und Musiker
- Tretsch, Aberlin († 1577), deutscher Baumeister und Architekt
- Tretschlaff, Dorothee Elisabeth (1685–1701), letzte als „Hexe“ Verurteilte und Hingerichtete Brandenburgs
- Tretschok, René (* 1968), deutscher FußballspielerRené Tretschok (* 1968)

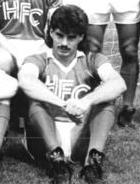
René Tretschok (* 1968)

- Trettau, Martin (1930–2007), deutscher Schauspieler
- Trettebergstuen, Anette (* 1981), norwegische Politikerin der Arbeiderpartiet
- Trettel, Lidia (* 1973), italienische Snowboarderin
- Trettenbach, Fabian (* 1991), deutscher Fußballspieler
- Trettenbach, Martin (1891–1971), deutscher Politiker (BVP, CSU), MdL Bayern
- Trettenbrein, Harald (* 1957), österreichischer Politiker (FPK), Abgeordneter zum Nationalrat, Abgeordneter zum Kärntner Landtag
- Tretter, Anton (1866–1939), deutscher Maler und Grafiker
- Tretter, Felix (* 1949), österreichischer Psychologe und Psychiater
- Tretter, Hannes (1951–2025), österreichischer Jurist und Menschenrechtsexperte
- Tretter, J. C. (* 1991), US-amerikanischer American-Football-Spieler
- Tretter, Johann (1923–2014), österreichischer Militär
- Tretter, Martin, deutscher Buchdrucker in Frankfurt an der Oder und Danzig
- Tretter, Mathias (* 1972), deutscher Kabarettist und Autor
- Tretter, Werner (* 1948), deutscher Fußballspieler
- Trettin, Linus (* 2005), deutscher Basketballspieler
- Trettin, Ulrich (* 1940), deutscher Tennisspieler
- Trettin, Uwe (* 1942), deutscher Badmintonspieler
- Trettl, Roland (* 1971), italienischer Koch und AutorRoland Trettl (* 1971)

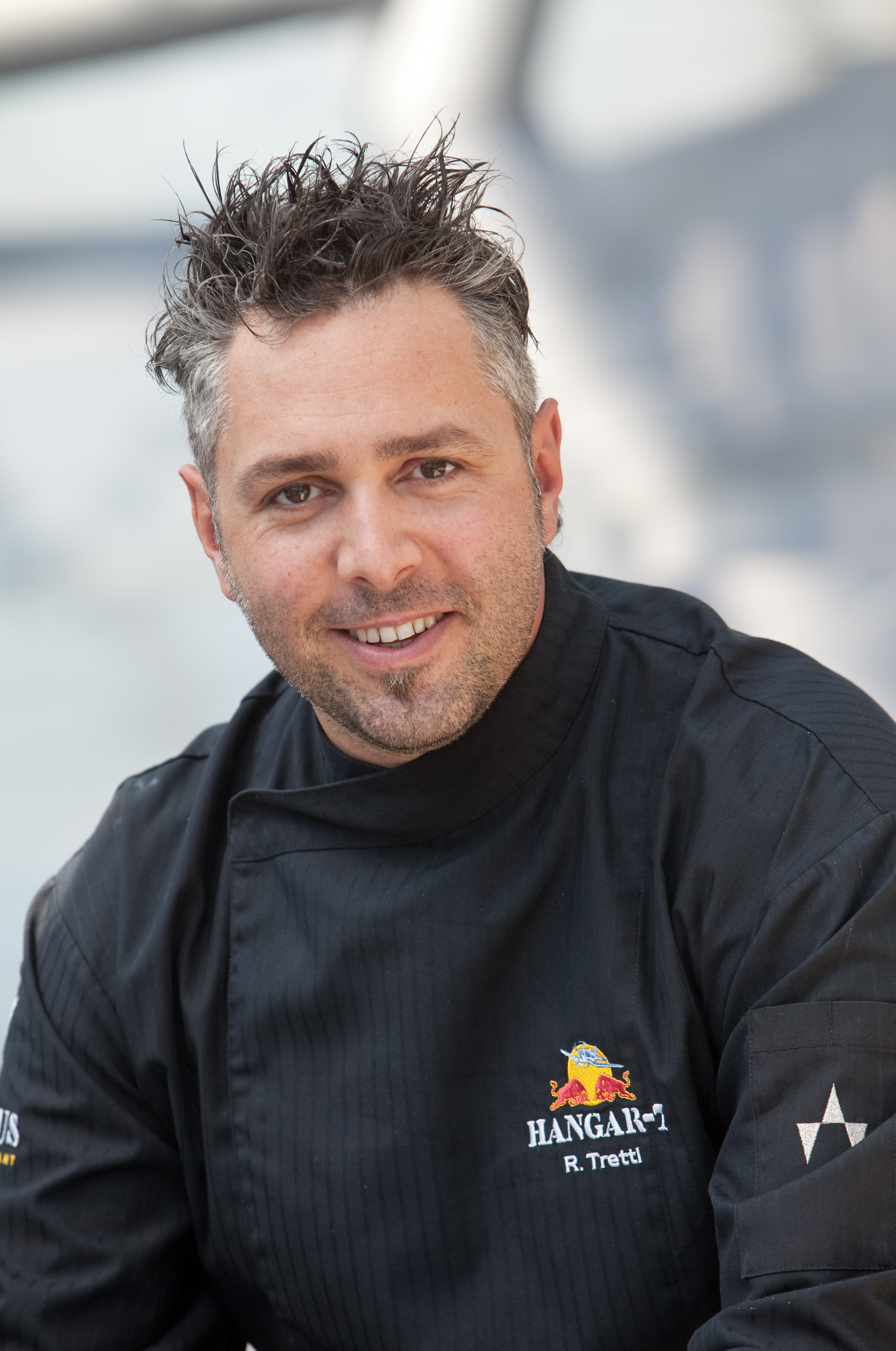
Roland Trettl (* 1971)

- Trettmann (* 1973), deutscher Reggae-Sänger
- Trettner, Heinz (1907–2006), deutscher GeneralleutnantHeinz Trettner (1907–2006)

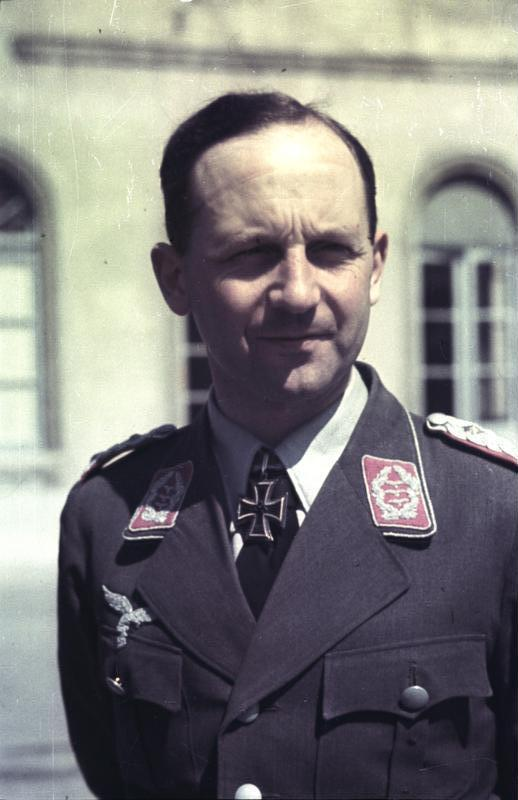
Heinz Trettner (1907–2006)

- Tretyakova, Katerina (* 1980), russische Opernsängerin (Sopran)
- Tretzscher, Matthias (1626–1686), deutsch-böhmischer Orgelbauer

### Treu
- Treu, Achim, deutscher Musiker, Komponist und Musikproduzent
- Treu, Catharina (1743–1811), deutsche Malerin
- Treu, Daniel Gottlieb (1695–1749), deutscher Kapellmeister und Komponist
- Treu, Emanuel, österreichischer Musikproduzent und Songschreiber
- Treu, Emanuel (1915–1976), österreichischer Diplomat und Widerstandskämpfer
- Treu, Eva (* 1993), deutsche Politikerin (CSU), Landrätin des Landkreises Neu-Ulm
- Treu, Georg (1843–1921), deutscher Archäologe, Kunsthistoriker und Museumsleiter in Dresden
- Treu, Johann Nicolaus (1734–1786), Kammerdiener, Hofmaler und Galerieinspektor
- Treu, Joseph Marquard (1713–1796), deutscher Maler
- Treu, Karin (* 1964), deutsche politische Beamtin (SPD)
- Treu, Kurt (1928–1991), deutscher klassischer Philologe
- Treu, Martin (1871–1952), deutscher Politiker (SPD), Oberbürgermeister von Nürnberg
- Treu, Martin (* 1953), deutscher Historiker und Theologe
- Treu, Max (1830–1916), deutscher Architekt
- Treu, Max (1842–1915), deutscher Klassischer Philologe, Byzantinist und Gymnasialdirektor
- Treu, Max (1907–1980), deutschbaltischer Klassischer Philologe
- Treu, Michael Daniel († 1708), deutscher Theaterleiter
- Treu, Paul (1913–1944), Schweizer Militärpilot
- Treu, Philipp (* 2000), deutscher FußballspielerPhilipp Treu (* 2000)

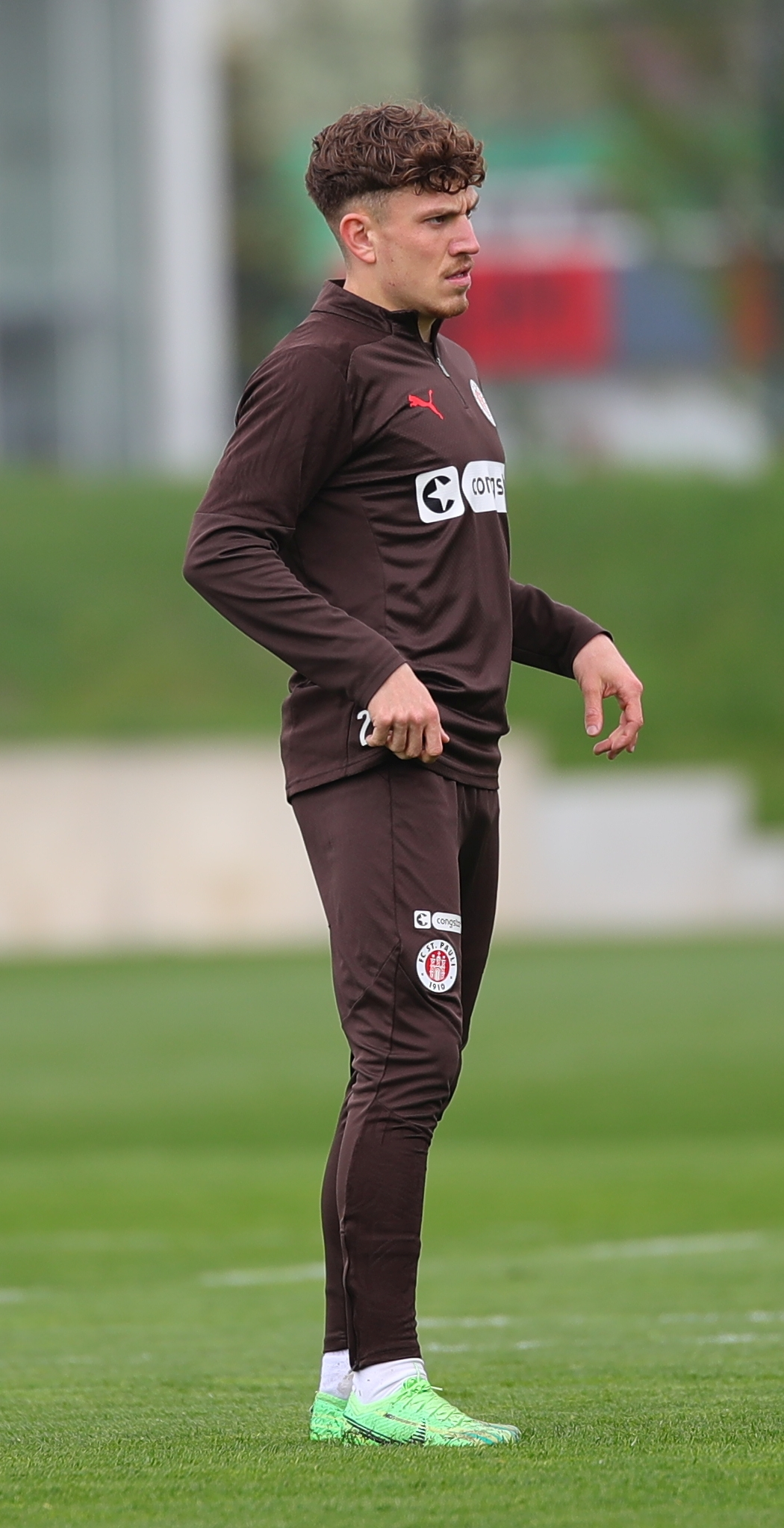
Philipp Treu (* 2000)

- Treu, Philipp Jakob (1761–1825), Schweizer Notar, Bildhauer und Medailleur
- Treu, Richard (1873–1943), deutscher Theater- und Stummfilmschauspieler
- Treu, Thomas (* 1949), österreichischer Militärarzt, Brigadier
- Treu, Wolfgang († 1540), österreichischer Politiker und Bürgermeister von Wien zur Zeit der Ersten Türkenbelagerung
- Treu, Wolfgang (1930–2018), deutscher Kameramann
- Treub, Melchior (1851–1910), niederländischer Botaniker
- Treub, Willem (1858–1931), niederländischer Wirtschaftswissenschaftler, Hochschullehrer und Politiker, Finanz-, Handels-, Industrie- und Landwirtschaftsminister, Mitglied der Zweiten Kammer der Generalstaaten
- Treuberg, Franz Friedrich Graf (1907–1982), deutscher Dramaturg, Drehbuchautor und Regisseur
- Treuberg, Friedrich von (1773–1831), bayerischer Generalleutnant
- Treuberg, Hetta Gräfin (1886–1941), deutsche Pazifistin
- Treuberg, Michelle von (* 1992), deutsche SchauspielerinMichelle von Treuberg (* 1992)

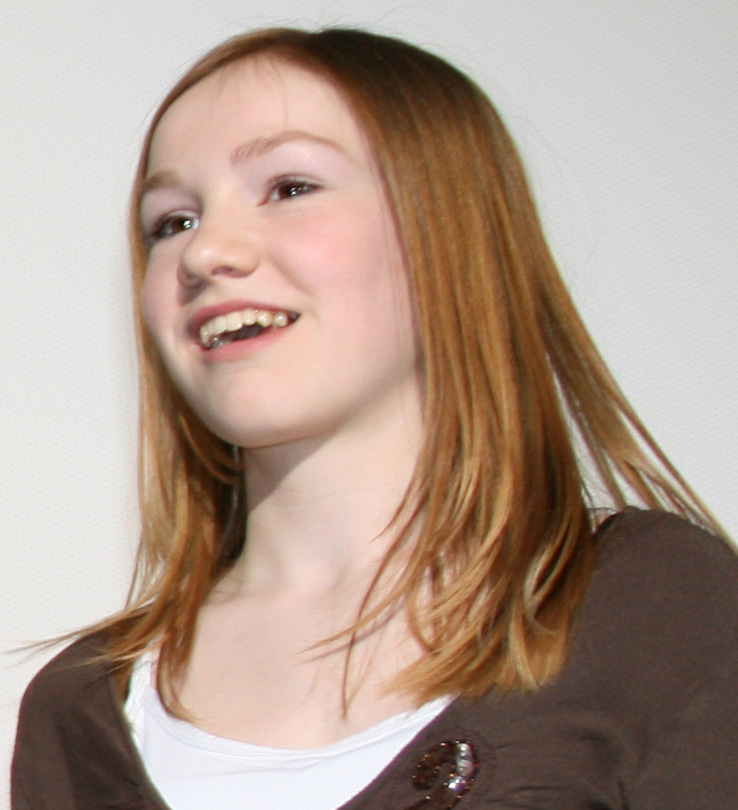
Michelle von Treuberg (* 1992)

- Treude, Georg-Heinrich (1901–1987), deutscher Politiker (CDU)
- Treude, Tim (* 1990), deutscher Fußballspieler
- Treude, Tina (* 1973), deutsche Biologin und Hochschullehrerin
- Treudel, Christoph (1593–1648), Frankfurter Patrizier, Schöff und Ratsherr
- Treuding, Albert (1805–1874), deutscher Brücken- und Wasserbauingenieur und Hochschullehrer
- Treue, Stefan (* 1964), deutscher Neurowissenschaftler, Biologe und Hochschullehrer
- Treue, Wilhelm (1909–1992), deutscher Wirtschafts- und Sozialhistoriker
- Treue, Wolfgang (1916–1989), deutscher Wissenschaftsorganisator Historiker
- Treuenfels, Abraham (1818–1879), deutscher Rabbiner
- Treuenfels, Carl von (1863–1931), deutscher Gutsbesitzer, Politiker und Mitglied des Deutschen Reichstags
- Treuenfels, Carl-Albrecht von (1938–2021), deutscher Rechtsanwalt, Buchautor, Fotograf, Publizist und Naturschützer
- Treuenfels, Georg Wilhelm Bidembach von (1614–1677), württembergischer Politiker und Diplomat
- Treuenfels, Moritz (1847–1881), deutscher Genremaler
- Treuenfels, Moritz von (* 1988), deutscher Film- und TheaterschauspielerMoritz von Treuenfels (* 1988)

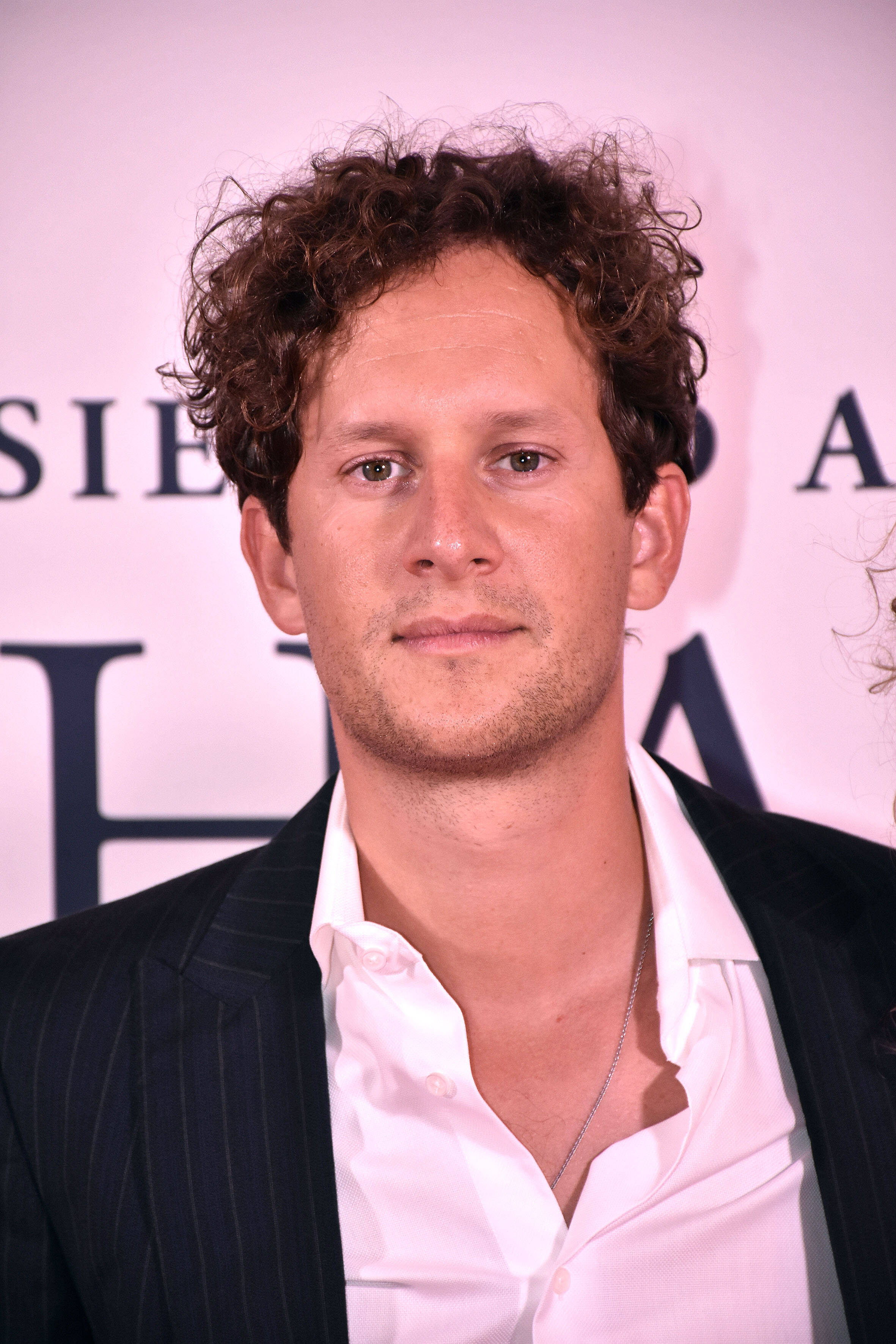
Moritz von Treuenfels (* 1988)

- Treuenfels, Wilhelm Karl von (1740–1813), preußischer Generalleutnant und Chef des Infanterieregiments Nr. 29

Monika Treut (* 1954)

- Treuenfels-Frowein, Anna-Elisabeth von (* 1962), deutsche Politikerin (CDU, FDP), MdHB
- Treuenstadt, Felix Mießl von (1810–1902), österreichisch-orientalischer Diplomat, k. k. Regierungsrat, Staatskanzlist, Hofkonzipist und Hofsekretär
- Treuer, Gotthilf (1632–1711), deutscher Dichter und Poetiker der Barockzeit
- Treuer, Gottlieb (1657–1729), deutscher evangelischer Theologe
- Treuer, Gottlieb Samuel (1683–1743), deutscher Hochschullehrer
- Treuge, Margarete (1876–1962), deutsche Pädagogin und Frauenrechtlerin
- Treuheit, Bastian (* 1998), deutscher Politiker (AfD)
- Treuheit, Klaus (* 1957), deutscher Pianist, Komponist und Improvisator
- Treuheit, Norbert (* 1956), deutscher Verleger
- Treuke, Heinz (1926–2019), deutscher Schauspieler und Synchronsprecher
- Treumann, Gustav Emil Rudolf (1835–1910), königlich preußischer Generalmajor und zuletzt Inspekteur der 6. Festungsinspektion
- Treumann, Josef (1846–1901), deutschamerikanischer Journalist und Schriftsteller
- Treumann, Julian (1841–1910), deutscher Chemiker
- Treumann, Karl (1823–1877), österreichischer Schauspieler, Operettensänger (Tenor), Theaterleiter und Schriftsteller
- Treumann, Louis (1872–1943), österreichischer Operettensänger (Tenor) und Schauspieler
- Treumann, Otto Heinrich (1919–2001), deutsch-niederländischer Grafiker
- Treumann, Wanda (1883–1963), deutsche Schauspielerin und Filmproduzentin
- Treuner, Hermann (1876–1962), deutscher Maler, Zeichner und Modellbauer
- Treunert, Wilhelm (1797–1860), deutscher Lyriker
- Treunet, Jean (1895–1980), französischer Autorennfahrer
- Treupel, Friedrich Daniel (1826–1887), Hüttenbesitzer und Abgeordneter des Provinziallandtages der Provinz Hessen-Nassau
- Treupel-Franck, Marion (* 1969), deutsche Flötistin und Musikpädagogin
- Treurnicht, Andries (1921–1993), südafrikanischer Politiker und Autor
- Treusch von Buttlar, Julius Adolf Friedrich (1716–1784), preußischer Generalmajor, Ritter des Ordens Pour le Mérite und Amtshauptmann von Ziesar
- Treusch von Buttlar-Brandenfels, Henriette (1813–1889), deutsche Schriftstellerin
- Treusch von Buttlar-Brandenfels, Horst (1888–1962), deutscher Oberst im Zweiten Weltkrieg
- Treusch von Buttlar-Brandenfels, Horst Freiherr (1900–1990), deutscher Generalmajor, Mitglied des Oberkommandos der Wehrmacht
- Treusch, Hermann (* 1937), deutscher Schauspieler, Intendant und Regisseur
- Treusch, Joachim (* 1940), deutscher Physiker und Wissenschaftsmanager
- Treusch, Martina (* 1972), deutsche Filmemacherin
- Treusch-Dieter, Gerburg (1939–2006), deutsche Soziologin und Schauspielerin, Professorin für Soziologie und Kulturwissenschaften
- Treut, Monika (* 1954), deutsche Filmregisseurin, Filmproduzentin und AutorinMonika Treut (* 1954)
- Treutel, Renate (* 1962), deutsche Politikerin (Bündnis 90/Die Grünen), Bürgermeisterin von Kiel
- Treutel, Robert (* 1957), deutscher Radiomoderator und Komiker
- Treutiger, Harald (* 1956), schwedischer Fernsehmoderator
- Treutle, Niklas (* 1991), deutscher Eishockeytorwart
- Treutlein, Gerhard (1940–2022), deutscher Sportpädagoge und Hochschullehrer
- Treutlein-Moerdes, Johann von (1858–1916), deutscher Ministerialbeamter in München
- Treutlen, John A. (1734–1782), US-amerikanischer Politiker
- Treutler, Annika (* 1990), deutsche Pianistin
- Treutler, Chris-Florian (* 1988), deutscher Handballspieler
- Treutler, Heidi (* 1943), deutsche Schauspielerin und Synchronsprecherin
- Treutler, Jürgen (* 1951), deutscher Politiker (AfD)Jürgen Treutler (* 1951)

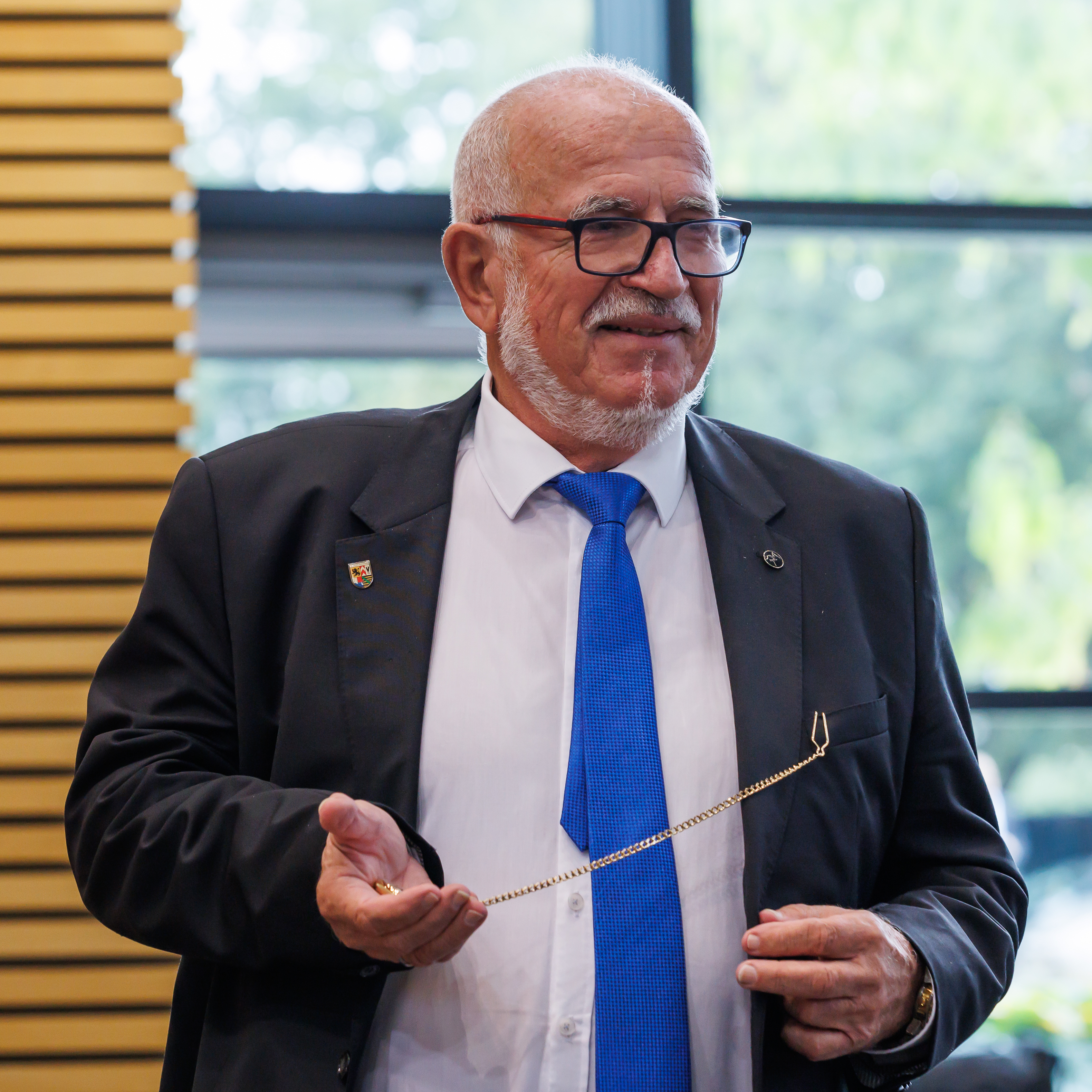
Jürgen Treutler (* 1951)

- Treutler, Karl Georg von (1858–1933), deutscher Diplomat
- Treutler, Katharina (* 1985), deutsche Pianistin
- Treutler, Paul (1858–1938), deutscher Ingenieur und VDI-Vorsitzender
- Treutler, Toni (1905–1997), deutsche Schauspielerin
- Treutmann, Christoph († 1757), deutscher Orgelbauer
- Treuttel, Johann Georg (1744–1826), französischer Buchhändler und Verleger
- Treutwein, Karl (1921–1985), deutscher Heimatforscher und Autor

### Trev
- Trevaldwyn, Harry (* 1994), britischer Schauspieler, Drehbuchautor, Filmproduzent und Komiker
- Trevan, John William (1887–1956), britischer Pharmakologe
- Trevanian (1931–2005), US-amerikanischer Schriftsteller
- Trevano, Giovanni Battista († 1642), Architekt und Baumeister
- Trevathan, Danny (* 1990), US-amerikanischer American-Football-Spieler
- Trevejach, Heinrich von († 1295), Bischof von Brixen
- Trevejo, Iván (* 1971), kubanisch-französischer Degenfechter
- Trevelin, Ricardo (* 1979), brasilianischer Badmintonspieler
- Trevellin, Luigi (* 1957), italienischer Radrennfahrer
- Trevelyan, Anne-Marie (* 1969), britische Politikerin der Conservative Party
- Trevelyan, Charles, 3. Baronet (1870–1958), britischer Adeliger und Politiker, Mitglied des House of Commons
- Trevelyan, Edward (* 1955), US-amerikanischer Segler
- Trevelyan, George Macaulay (1876–1962), britischer Historiker
- Trevelyan, George, 2. Baronet (1838–1928), britischer Historiker und Politiker, Mitglied des House of Commons
- Trevelyan, George, 4. Baronet (1906–1996), britischer Adeliger und Esoteriker
- Trevelyan, Humphrey (1905–1985), britischer Diplomat und Autobiograph
- Trevelyan, Julian (1910–1988), britischer Künstler
- Trevelyan, Julian (* 1998), britischer Pianist
- Trevelyan, R. C. (1872–1951), britischer Schriftsteller und Übersetzer
- Trevelyan, T. J. (* 1984), deutsch-kanadischer Eishockeyspieler
- Trevena-Brown, James (* 1986), neuseeländischer Schauspieler, Synchronsprecher und ehemaliger Eishockey- und Inline-Skaterhockeyspieler
- Treveno Cabajar, Emmanuel (* 1942), philippinischer Ordensgeistlicher, emeritierter römisch-katholischer Bischof von Pagadian
- Trevern, Johann Franz Lepape von (1754–1842), Bischof von Straßburg
- Treves de Bonfili, Alberto (1855–1921), italienischer Diplomat und Bankier, Abgeordneter und Senator
- Treves, Angelo (1873–1937), italienischer Übersetzer und Autor
- Trèves, Florian (* 1966), französischer Skispringer
- Treves, François (* 1930), italienisch-amerikanischer Mathematiker
- Treves, Frederick (1853–1923), englischer ChirurgFrederick Treves (1853–1923)

Frederick Treves (1853–1923)

- Treves, Giorgio (* 1945), italienischer Drehbuchautor und Filmregisseur
- Treves, Tullio (* 1942), italienischer Jurist, Richter beim Internationalen Seegerichtshof
- Trevi, Gloria (* 1968), mexikanische Musikerin und Schauspielerin
- Trevi, Mario (* 1941), italienischer Sänger und Schauspieler
- Tréville, Roger (1902–2005), französischer Schauspieler
- Trevilyan, Thomas († 1997), australischer Serienmörder
- Treviño Martínez, José Ángel Abelardo (1942–1999), mexikanischer Botschafter
- Treviño Morales, Miguel Ángel (* 1970), mexikanischer Drogenhändler
- Treviño Zapata, Norberto (1911–1998), mexikanischer Politiker, Arzt und Diplomat
- Treviño, A. Javier (* 1958), US-amerikanischer Soziologe und Hochschullehrer
- Treviño, Alfredo Ballí (1928–2009), mexikanischer Mediziner und Mörder
- Treviño, Blanca (* 1959), mexikanische Unternehmerin
- Treviño, Jesús Salvador (* 1946), US-amerikanischer Filmregisseur und Drehbuchautor
- Trevino, Lee (* 1939), US-amerikanischer GolferLee Trevino (* 1939)

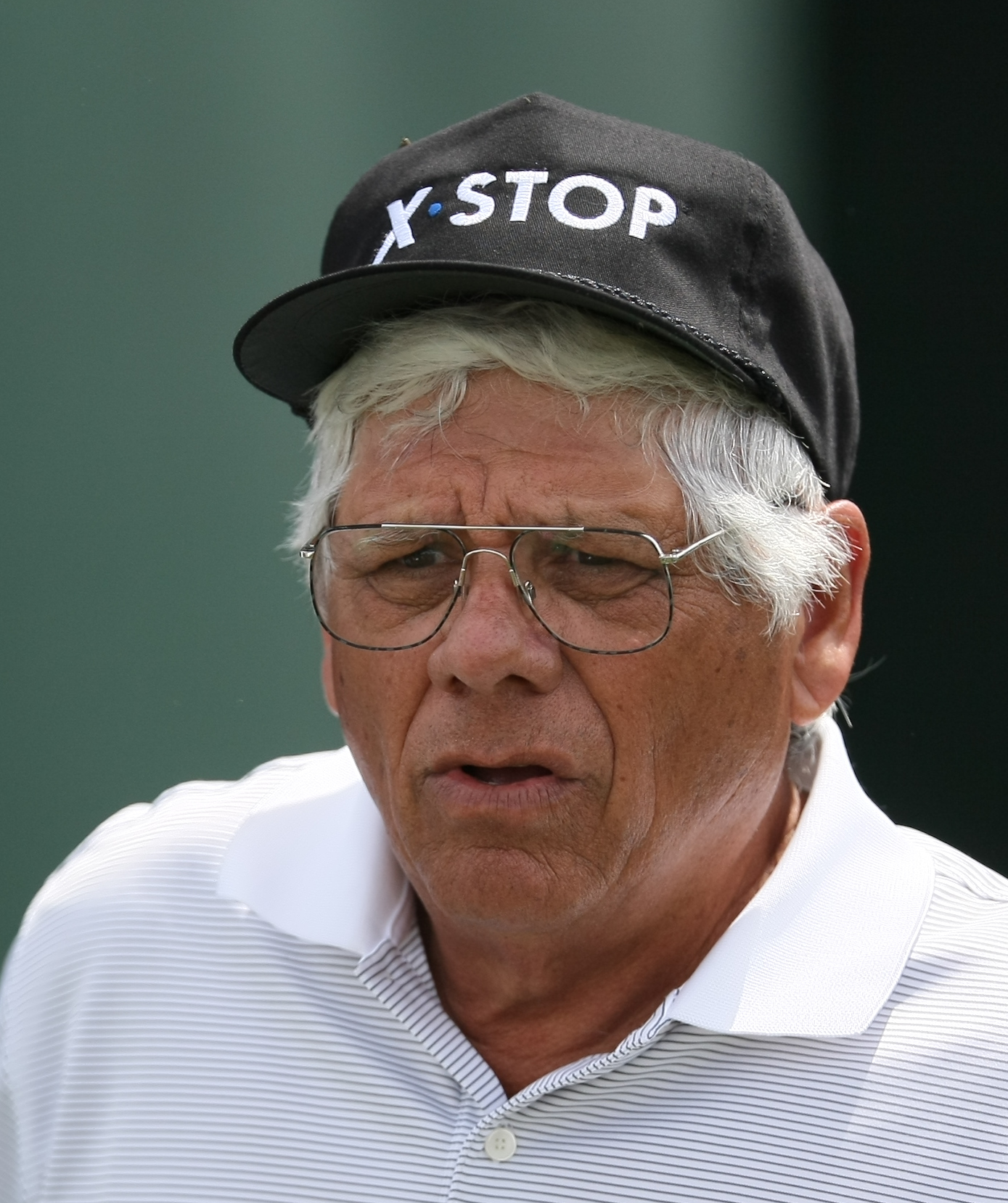
Lee Trevino (* 1939)

- Treviño, Mariana (* 1977), mexikanische Schauspielerin
- Trevino, Michael (* 1985), US-amerikanischer Schauspieler
- Treviño, Radamés (1945–1979), mexikanischer Radrennfahrer
- Trevino, Rick (* 1971), US-amerikanischer Musiker
- Trevino, Yvonne (* 1967), US-amerikanische Boxerin
- Treviño, Yvonne (* 1989), mexikanische Weitspringerin
- Treviranus, Georg (1788–1868), deutscher protestantischer Pastor
- Treviranus, Gottfried (1891–1971), deutscher Politiker (DNVP, KVP), MdR und Reichsminister
- Treviranus, Gottfried Reinhold (1776–1837), deutscher Arzt und Naturforscher
- Treviranus, Ludolf Christian (1779–1864), deutscher Botaniker und Hochschullehrer
- Treviranus, Ludwig Georg (1790–1869), deutscher Ingenieur und Mechaniker
- Trevis, Bos (1912–1997), englischer Fußballspieler
- Trevis, Isaac (* 1989), neuseeländischer Fußballschiedsrichter
- Trevisa, William, englischer Politiker, Mitglied des House of Commons
- Trevisan, Alberto (1916–1998), brasilianischer Ordensgeistlicher und römisch-katholischer Weihbischof in São Sebastião do Rio de Janeiro
- Trevisan, Angelo, venezianischer Diplomat
- Trevisan, Bernard von, Alchemist
- Trevisan, Giancarla (* 1993), italienische Sprinterin US-amerikanischer Herkunft
- Trevisan, Giovanni (1503–1590), Patriarch von Venedig
- Trevisan, Henrique (* 1997), brasilianisch-italienischer Fußballspieler
- Trevisan, Luca (1971–2024), italienischer Mathematiker
- Trevisan, Ludovico (1401–1465), italienischer Kardinal
- Trevisan, Marcantonio (1475–1554), Doge von Venedig
- Trevisan, Martina (* 1993), italienische Tennisspielerin
- Trevisan, Matteo (* 1989), italienischer Tennisspieler
- Trevisanato, Giuseppe Luigi (1801–1877), italienischer Kardinal
- Trevisani, Angelo (* 1669), italienischer Maler und Kupferstecher des Barock
- Trevisani, Carter (* 1982), italo-kanadischer Eishockeyspieler
- Trevisani, Francesco (1656–1746), italienischer Maler
- Trevisi, Anna (* 1992), italienische Radrennfahrerin
- Trevisi, Enrico (* 1963), italienischer Geistlicher, römisch-katholischer Bischof von Triest
- Trévisiol, Arnaud (* 1966), französischer Autorennfahrer
- Trevisiol, Gary (* 1959), kanadischer Radrennfahrer
- Trevithick, Francis (1812–1877), britischer Ingenieur
- Trevithick, Richard (1771–1833), britischer Erfinder, Ingenieur und MaschinenbauerRichard Trevithick (1771–1833)

Richard Trevithick (1771–1833)

- Trevithick, Richard Francis (1845–1913), britischer Ingenieur
- Trevitt, William (1809–1881), US-amerikanischer Arzt, Zeitungsmann und Politiker
- Trevor, Claire (1910–2000), US-amerikanische Schauspielerin
- Trevor, Elleston (1920–1995), britischer Schriftsteller
- Trevor, Jack (1893–1976), englischer Schauspieler
- Trevor, William (1928–2016), irischer, in England lebender Schriftsteller
- Trevor-Morgan, Rachel, britische Haute-Couture-Modistin
- Trevor-Roper, Hugh (1914–2003), britischer Historiker
- Trevorrow, Colin (* 1976), US-amerikanischer Filmregisseur und DrehbuchautorColin Trevorrow (* 1976)

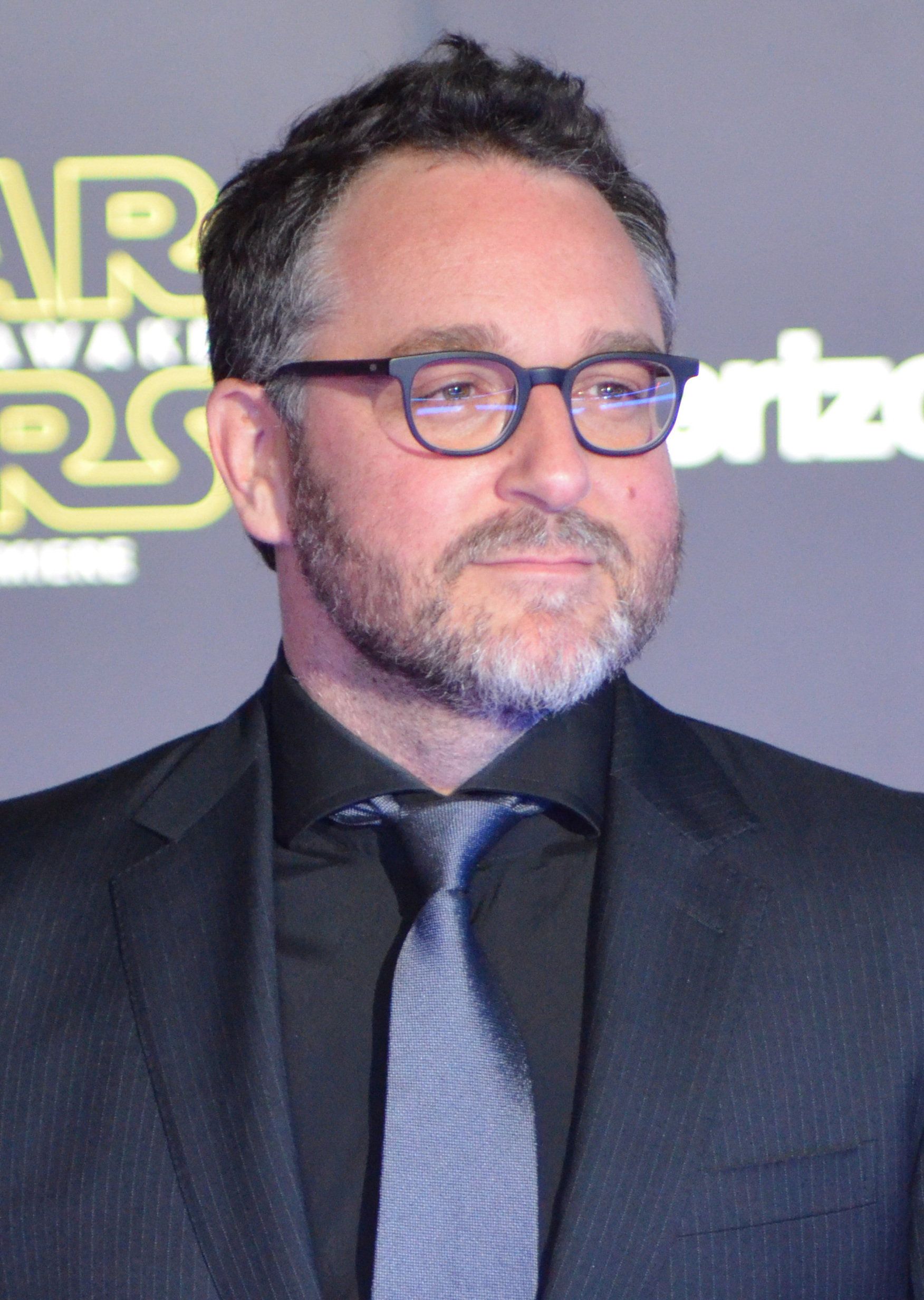
Colin Trevorrow (* 1976)

- Trevorrow, Eric (1926–2015), schottischer Fußballspieler
- Trevorrow, John (* 1949), australischer Radrennfahrer
- Trévoux, Jean (1905–1981), französischer Autorennfahrer

### Trew
- Trew, Abdias (1597–1669), deutscher evangelischer Theologe, Mathematiker und Astronom
- Trew, Arisa (* 2010), australische Skateboarderin
- Trew, Bill (* 1974), deutsch-kanadischer Eishockeyspieler
- Trew, Christoph Jacob (1695–1769), deutscher Mediziner und Botaniker
- Trew, Viktor Lebrecht von (1730–1803), kurfürstlich hannoverscher Generalleutnant
- Trewavas, Anthony (* 1939), Molekularbiologe an der University of Edinburgh
- Trewavas, Ethelwynn (1900–1993), britische Zoologin und Ichthyologin
- Trewavas, Pete (* 1959), britischer Musiker
- Treweek, Rachel (* 1963), britische anglikanische Theologin; designierte Bischöfin von Gloucester
- Trewer, Kamilla Wassiljewna (1892–1974), russisch-sowjetische Historikerin, Orientalistin und Hochschullehrerin
- Trewin, J. C. (1908–1990), britischer Journalist und Theaterkritiker

### Trex
- Trexler, Garry R., US-amerikanischer Offizier, Generalleutnant der US Air Force
- Trexler, Georg (1903–1979), deutscher Kirchenmusiker, Musikpädagoge und Komponist
- Trexler, Harrison Anthony (1883–1974), US-amerikanischer Historiker und Hochschullehrer
- Trexler, Richard (1932–2007), US-amerikanischer Historiker
- Trexler, Rolf (1907–1985), deutscher Puppenspieler
- Trexler, Roswitha (* 1936), deutsche Sängerin (Sopran, Mezzosopran)

### Trey
- Trey Songz (* 1984), US-amerikanischer R&B-SängerTrey Songz (* 1984)

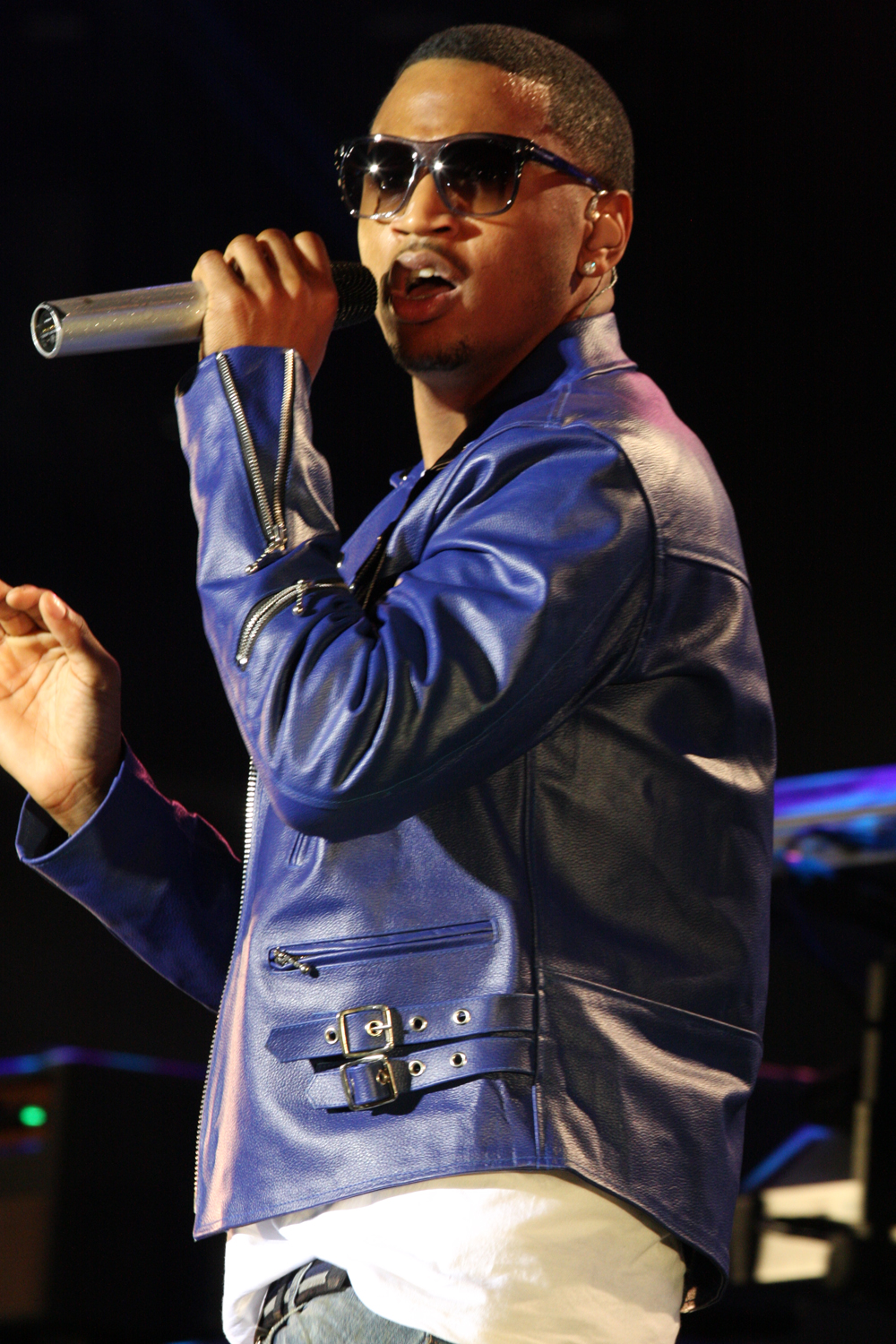
Trey Songz (* 1984)

- Trey, Anton († 1845), österreichischer Mauteigentümer
- Treybal, Karel (1885–1941), tschechoslowakischer Schachspieler
- Treyden, Johann von († 1781), Generalleutnant und Stadtkommandant von Königsberg in russischen Diensten
- Treyer, Hans († 1529), Schweizer Täufer
- Treyer, Ramona (* 1979), deutsche Fußballspielerin
- Treynor, Jack (1930–2016), US-amerikanischer Wirtschaftswissenschaftler
- Treytorrens de Loys, Robert-Ferdinand (1857–1917), Schweizer Offizier
- Treytorrens, David-Philippe de (1721–1788), Schweizer Offizier in französischen Diensten und Kaufmann
- Treytorrens, Henri-François de (1729–1782), Schweizer Kaufmann und Reeder
- Treytorrens, Louis de (1726–1794), Schweizer Mathematiker und Philosoph
- Treytorrens, Nicolas Samuel de (1671–1728), Schweizer Pietist

### Trez
- Trezeguet (* 1994), ägyptischer Fußballspieler
- Trezeguet, David (* 1977), französischer FußballspielerDavid Trezeguet (* 1977)

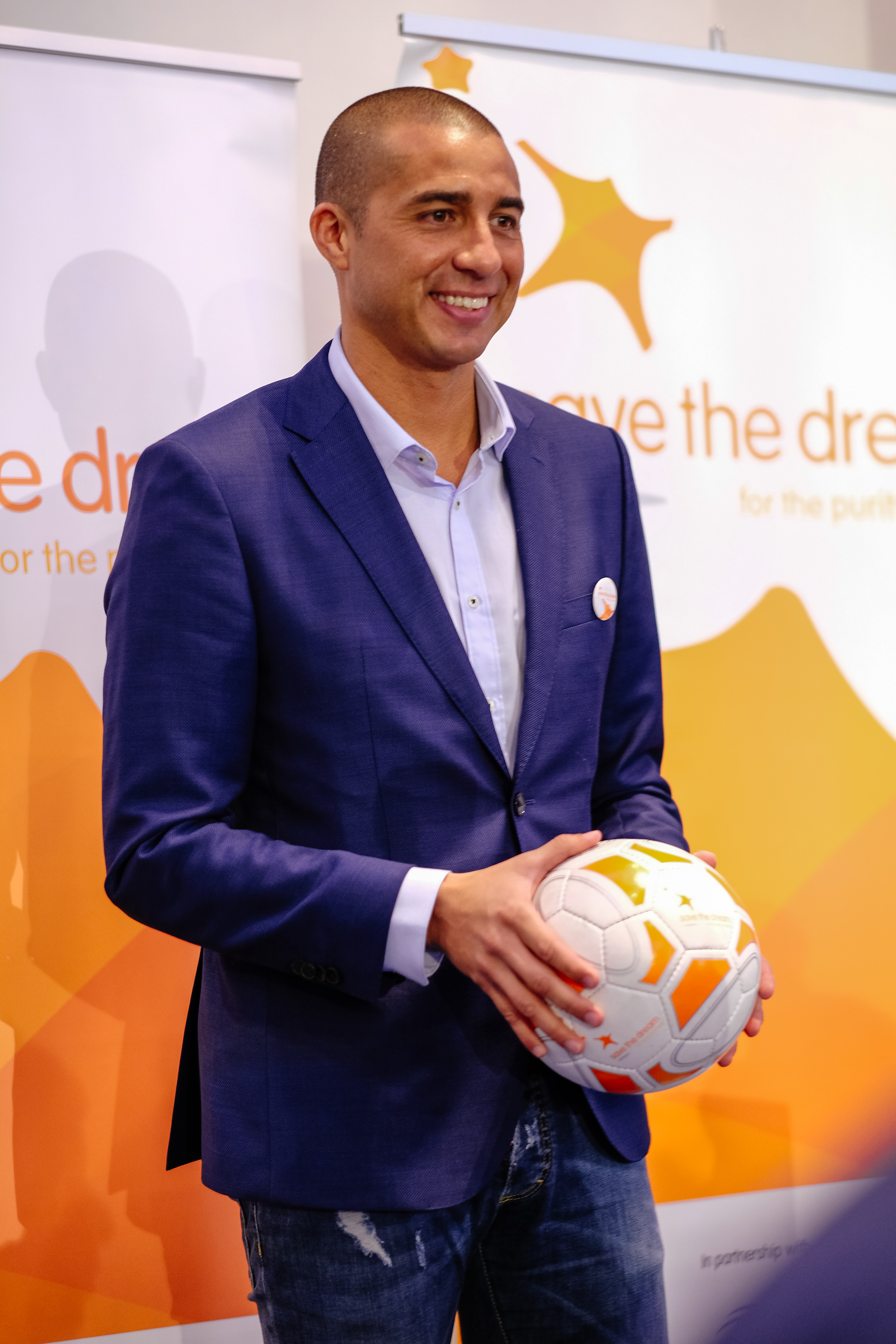
David Trezeguet (* 1977)

- Trézel, Camille Alphonse (1780–1860), französischer General und Politiker
- Trezvant, James († 1841), US-amerikanischer Politiker
- Trezzani, Claudio (1881–1955), italienischer General
- Trezzi, Fabrizio (* 1967), italienischer Radrennfahrer
- Trezzini, Celestino (1883–1967), Schweizer Kirchenhistoriker, Lokalhistoriker und Hochschullehrer
- Trezzini, Domenico († 1734), Schweizer Architekt
- Trezzini, Pietro Antonio (* 1692), Schweizer Architekt des Barock in Sankt Petersburg
- Trezzo, Jacopo da († 1589), italienischer Medailleur und Juwelier